# Liste de chutes d'eau

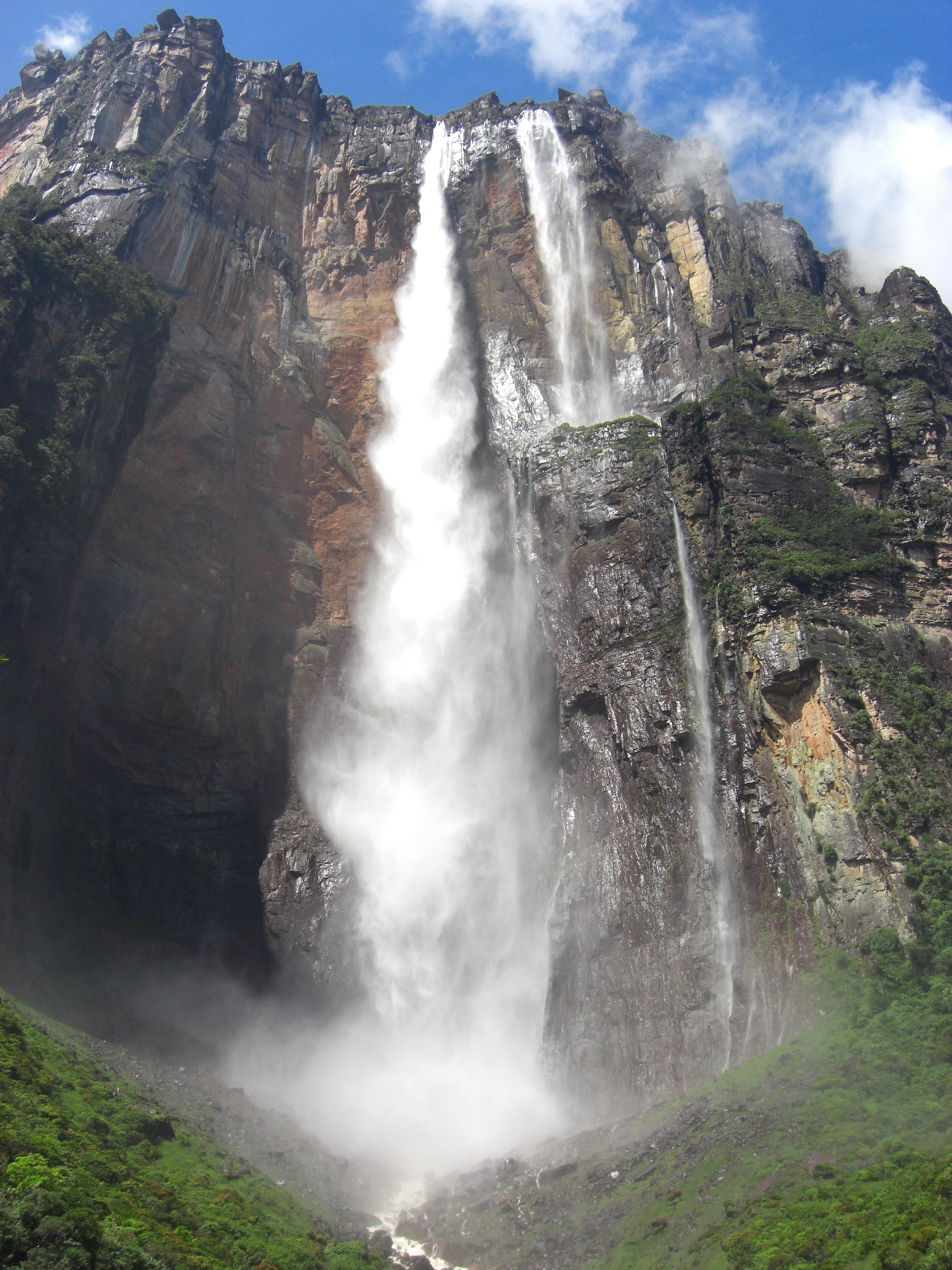
Salto Ángel, la plus haute chute du monde, Venezuela

La liste de chutes d'eau présentée ci-dessous est un échantillon, classé par continent (politique) puis par pays ou État, de chutes d'eau naturelles (cascades, rapides, cataractes...), ayant acquis une relative notoriété du fait de leur fréquentation et/ou de leurs particularités : dimensions (développement ou dénivelé), concrétionnement, aménagements humains, art mobilier, pratiques rituelles, etc.

## Afrique

### Afrique du Sud
- Bawa Falls (en)
- Elands River Falls
- Karkloof Falls
- Magwa Falls (en)
- Mtihelo Falls
- Ndedema Falls

#### Cap oriental
- Waterfall Bluff

#### Northern Cape

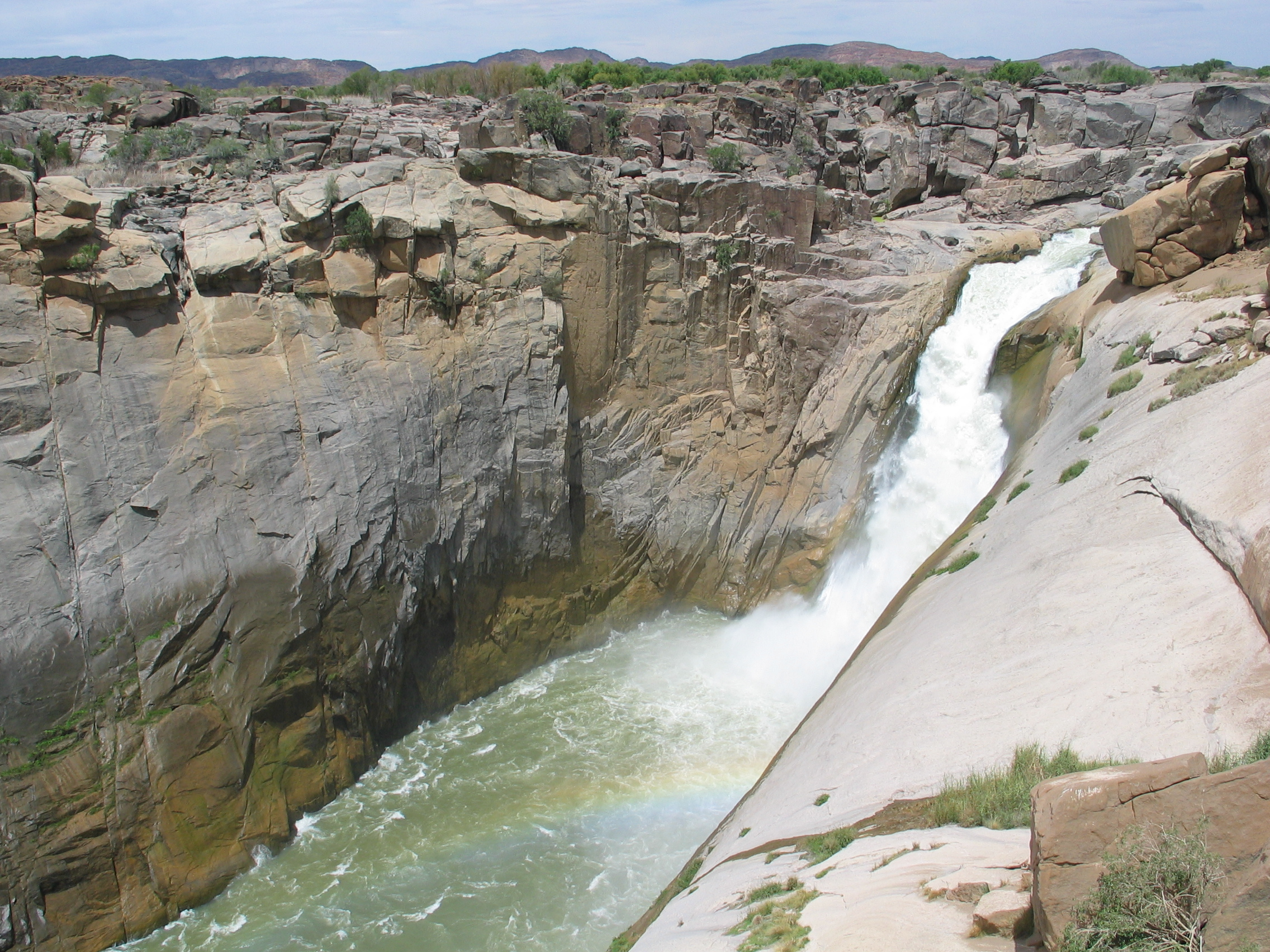
Chutes d'Augrabies

- Chutes d'Augrabies

#### KwaZulu-Natal
- Howick Falls (en) ;
- Chutes de la Tugela - 947 m, la plus haute chute d'eau d'Afrique et la seconde plus haute au monde ;
- Ncandu Falls (en).

#### Mpumalanga
- Berlin Falls (en)
- Chutes du Voile de la Mariée (Afrique du Sud) (en), (Bridal Veil Falls) dans la province sudafricaine du Mpumalanga), près de Sabie
- Lisbon Falls (waterfall) (en)
- Long Tom Waterfall
- Lone Creek Falls, près de Sabie
- Chutes de la Mac-Mac
- Horseshoe Falls (Mpumalanga), près de Sabie
- Sabie Falls, près de Sabie

### Algérie
- Cascades de Djerida

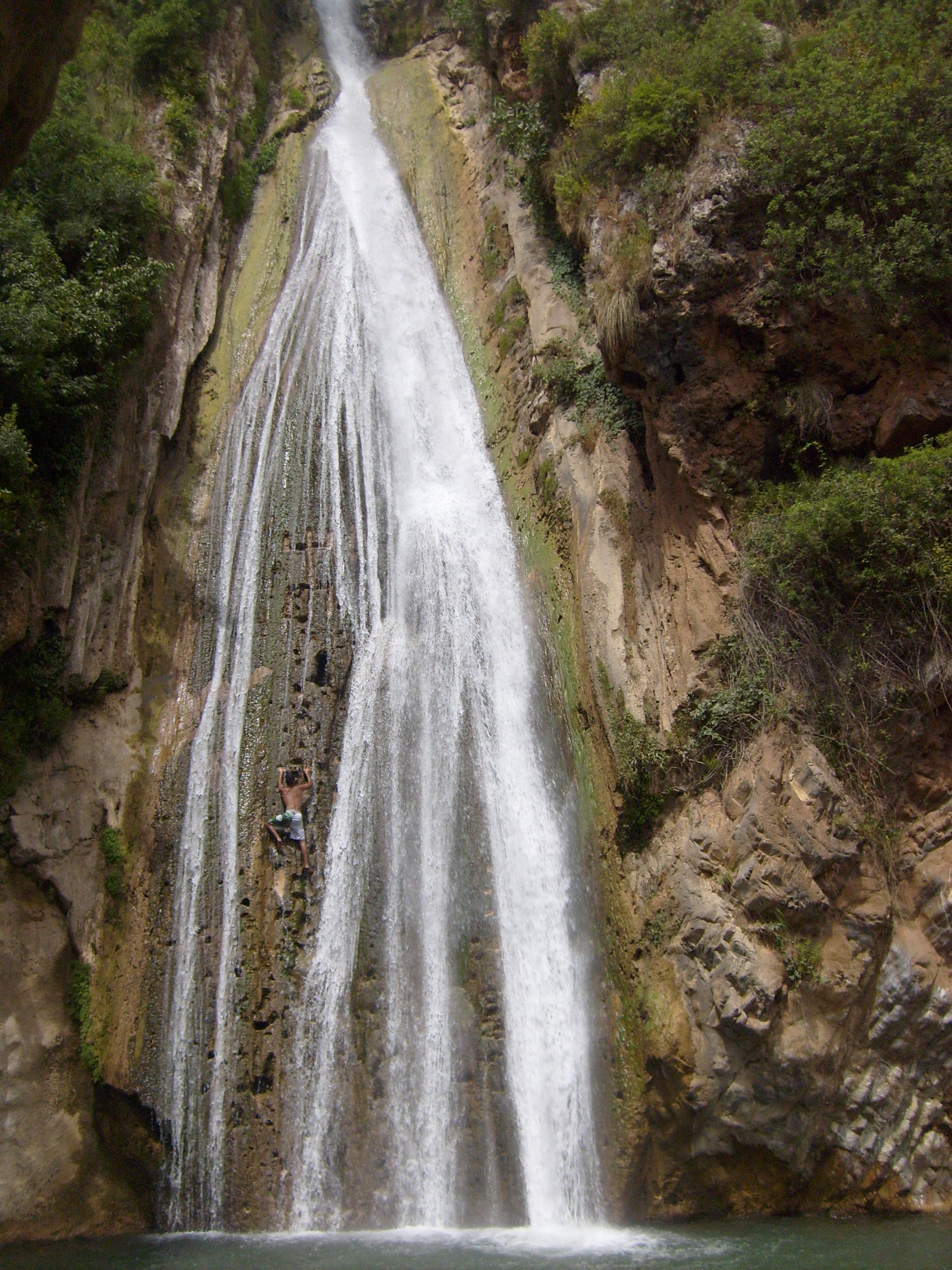
Cascades de Kefrida Algérie

- Cascades Amazer (Ait Smail, Bgayet)
- Cascades de Kefrida
- Cascades d'El-Ourit
- Cascade Guebgab
- Cascades de Sidi-Ouadah
- Cascades de Berbaga
- Cascade de l'oued Rhummel
- Cascade de Hammam Challala

### Angola
- Chutes Epupa

Chute Epupa, Angola

- Chutes de Kalandula, la deuxième plus importante d'Afrique

### Bénin

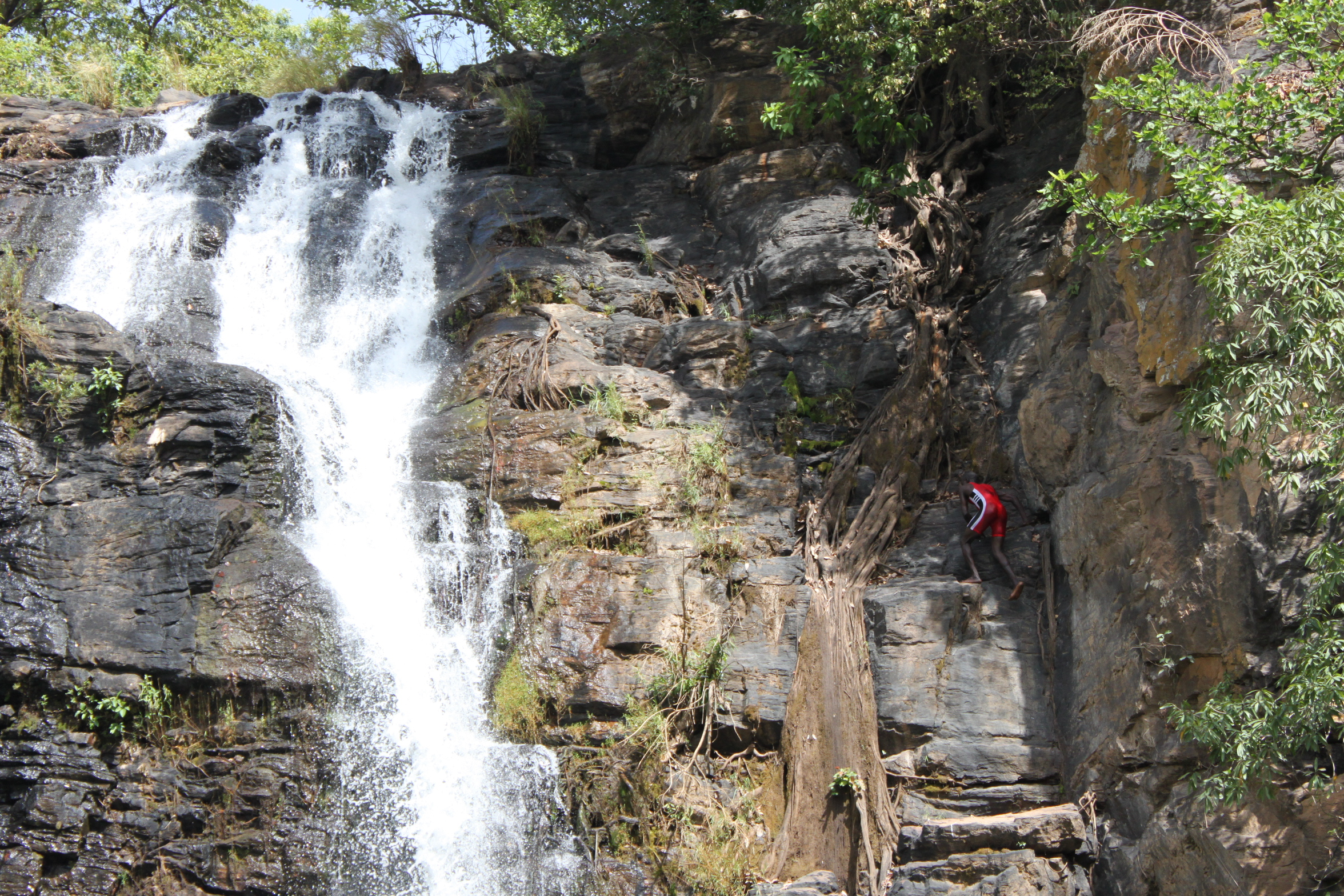
Jeune homme escaladant les parois des cascades de Tanougou 2 (Bénin)

- Chutes de Kota
- Chutes de Koudou
- Chutes de Tanougou

### Burkina Faso
- Cascades de Karfiguéla
- Tagbaladougou Falls

### Burundi
- Chutes de la Karera
- Chutes Rusumo

### Cameroun

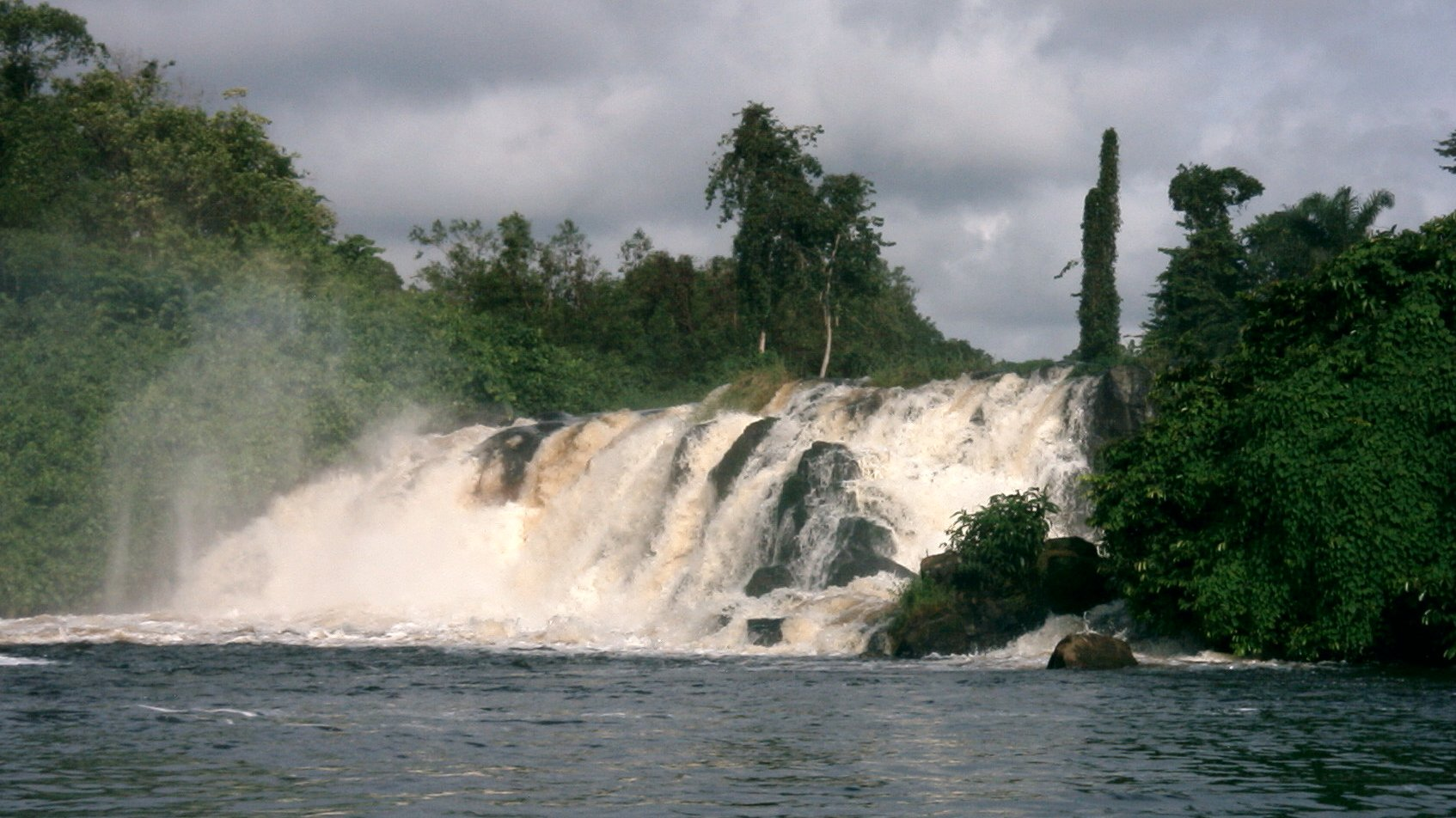
Chutes de la Lobé, Cameroun

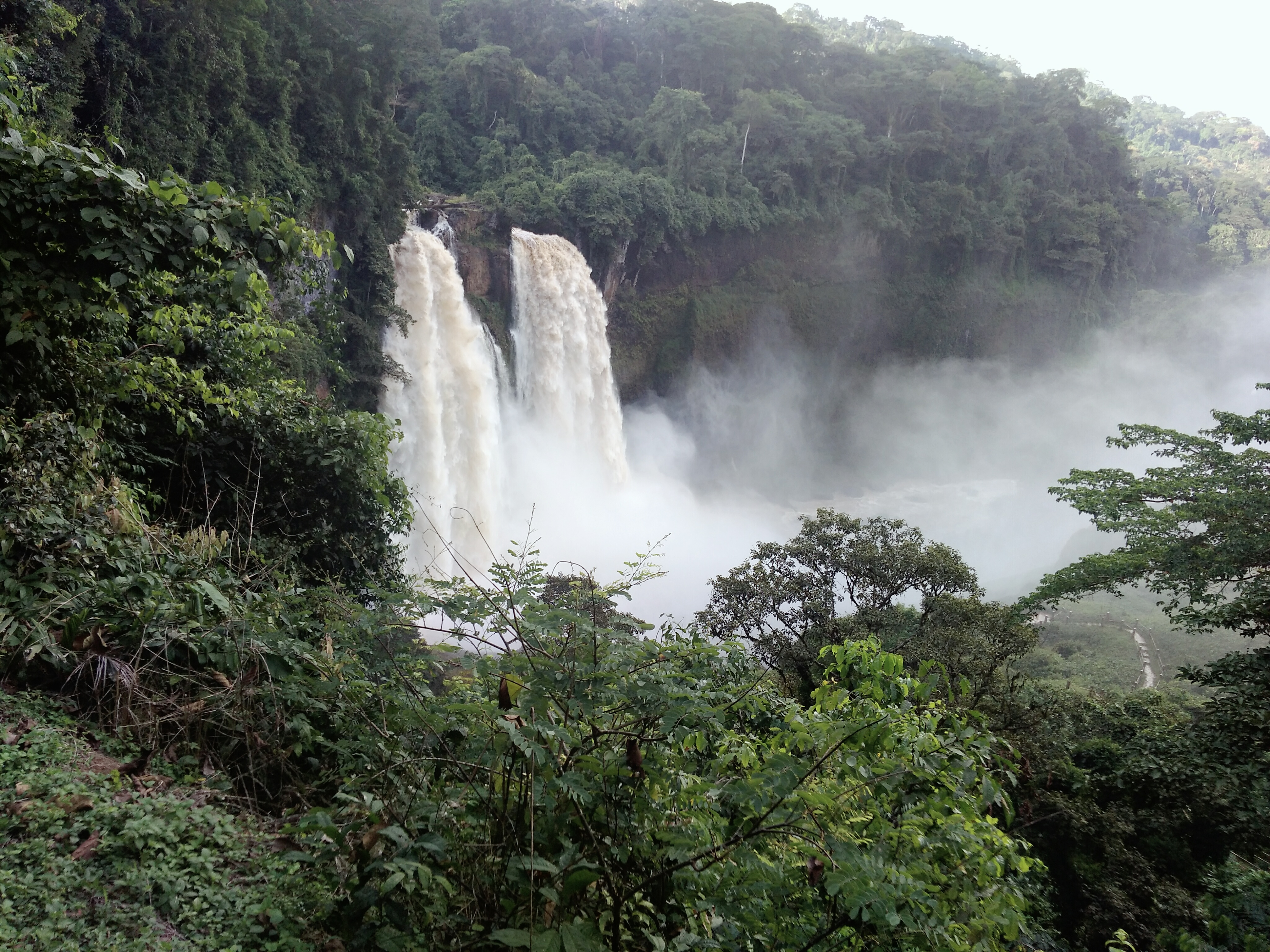
Chutes Ekom Nkam

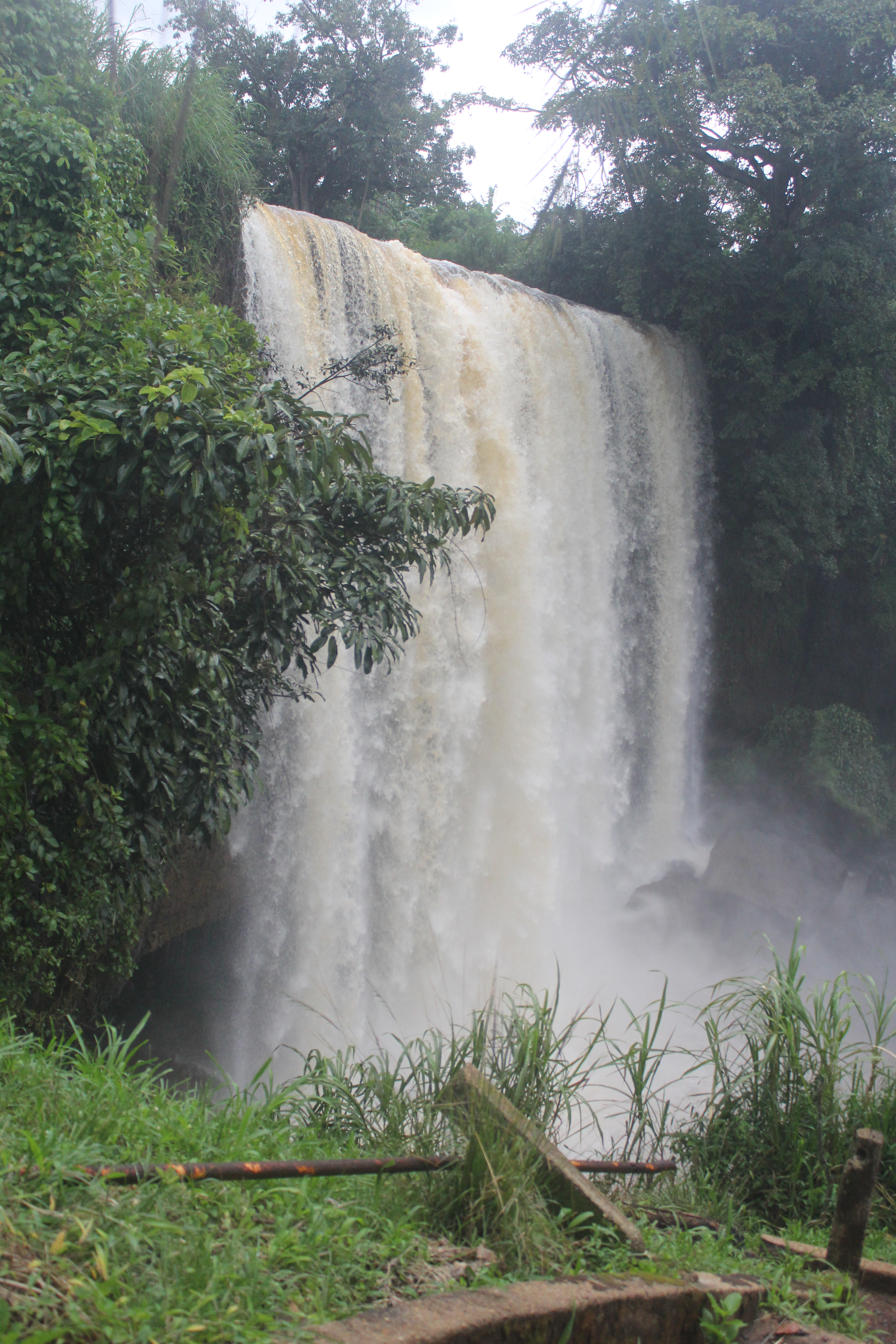
Chutes de la Métché

- Chutes de Lancrenon
- Chutes de Dipipii
- Chutes d'Ekombe
- Chutes de la Lobé

- Chute de Mbilla
- Chutes de la Mouankeu
- Chutes d'Ekom

- Chutes de la Métché

- Chutes de Mamy Wata
- Chutes de Mpoume
- Chutes de Ngo Njock Lipo

### Éthiopie
- Chutes du Nil Bleu
- Baratieri Falls
- Fincha Fwafwate Falls
- Tisissat waterfalls

### Eswatini
- Malolotja Falls

### Gabon
- Ivela Falls
- Kongou Falls

### Ghana

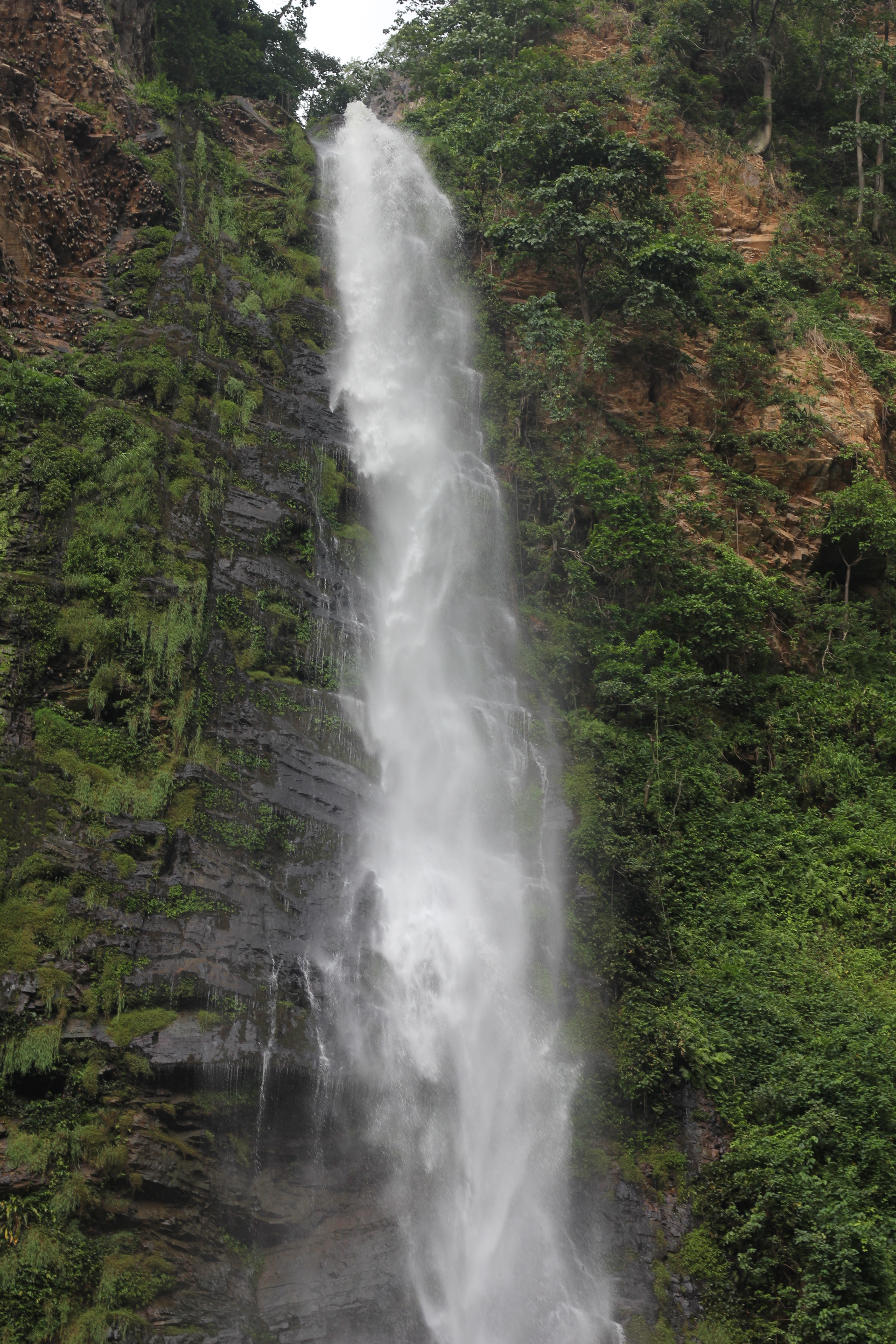
Chutes Wli au Ghana. Juin 2019.

- Fuller Falls
- Atangwen Falls
- Wli Waterfalls (en)
- Boti Falls (en)
- Cascades de Kintampo
- Aflabo Fall
- Akropong Falls
- Obosomase Falls
- Konkonru Falls
- Tsatsadu Falls
- Tagbo Falls (en)
- Tsenku Falls
- Begoro Falls

### Guinée
- Tinkisso Falls
- Dani Falls
- Grand Chutes
- Kambadaga Falls
- Kinkon Falls

### Kenya
- Gura Falls - Hauteur 275 m (écoulement dans la rivière Chania)
- Karuru Falls
- Nithi Falls
- Vivienne Falls

### La Réunion
- Trou de Fer - 725 m - Plus haute cascade de La Réunion et de France
- Cascade Blanche - 640 m
- Cascades du Bras d'Annette - 500 m
- Cascade du Chaudron - 500 m
- Cascades de Takamaka -295 m - succession de trois grands sauts de 70 m , 170 m et 55 m
- Cascade Biberon - 250 m
- Cascade de la Grande ravine - 220 m
- Cascades du Bras Magasin - 220 m
- Cascade de la ravine Coloscopie - 203 m
- Cascade du Bras Détour - 190 m
- Cascade de la ravine Sources Rubinais - 180 m
- Cascade du Bras Sec - 170 m
- Cascade du Bras Piton - 160 m
- Cascade de la ravine Jamrose et Longose - 160 m
- Cascade de Grand Bras - 150 m
- Cascade de Dudu - 140 m
- Cascade de la ravine Fleurs Jaunes - 120 m
- Cascade du Bras des Lianes - 115 m
- Cascade de la ravine Pissa - 110 m
- Cascade du Bras Lepto - 100 m
- Cascade Niagara - 55 m

### Lesotho
- Chutes du Maletsunyane - Site où s'est déroulée une épreuve de Pékin Express, la route des grands fauves.
- Ketane Falls
- Ribaneng Waterfall
- Semomkong Falls

### Libéria
- Guma Falls

### Madagascar
- Cascade d'Ambodisatrana - 60 m
- Cascade d'Antomboka - 82 m
- Cascade de Mahamanina - 60 m
- Cascade de Mandraka
- Cascade de Rianbavy
- Cascade de Riandahy
- Cascade de Sakaleona - 200 m

### Malawi
- Kapichira Waterfalls de la rivière Shire (Lac Malawi) - Haute d'environ 80 m

### Mali
- Gouina Falls

### Maroc

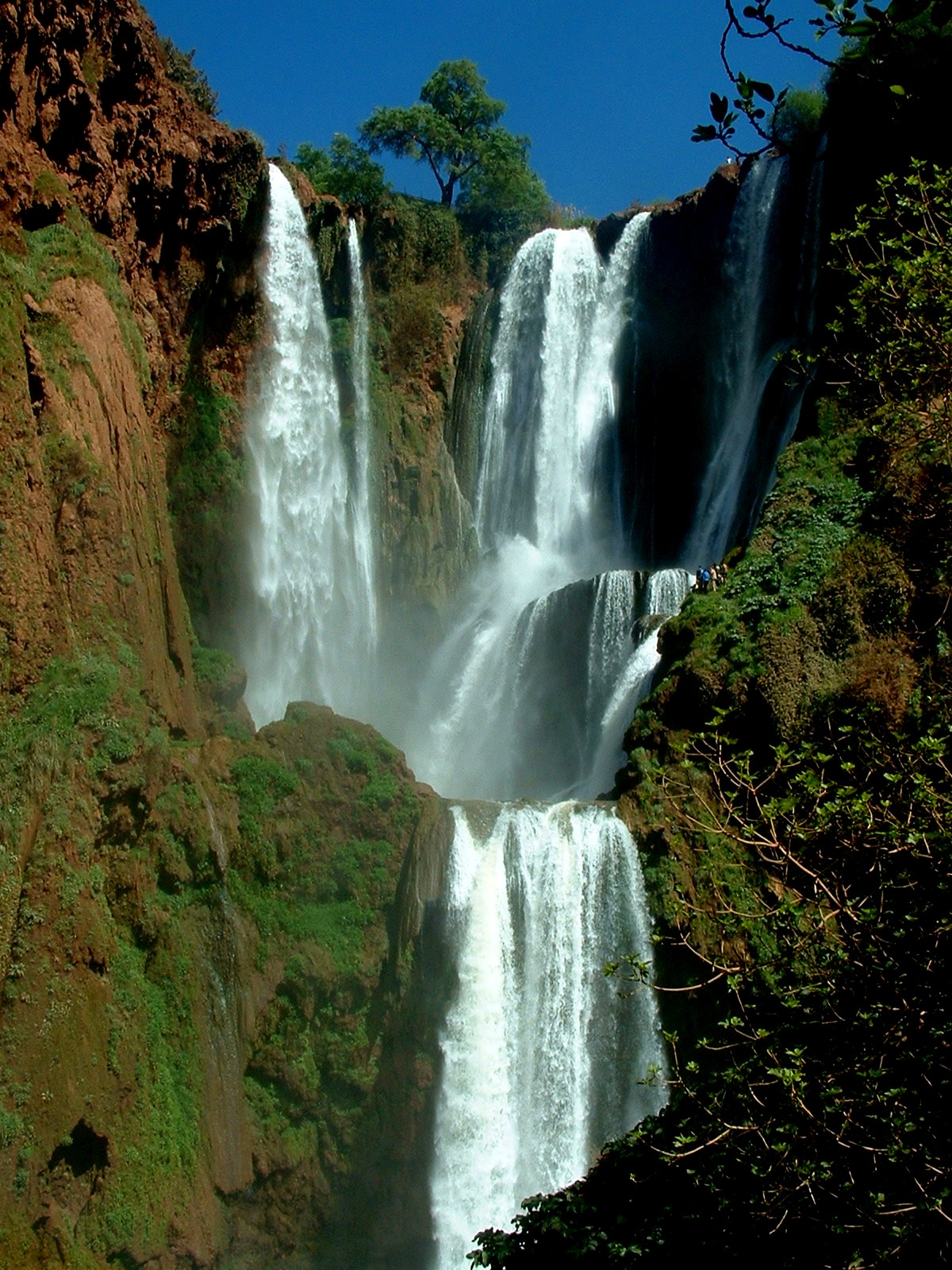
Cascades d'Ouzoud, au Maroc

Cascades d'Immouzer
- Manaraka Falls
- Cascades d'Ouzoud - 110 m de haut

### Namibie
- Ruacana Falls
- Chutes Epupa (fleuve Kunene au nord-ouest de la Namibie) - Haute d'environ 40 m (plusieurs niveaux)
- Popa Falls (Rivière de l'Okavango, dans le nord de la Namibie)
- Ruacana Falls - Hauteur 120 m

### Nigeria
- Agbokin Falls
- Assop Falls
- Enemebia Falls
- Erin-Ijesa Falls
- Cascades de Farin Ruwa
- Gurara Falls
- Ipole-Iloro Falls
- Kurra Falls
- Kwa Falls
- Olumirin Falls
- Owu Falls

### Ouganda

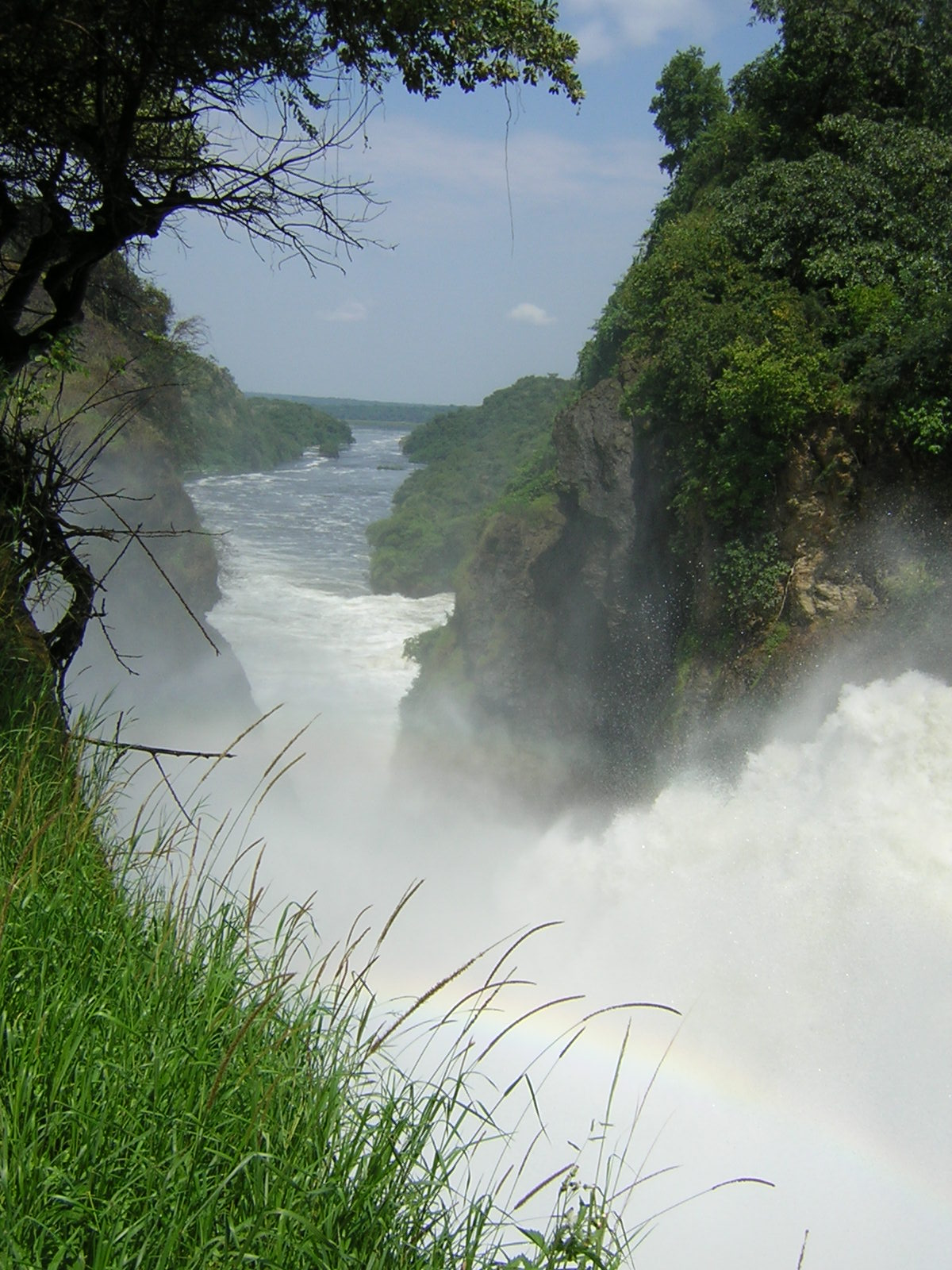
Chutes Murchison, Parc national Murchison Falls, Ouganda

- Sipi Falls
- Chutes Murchison
- Bujagali

### République démocratique du Congo
- Chutes Boyoma (chutes Stanley)
- Chutes d'Inga
- Chutes de la Lofoï
- Chutes Livingstone

### République centrafricaine
- Chutes de Matakil
- Chutes de Boali

### République du Congo
- Chutes Kakobola
- Chutes Livingstone
- Chutes de Loufoulakari [1]
- Chutes de Bela (Boroboro?)
- Chutes de la Bouenza (Moukoukoulou)[2]
- Chutes de Sossi [3]

### Rwanda

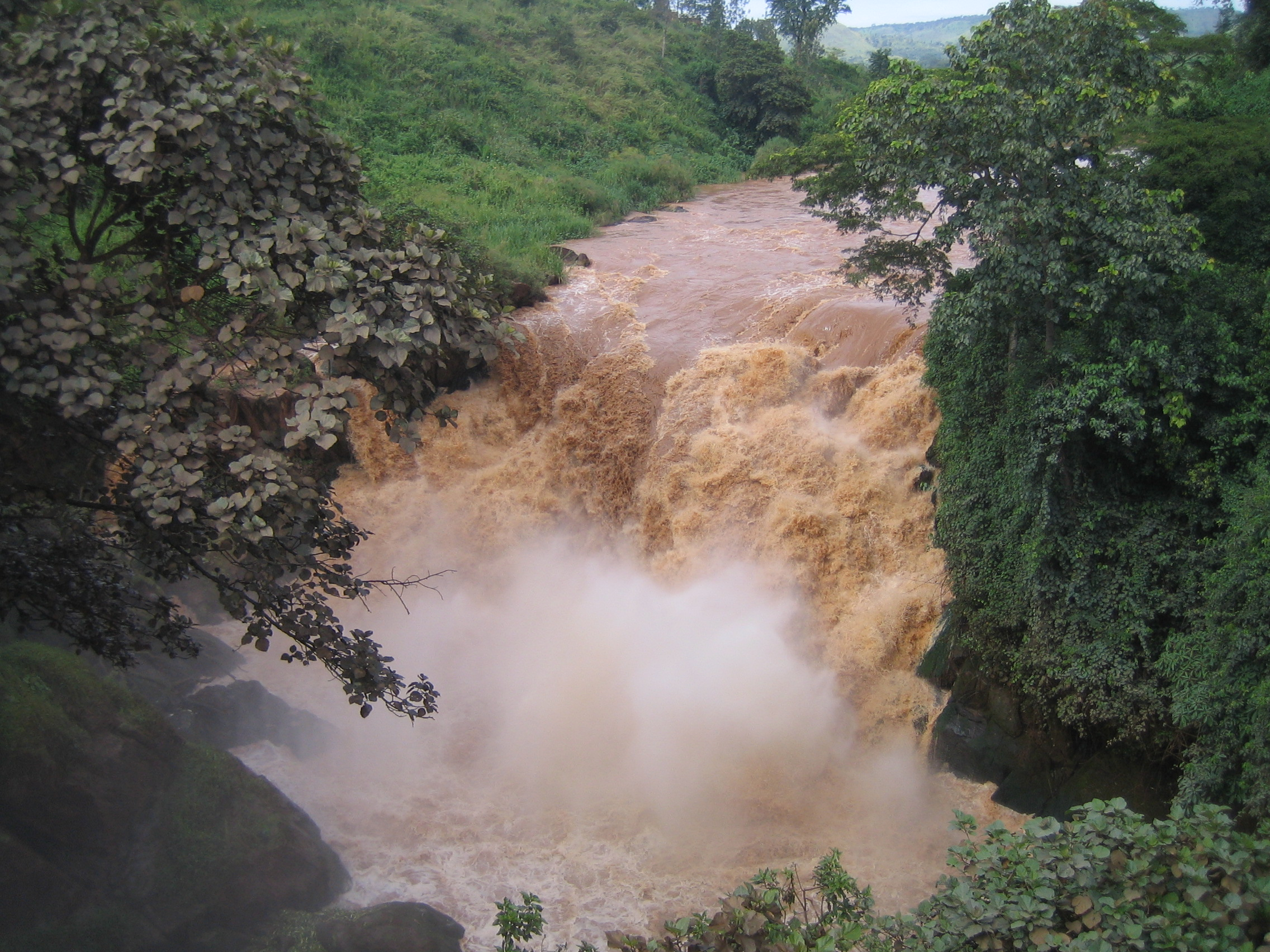
Chutes Rusumo sur la Kagera, entre le Rwanda et la Tanzanie

- Chutes Rusumo

### Sénégal
- Chutes de Barrakunda
- Chutes de Dindefelo

### Sierra Leone
- Bathurst Falls

### Tanzanie

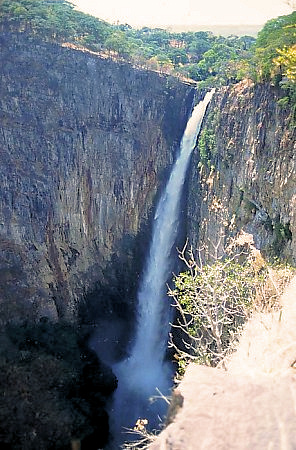
Chutes de Kalambo, sur la frontière entre la Tanzanie et la Zambie

- Chutes de Kalambo
- Chutes Rusumo

### Tchad
- Chutes Gauthiot

### Togo
- la cascade de Yikpa
- la cascade Aklowa

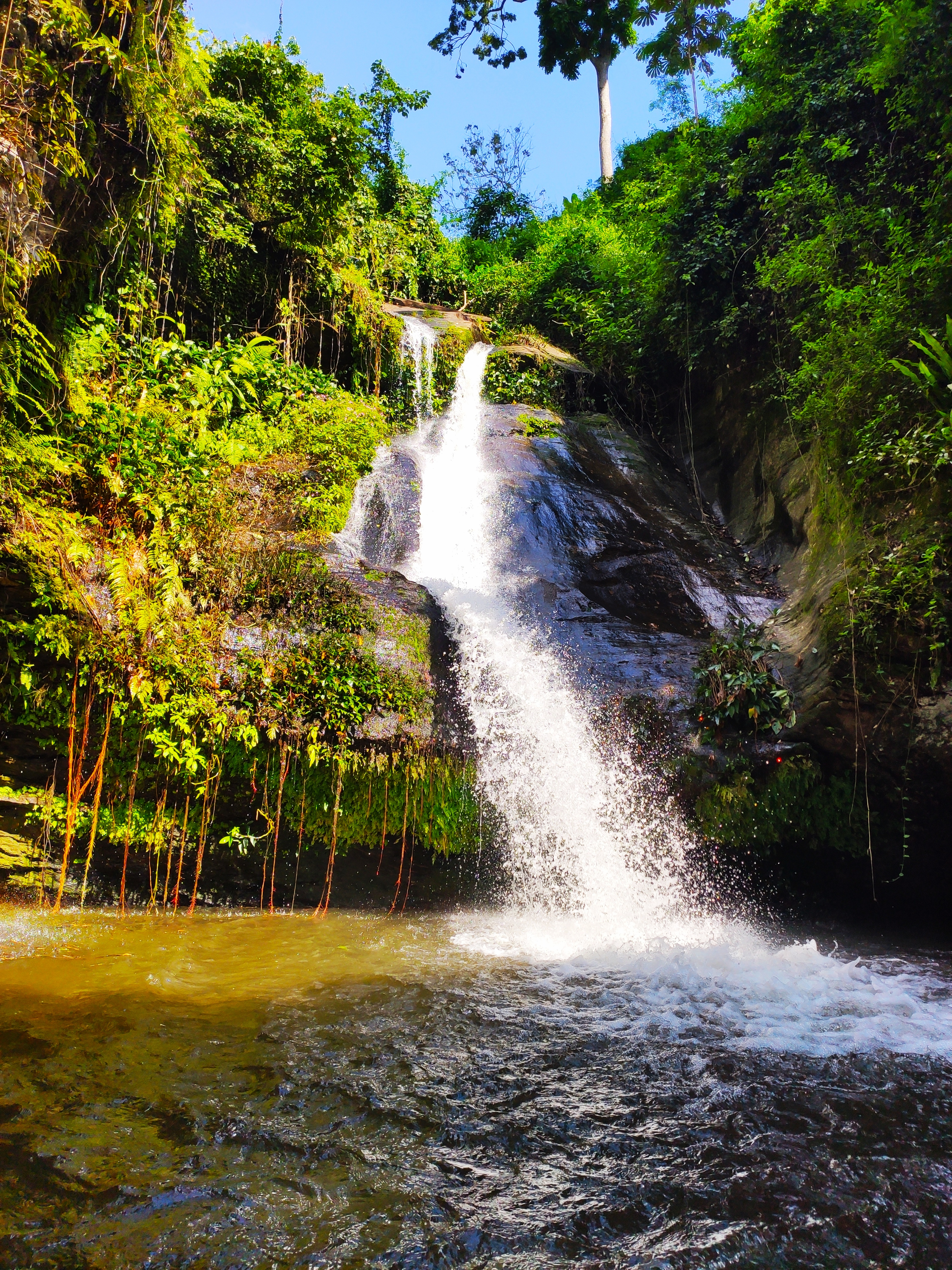
Cascade de Womé (Togo).

- la cascade de Womé (Kpalimé) dans la région des plateaux,
- la cascade d’Agoméyo (Kpalimé),
- la cascade d'Ayomé (Kpalimé),
- la cascade de Bafilo dans la région centrale
- Cascade de Souroukou (cascade la plus grande de l'Afrique de l'ouest)-175m
- Cascade de Tomégbé

### Tunisie
- Chebika
- Oued Zitoun
- Zaghouan

### Zambie

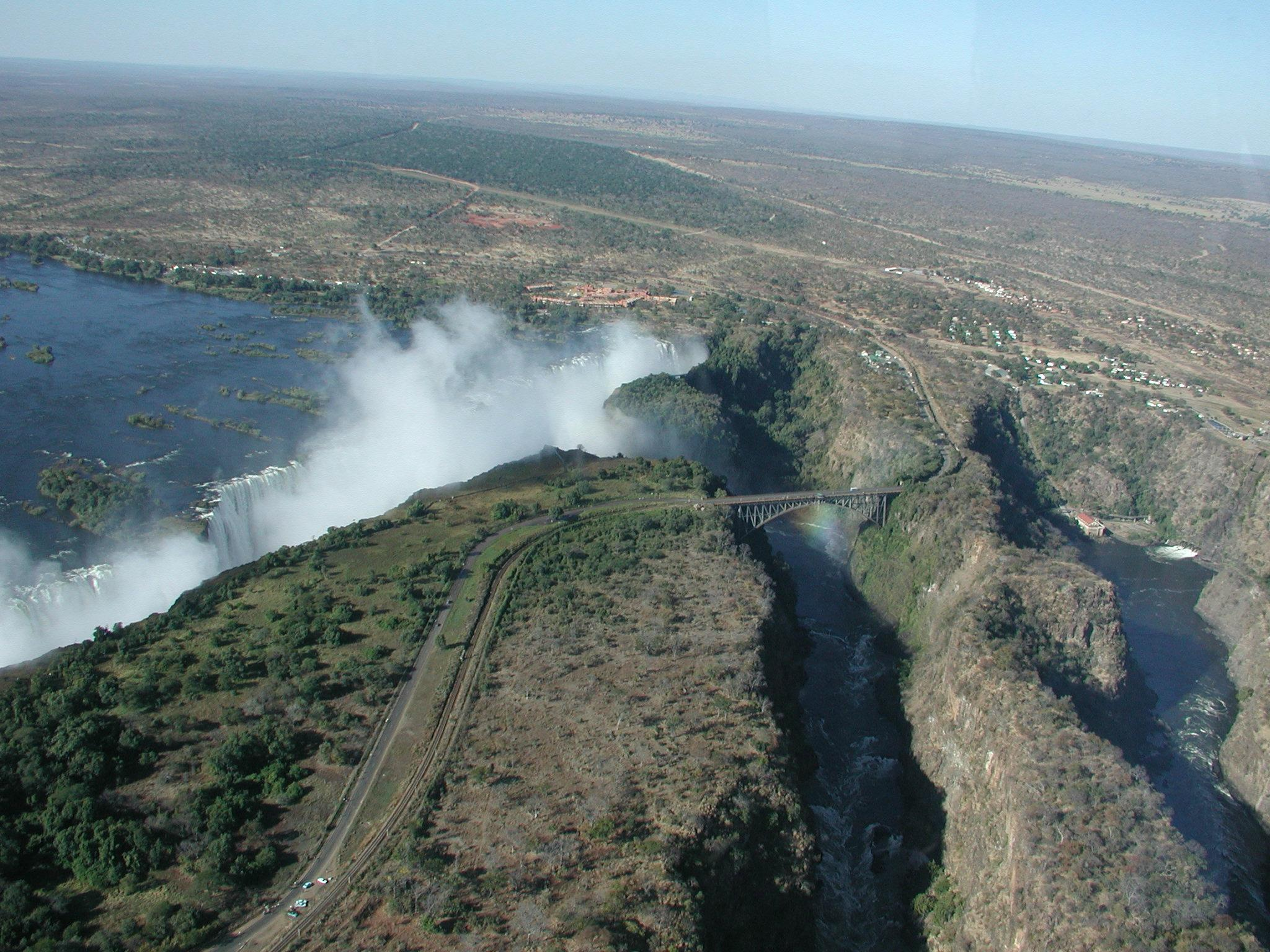
Chutes Victoria / Mosi-oa-Tunya, sur la frontière entre la Zambie et le Zimbabwe.

- Chavuma Falls
- Chusa Falls
- Ngonye Falls
- Lumangwe Falls
- Lwitikila Falls
- Mambilima Falls
- Musonda Falls
- Nyambwezi Falls
- Senkele Falls
- Chisanga Falls
- Nyambezi Falls
- Chutes de Kalambo
- Jadbabaie Falls
- Oribuyce Falls
- Murkhana Falls
- Tarmwela Falls
- Phenyalainine Falls
- Sinha Falls
- Mattessicia Falls
- Loscalza Falls
- Dagna Falls
- Kundalila Falls
- Lumwanga Falls
- Ntumbachi Falls
- Chimpolo Falls
- Chutes de Chisimba
- Chimpepe Falls
- Kabweluma Falls
- Chutes de Chisimba
- Mumbuluma Falls
- Kudabwika Falls
- Chutes Victoria

### Zimbabwe
- Chutes Mutarazi
- Chutes Victoria - la plus large d'Afrique et les plus larges au monde.
- Martins Falls
- Nyazengu Falls
- Tuckers Falls

## Eurasie

### Asie

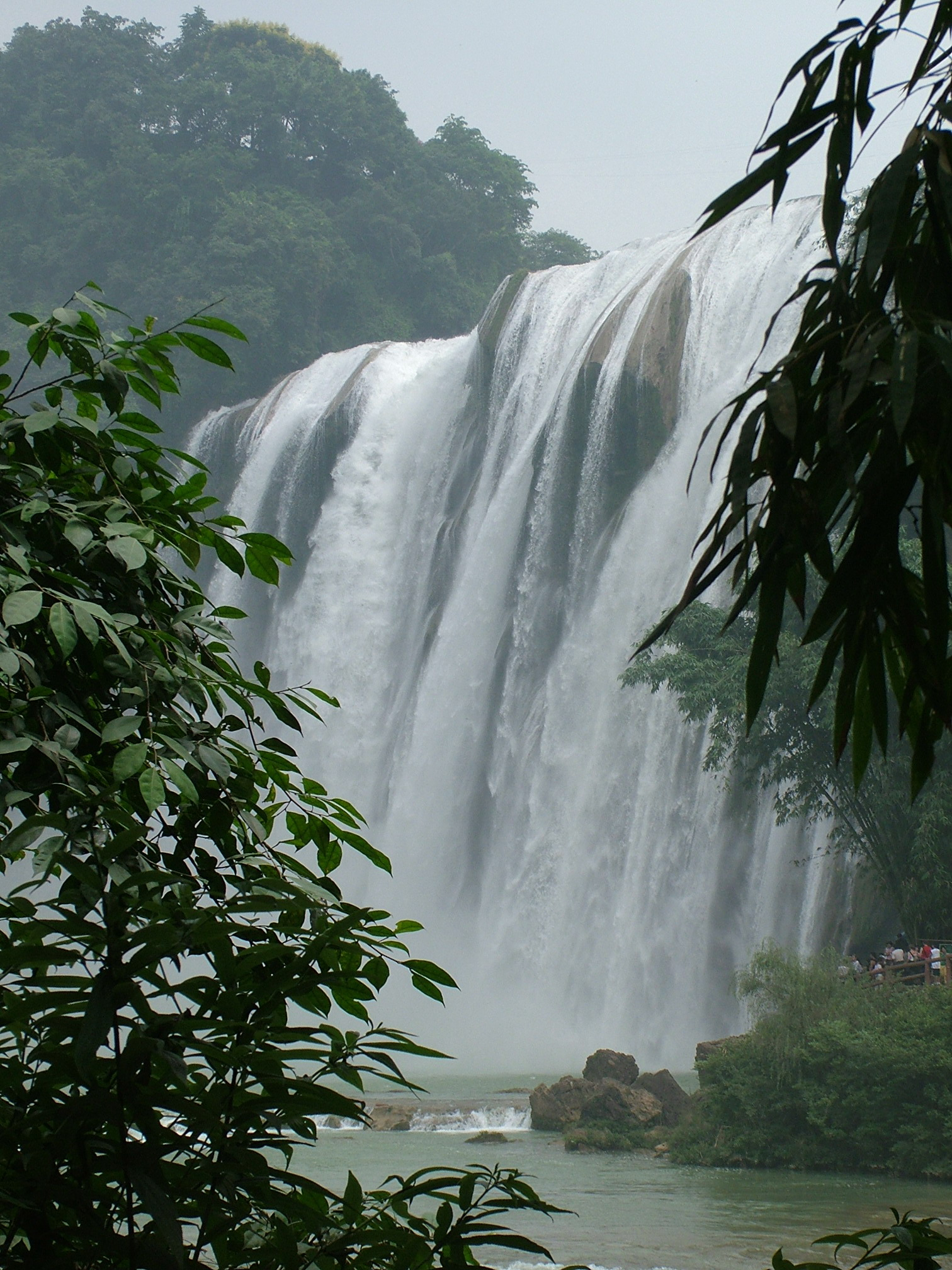
Huangguoshu Falls, Chine

#### Afghanistan
- Mahipar waterfalls

#### Bangladesh
- Madhabkunda waterfall
- Shahasradhara waterfall

#### Cambodge
- Kbal Chhay Waterfall
- Ka Choung

#### Chine
- Chutes Detian, Karst Hills, district de Daxing, préfecture de Chongzuo, province du Guangxi, le long de la frontière avec le Viêt Nam.
- Chutes de l'arbre aux fruits jaunes à Anshun dans la province du Guizhou - 74 m ; 81 m de large.
- Chutes Hukou (La bouche d'un pot), bordant les provinces du Shaanxi et du Shanxi - 50 m ; 30 m de large ; seconde chute la plus large de Chine.
- Chutes Jiulongji - Haute de 46 m

#### Corée
- Cheonjeyeon Waterfall
- Cheonjiyeon Waterfall
- Jeongbang Waterfall
- Jumong Waterfall

#### Inde
- Abbey Falls
- Adyanpara Falls
- Athirappilly Falls
- Burude Falls
- Chachai Falls
- Chunchanakatte Falls
- Dudhsagar Falls
- Duduma Falls
- Gersoppa Falls
- Godchinamalaki Falls
- Gokak Falls
- Hebbe Falls
- Chutes de Hogenakkal
- Irupu Falls
- Chutes de Jog
- Jonha Falls
- Lodh Falls
- Lushington Falls
- Payarka Falls
- Rajdari Falls
- Khandadhar Falls
- Kallatti Falls
- Kiliyur Falls
- Kutralam Falls
- Magod Falls
- Manikyandhara Falls
- Meenmutty Falls
- Mawsmai Falls
- Mutyalamaduvu Falls
- Nohkalikai Falls
- Chutes de Shivanasamudram
- Shimsha Falls
- Satoddi Falls

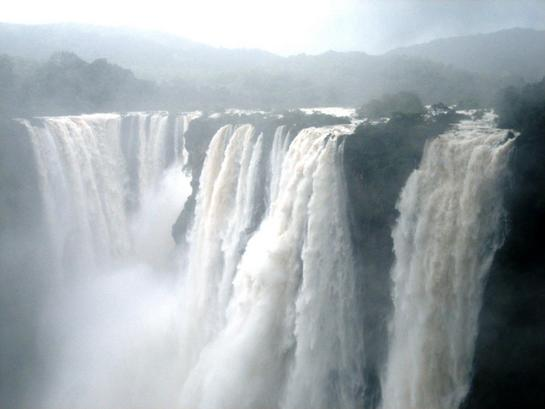
Chute du Jog pendant la mousson, District de Shivamogga, État de Karnataka, Inde

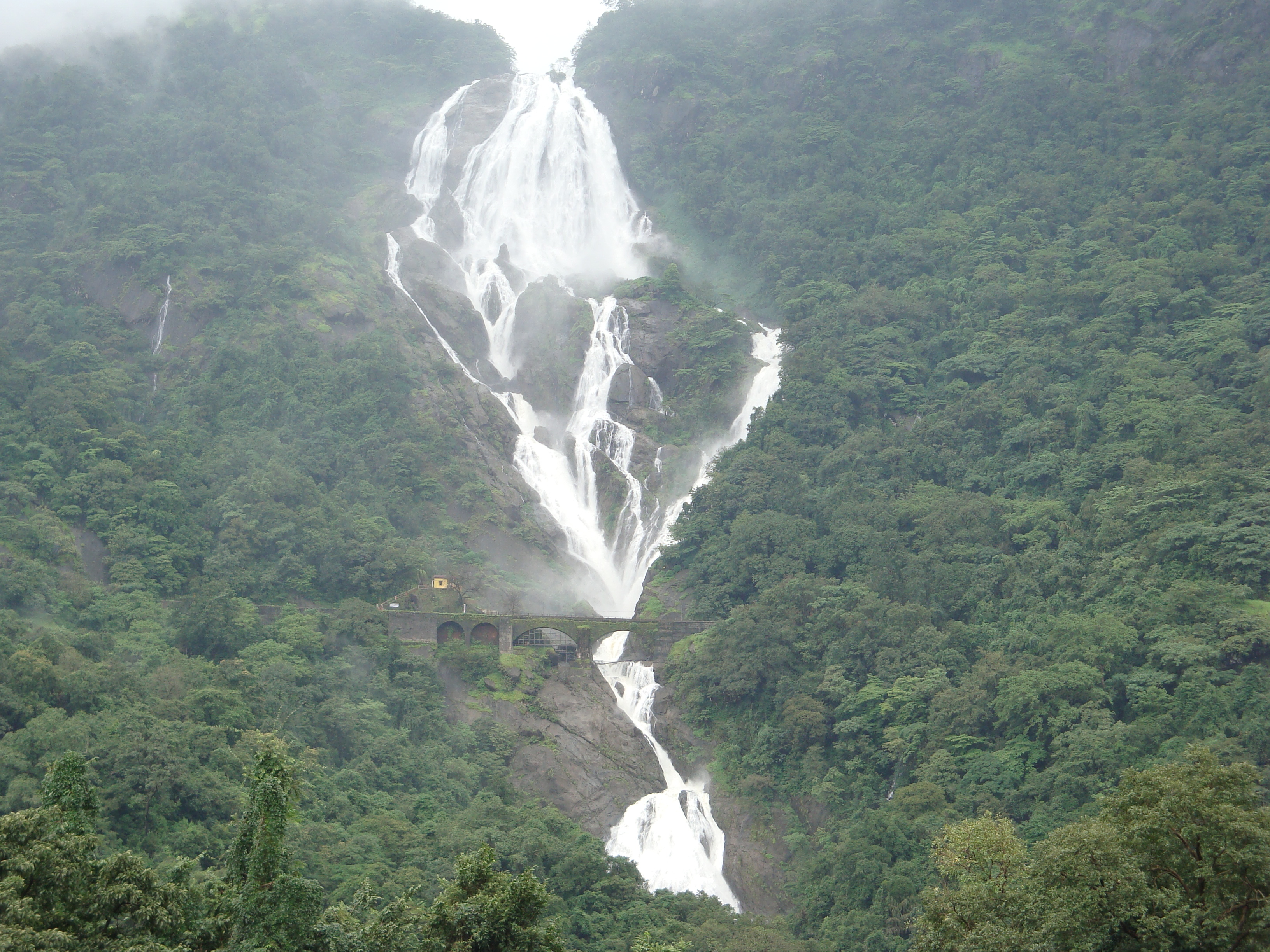
Dudhsagar Falls pendant la mousson, État de Goa, Inde

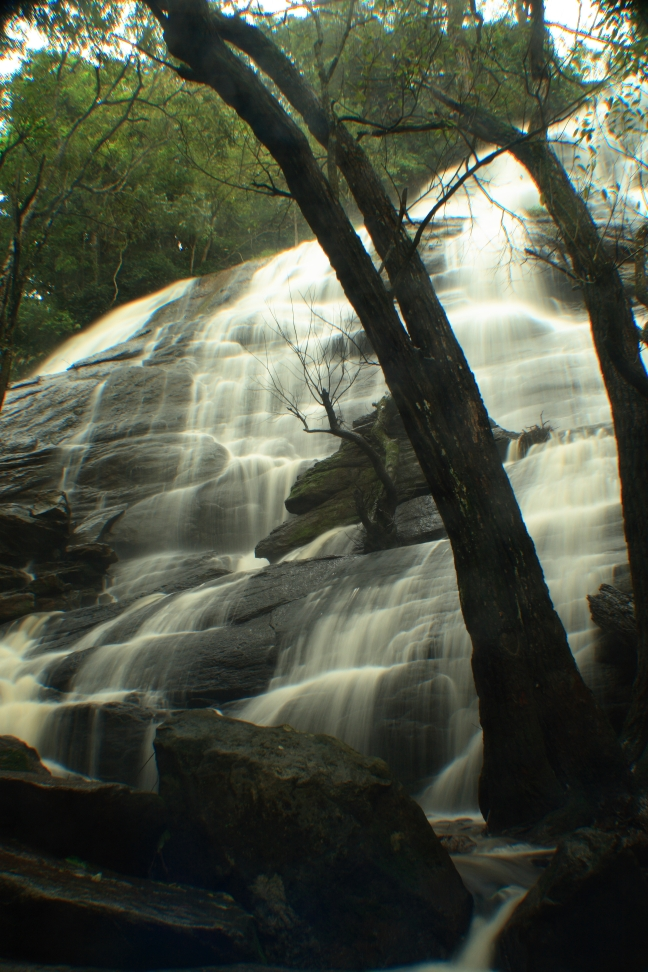
Kiliyur Falls, Ghats orientaux, État de Tamil Nadu, Inde

- Soochipara Falls à Kalpetta (Kerala)
- Tamdi Surla Falls
- Thalaiyar Falls
- Unchalli (Lushington) Falls
- Varapoha Falls
- Vazhachal Falls
- Vibhooti Falls
- Watehalla Falls

#### Indonésie
- Bantimurung Waterfall
- Curug Cilember
- Curug Sewu
- Coban Rondo Waterfall
- Grojogan Sewu waterfall
- Madakaripura Waterfall
- Sendang Gila waterfall
- Sipisopiso Waterfall

#### Iran
- Abshar Doughoolo (Les chutes Jumelles)
- Atashgah Falls
- Bahram Beigy Waterfall
- Bisheh Falls
- Boll Waterfall
- Ganjnameh Waterfall
- Golestan Falls
- Lar Waterfall
- Margoon Waterfall
- Masoule Falls
- Semirom Falls
- Shalmash Falls
- Shekarab waterfall
- Chutes de Zarde Limeh

#### Japon
- Chutes de Fukuroda - 120 m

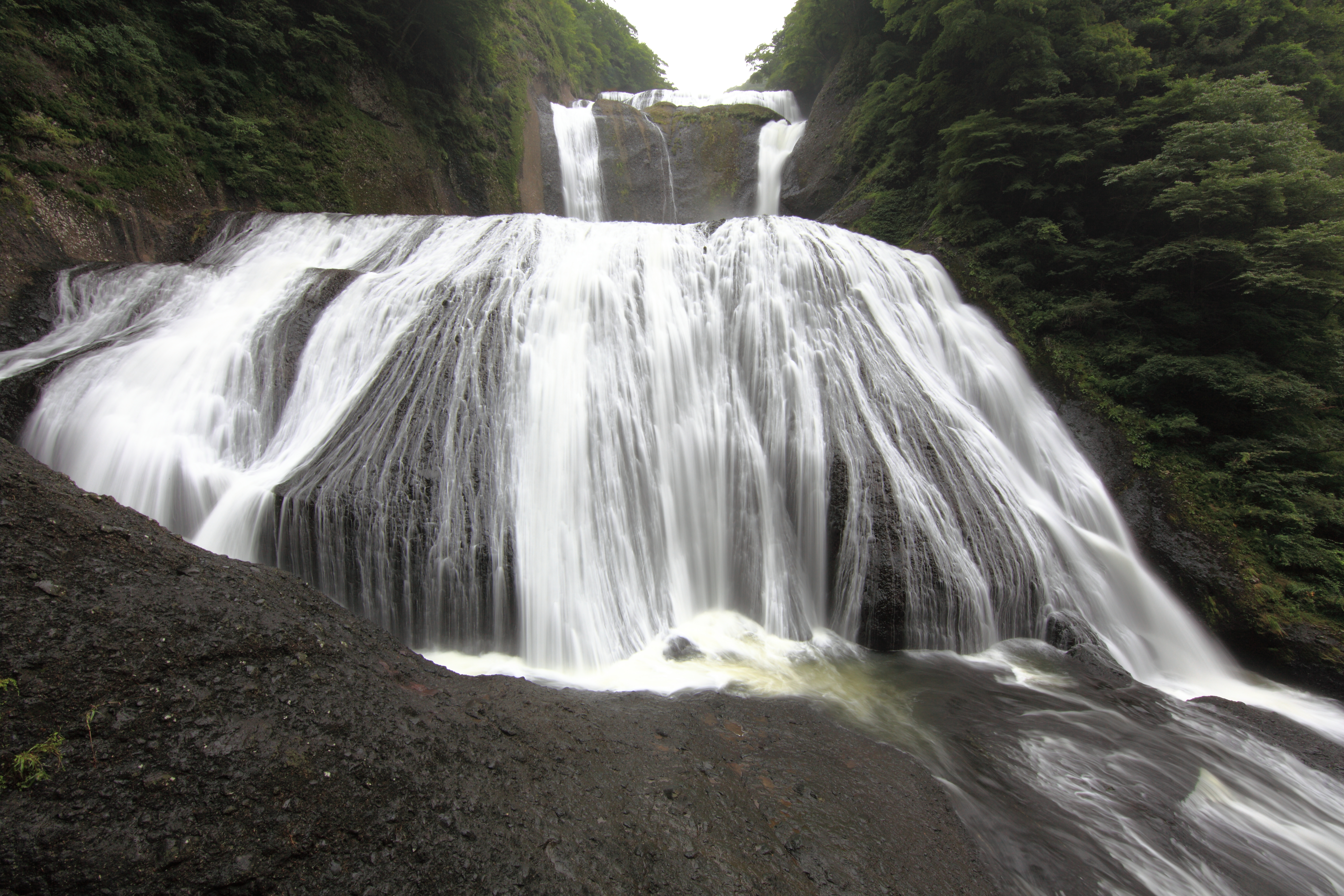
Cascades de Fukuroda, district de Kuji, Préfecture d'Ibaraki, Japon.

- Chute d'eau de Hannoki - la chute la plus haute du Japon, 497 m ; elle ne coule que d'avril à juillet
- Chutes de Kegon - 97 m
- Chute d'eau de Nachi - la plus connue du Japon, 133 m
- Cascade de Nunobiki - 120 m répartis en quatre cascades, de grande importance culturelle, considérée comme un meisho ou site célèbre
- Chute de Sankai - 181 m
- Cascade de Shindō - 83 m, et, après la pluie, importante en volume
- Chute d'eau de Shōmyō - 349 m, la plus grande, pendant toute l'année au Japon

#### Laos
- Chutes de Khone - Plus grandes cascades d'Asie du Sud-Est en volume

#### Malaisie
- Sekayu Falls
- Cemerung Falls
- Lata Tembakah Falls
- Lata Kinjang Falls
- Stong Falls - La plus haute chute d'eau de l'Asie du Sud-Est.
- Maliau Falls
- Takob Akob Falls
- Mahua Waterfall

#### Mongolie

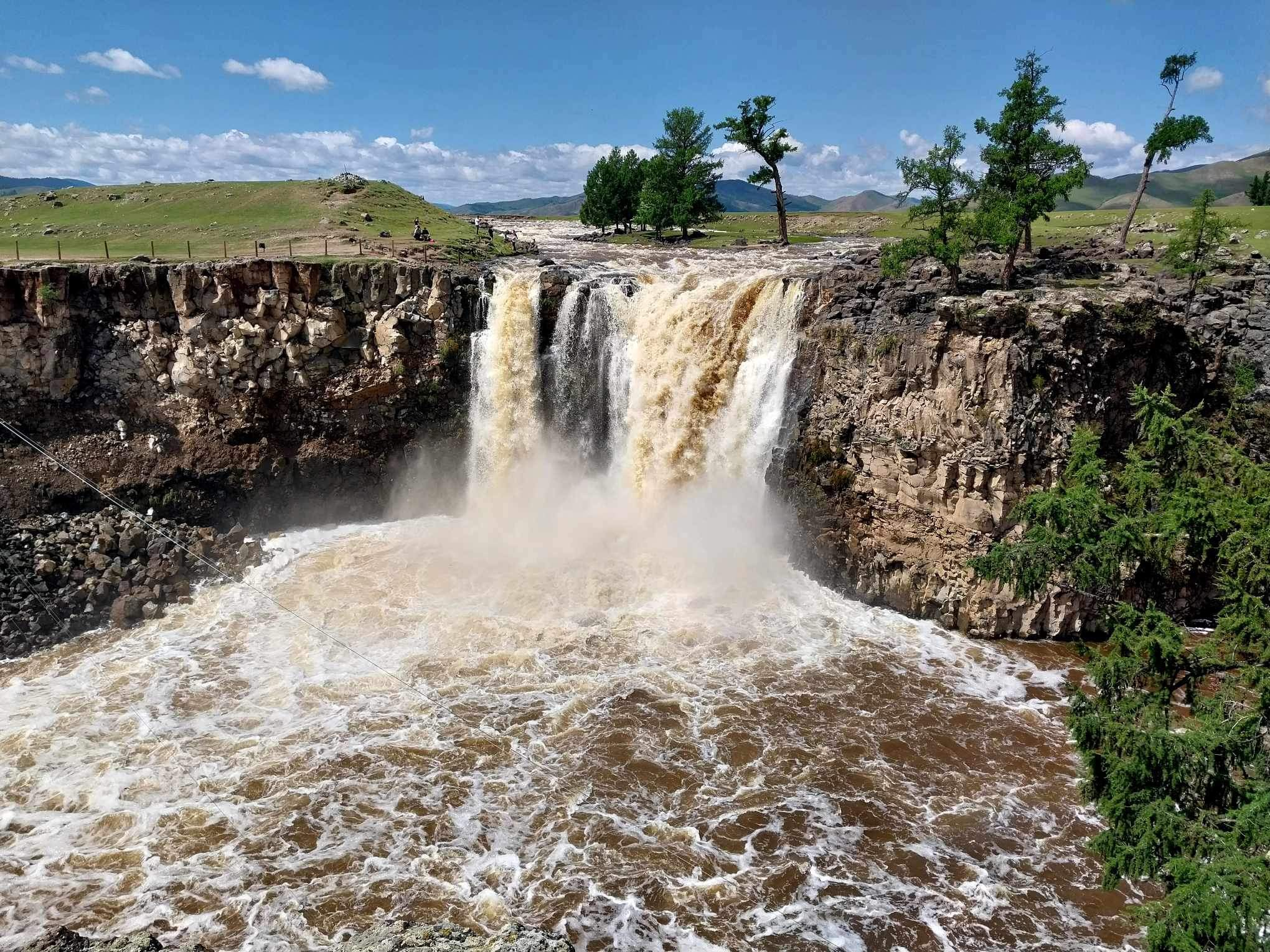
Ulaan tsutgalan en Mongolie

- Ulaan Tsutgalan Waterfall - 20 m de haut, sur un affluent de la rivière d'Orkhon.

#### Philippines

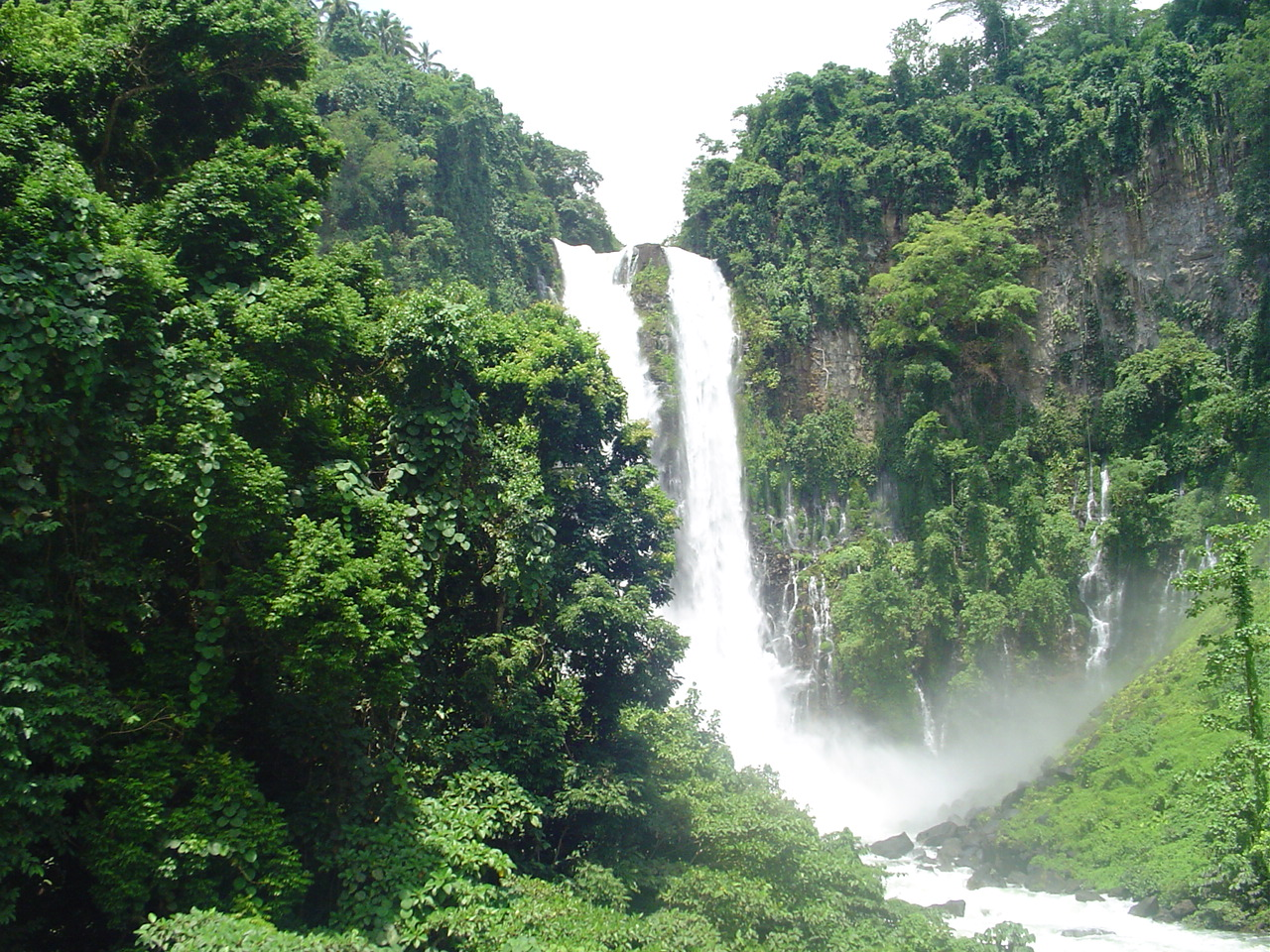
Maria Cristina Falls, ville de Iligan, zone de Mindanao, Philippines

- Busay Falls
- Dodiongan Falls
- Hinulugang Taktak Falls
- Limunsudan Falls
- Maria Cristina Falls
- Tinago Falls
- Pagsanjan Falls
- Mainit Falls
- Tinuy-an Falls

#### Singapour
- Jurong Falls

#### Sri Lanka
- Aberdeen Falls
- Baker's Falls

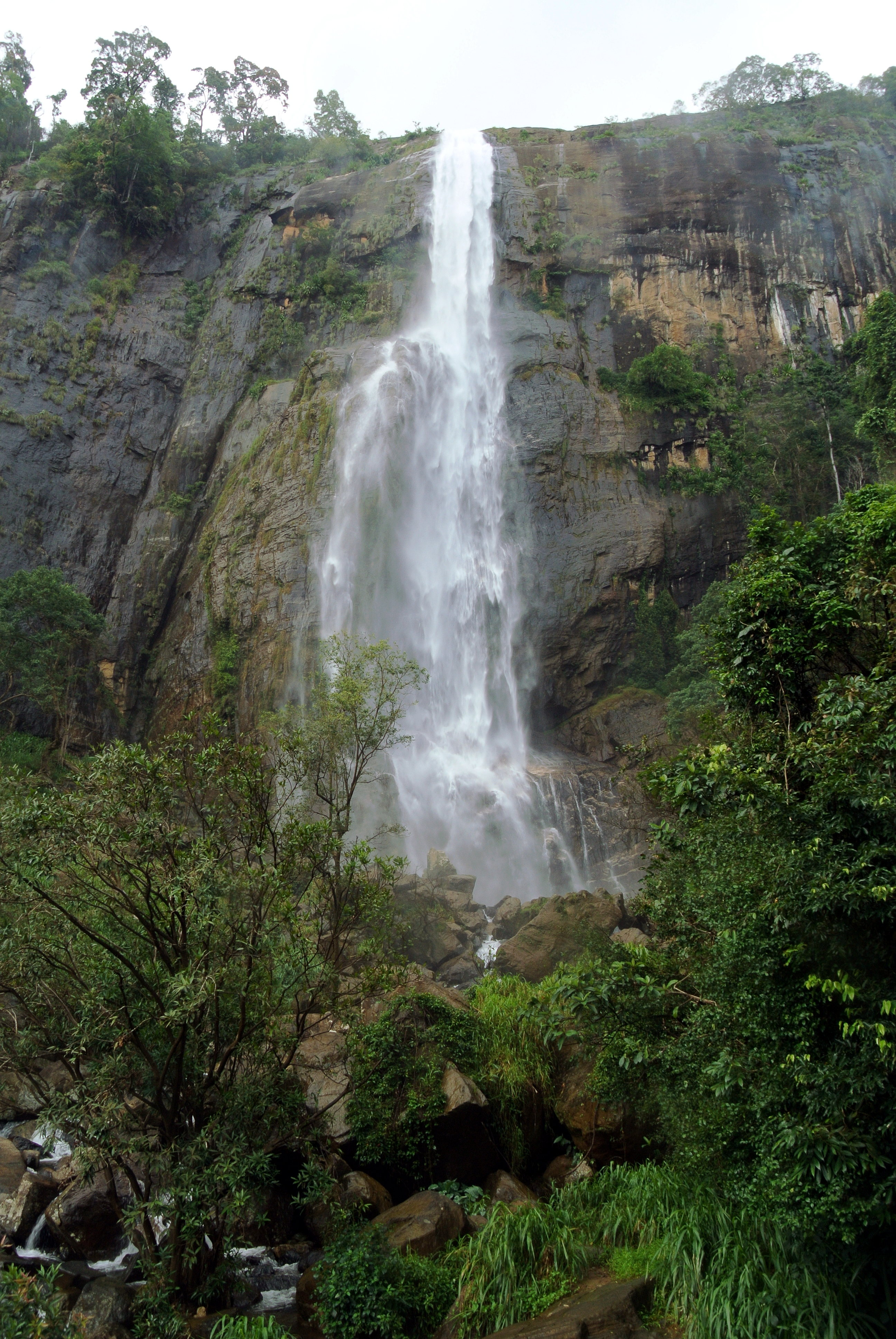
Diyaluma Falls

- Bambarakanda Falls - les plus hautes du Sri Lanka avec 263 m de haut.
- Bopath Ella
- Devon Falls
- Diyaluma Falls - les plus connues du Sri Lanka avec 220 m de haut.
- Dunhinda Falls
- Kurundu-Oya Falls - 189 m (cingalais : කුරුඳු ඔය ඇල්ල, du nom du fleuve : c'est-à-dire Kurundu Oya, Oya rivière)
- Ravana Falls
- St.Clairs Falls - les plus larges du Sri Lanka.

#### Taïwan
- Jiao Lung Waterfall- la plus grande de Taïwan avec 600 m de haut.

#### Thaïlande
- Bhusang falls
- Erawan Falls
- Umphang Thi Lo Sue Waterfall
- Mae Klang Falls
- Vachiratan Falls
- Mae Ya Falls
- Chutes de Mae Surin
- Nangrong Falls
- Pala-ou Falls
- Pha Suea Falls
- Wang Keao Falls
- Namtok Kaeng Sopha
- Namtok Kaeng Song
- Phlew Falls
- Poi Falls
- Roum Klaw Paradorn Falls
- Sai Yok Falls
- Sarika Falls
- Siribhumi Falls

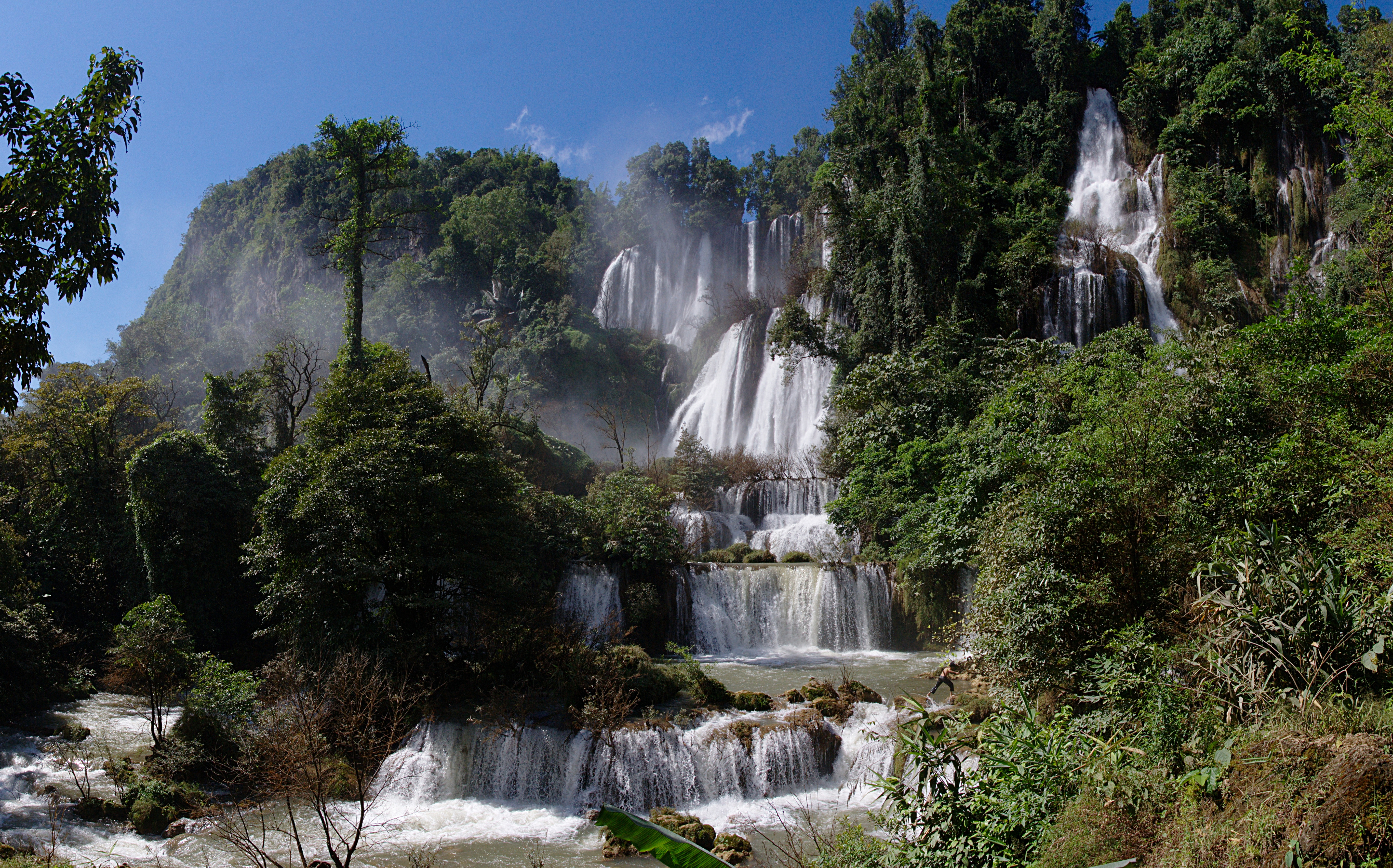
Umphang Ti Lo Sue Waterfall, elle coule de la rivière Klo Tho dans la province de Tak, Thaïlande

- Batscho waterfalls dans la province de Narathiwat
- Krathing und Changsay waterfalls dans le parc national de Khao Khitchakut dans la province de Chanthaburi
- Tschet-Warin waterfalls dans la province du Narathiwat (Amphoe Bacho)
- Vachirathan waterfallssur la montagne Doi Inthanon dans la province de Chiang Mai

#### Timor oriental
- Bandeira, près de Atsabe

#### Viêt Nam
- Dam Ri Waterfall - 90 m
- Xung Khoeng Waterfall - 40 m
- Ban Gioc Waterfall - 30 m
- Pongour waterfall, près de Đà Lạt[4]
- Prenn Waterfall, Đà Lạt
- Pong Gua Falls

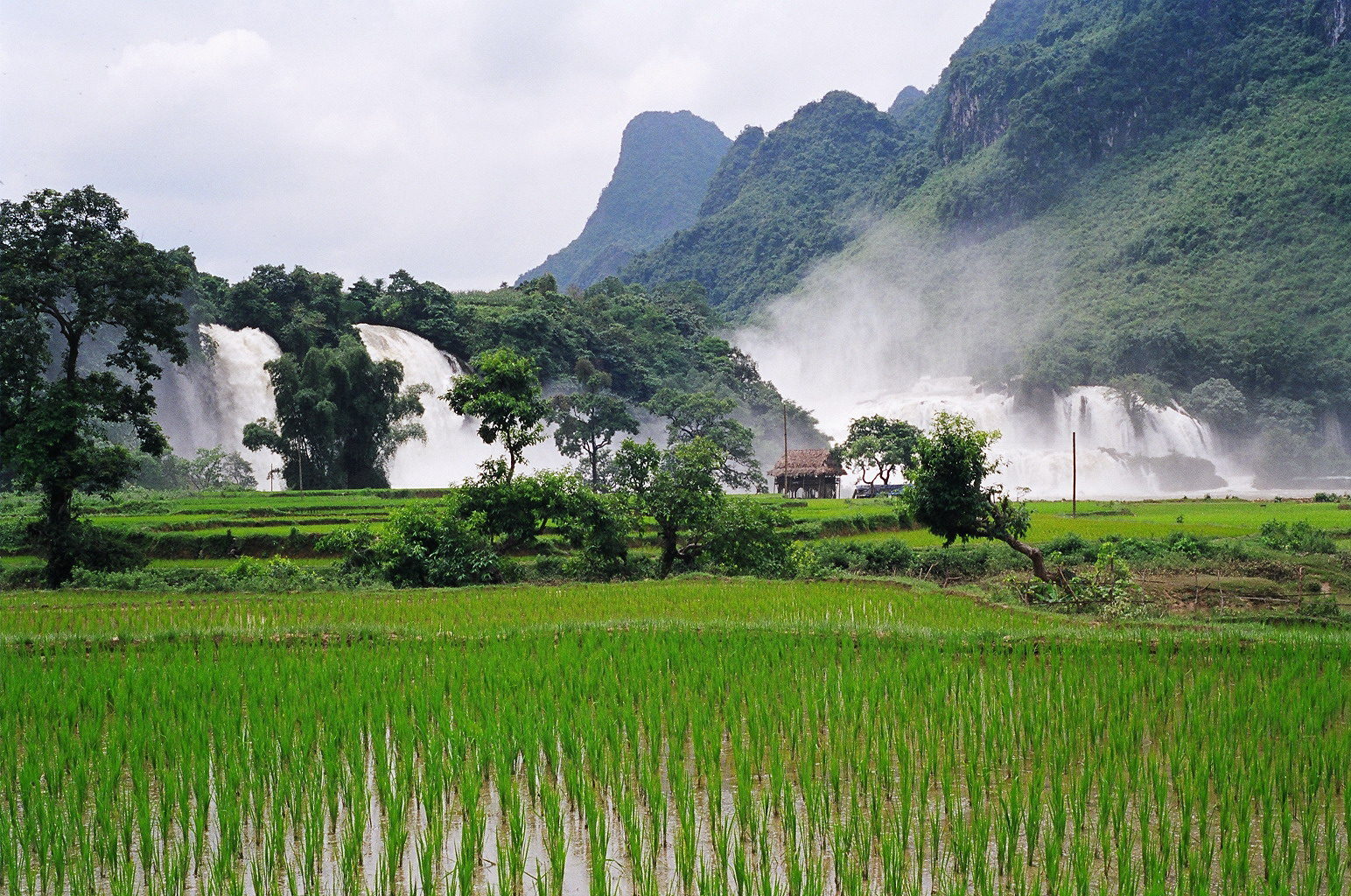
Ban Gioc Falls, district de Trùng Khánh, province de Cao Bằng, sur la frontière entre le Viêt Nam et la Chine

- Suoi-Bạc waterfalls (Silberstrom Waterfalls) dans le Tam Đảo
- Thac Voi (Elephant Waterfall) - district de Lâm Hà, province de Lâm Đồng.

### Europe

#### Allemagne

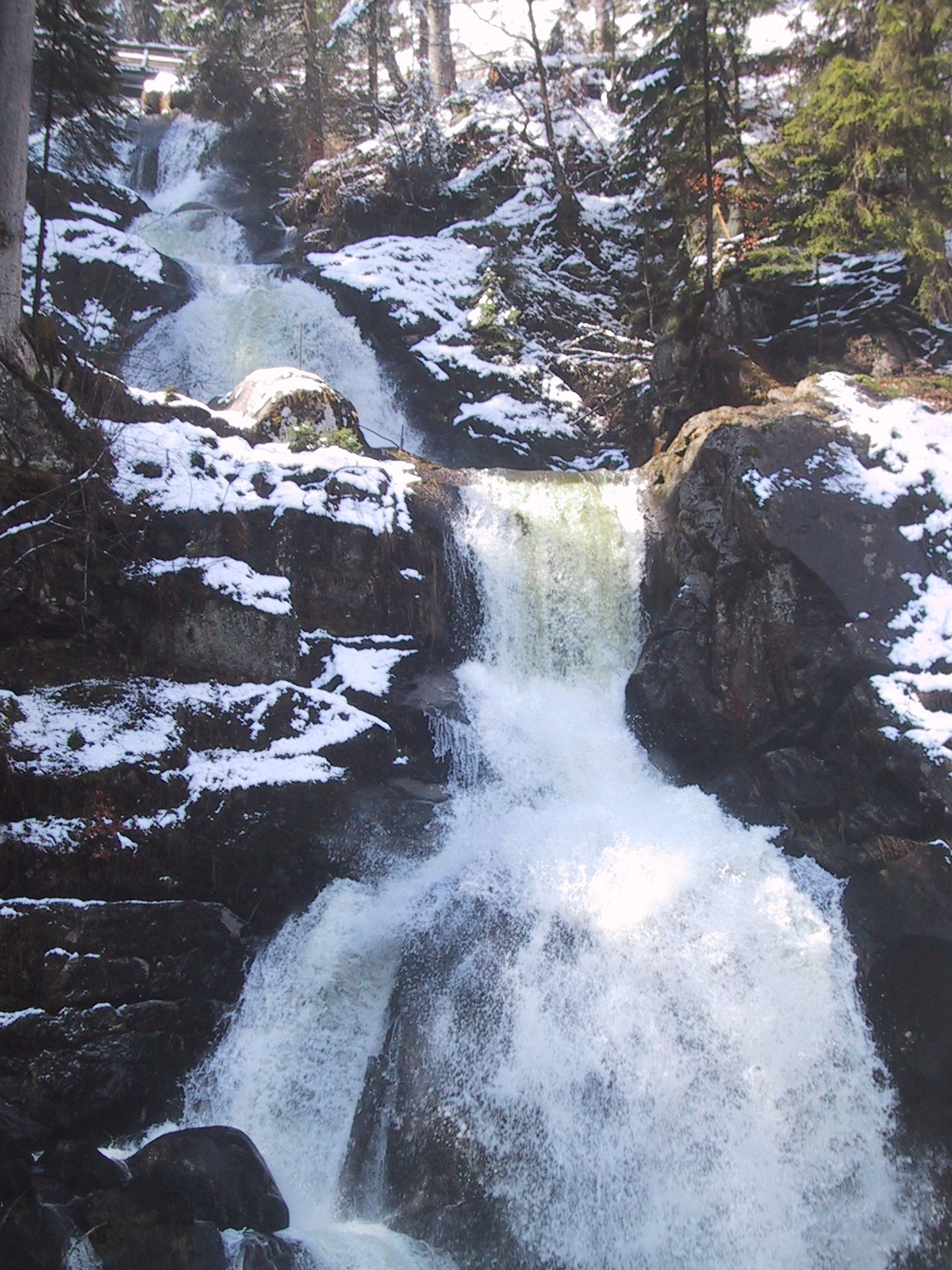
Triberger Wasserfall, Allemagne

- Allerheiligen-Wasserfälle - à Oppenau dans la Forêt-Noire - environ 60 m de hauteur en sept étapes
- Altensteiner Wasserfall dans la forêt de Thuringe
- Amselfall dans l'Amselgrund, dans la Suisse saxonne
- Wasserfall à Grüner See (lac vert), dans l'arrondissement d'Osnabrück - Haute de 5 mètres
- Höllbachfall sur le Großer Falkenstein (Grand Falkenstein) dans la forêt de Bavière
- Königsbachfall sur le Königssee - Hauteur d'environ 200 m, au moins sept étapes
- Kuhfluchtwasserfälle près de Garmisch-Partenkirchen - Hauteur d'environ 300 m
- Lechfall près de Füssen en Haute-Bavière (Wehr) - Hauteur d'environ 12 m
- Lichtenhainer Wasserfall en Suisse saxonne
- Muglbachwasserfall dans la forêt du Haut-Palatinat
- Rieslochfälle près de Bodenmais dans la forêt de Bavière - Hauteur d'environ 55 m
- Chute de Röthbach dans la région de Berchtesgaden en Haute-Bavière - Hauteur environ 470 m en trois étapes (la plus haute chute d'Allemagne)
- Spitterfall dans la forêt de Thuringe - Haute de 19 m en trois étapes (la plus haute chute d'eau naturelle de Thuringe)
- Stuibenfall dans l'Oytal (Allgäu)
- Triberger Wasserfälle dans la Forêt-Noire - Dénivelé : 163 m en dix étapes
- Trusetaler Wasserfall dans la forêt de Thuringe - Hauteur 58 m
- Tatzelwurm - Haute de 90 m
- Chute d'eau d'Urach dans le Jura souabe - Haute de 87 m
- Weißbachfälle à Inzell

#### Autriche
- Cascades de Krimml - 340 m
- Stuibenfall (Tyrol) - 159 m
- Schleierfall (Tyrol) - 60 m

#### Belgique
- Cascade de Coo - 15 m

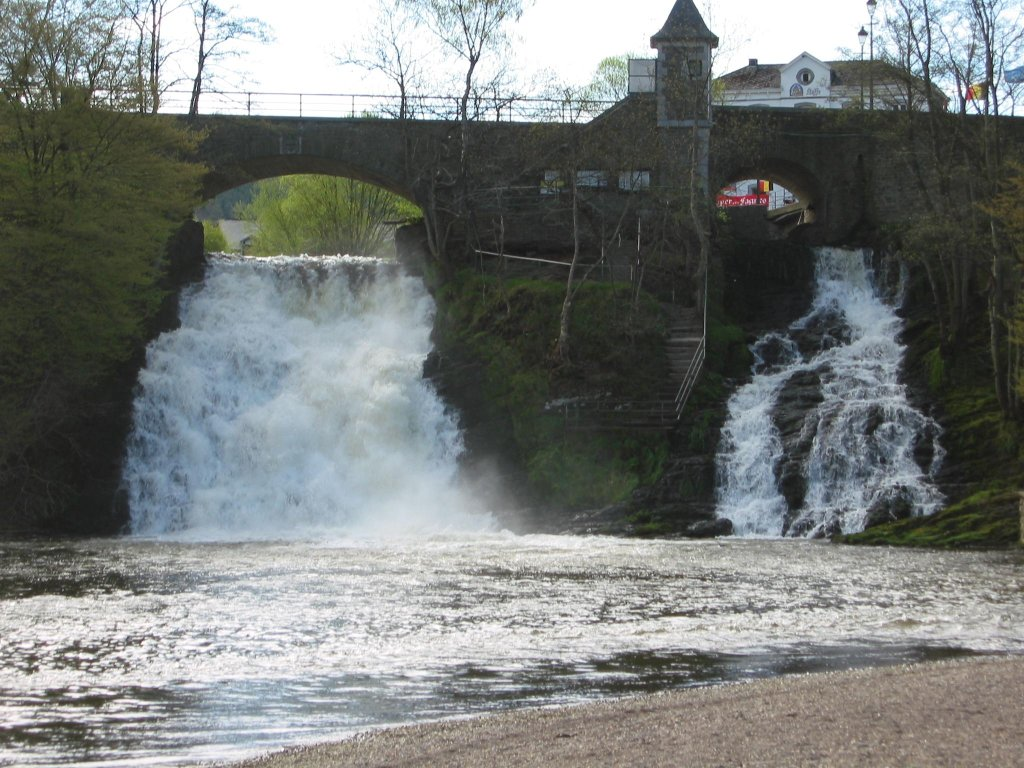
Cascade de Coo, Stavelot, Liège, Wallonie, Belgique

- Cascade du Bayehon, la seconde en importance de Belgique.
- Cascade de Reinhardstein - plus haute de la Belgique, 60 m

#### Bosnie-Herzégovine
- Kravica Waterfalls- large de 100 m et haute de 25 m
- Pliva Waterfall - 20 m
- Skakavac Waterfall - 98 m
- Skakavac dans la forêt de Perucica - 75 m

#### Bulgarie
- Raysko Praskalo - plus haute des Balkans, 124,5 m
- Borov Kamak
- Babsko Praskalo - 54 m
- Boyanski Vodopad (Boyana Waterfall)
- Skakavitsa - 70 m

#### Danemark
- Qorlortorsuaq - (Groenland)
- Døndal - (Bornholm)

#### Estonie
- Jägala Waterfall
- Keila Waterfall
- Chutes de Narva
- Valaste Waterfall - 30,5 m

#### Finlande
- Auttiköngäs
- Fiellun putous
- Hepoköngäs
- Rapides d'Imatra
- Jyrävä

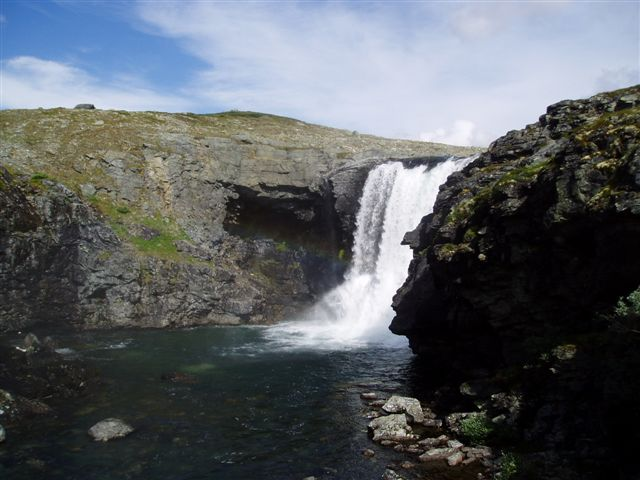
Pihtsusköngäs est une des plus puissantes de Finlande.

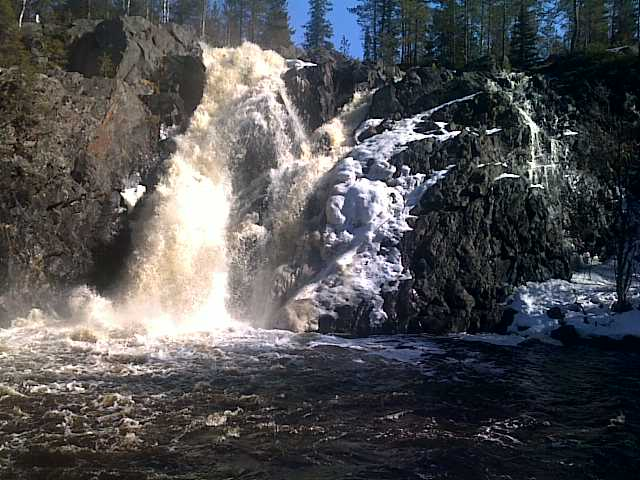
Hepoköngäs, Finlande

- Kitsiputous - probablement la plus haute de Finlande.
- Kiutaköngäs
- Koivuköngäs
- Komulanköngäs
- Korkeakoski
- Pihtsusköngäs - probablement une des plus hautes en chute libre en Finlande avec 17 m.

#### France
- Cascade de l'Arpenaz à Sallanches.
- Cascade Berard
- Cascade Brezons
- Cascade de Cubservies
- Cascade d'Ars
- Cascade du saut de la Pie à Auzet
- Chute de la Druise sur la rivière Gervanne située dans la Drôme, d'une hauteur de 72 mètres.
- Cascade de Baume-les-Messieurs sur le Dard.
- Cascade Du Moulin Du Saut
- Cascade Du Pont D'Aptier
- Cascade du Ray-Pic
- Cascade du Sartre à Cheylade
- Cascade de Faillitoux
- cascade de Faymont au Val d'Ajol
- Cascade de Gavarnie dans les Pyrénées, hauteur : 422 m en deux étapes
- Cascade de la Piche
- Cascade de la Pissoire à Vagney
- Cascade de la Queue Cheval
- Cascade Queureuilh
- Cascade Quinquenouille
- cascade du Géhard au Val d'Ajol
- Cascade du Régourdel
- Cascade Roucole

- Cascade du Rouget
- Cascade de Salins

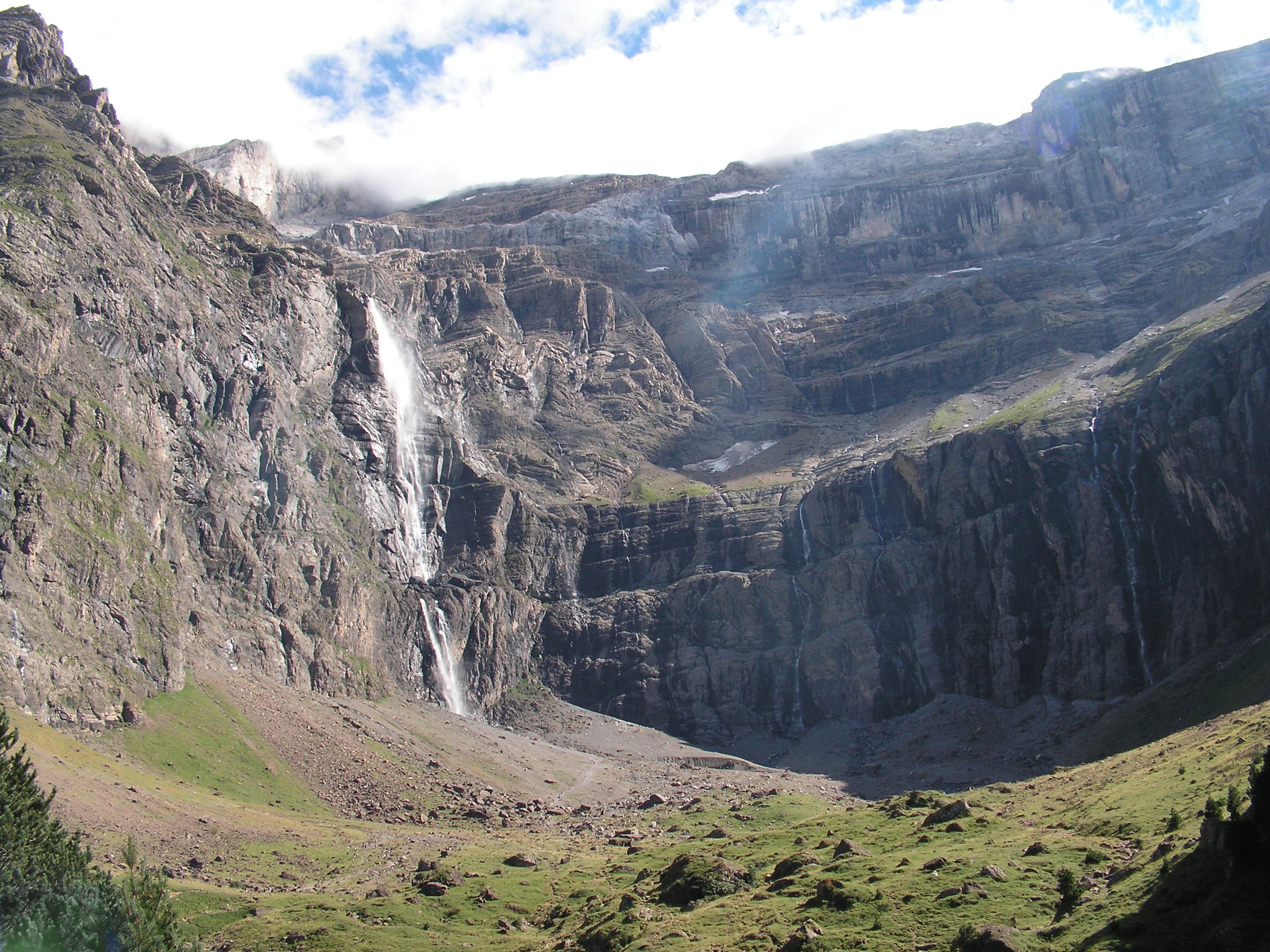
La Cascade et le Cirque de Gavarnie.

- Cascade du Saut du Bouchot à Gerbamont
- Cascade Seythenex
- Cascade Sillans
- Cascade de Syratu
- Cascade du Tarn
- Petite et Grande Cascade de Tendon à Tendon (Vosges)
- Grande Cascade Du Moulinet
- Saut du Doubs
- Saut du Gier
- Cascade du Creux de l'Oulette dans le Puy de Dôme
- Cascades des Anglais en Corse
- Cascades de Gimel dans le Massif central, Dénivelé: 143 m en quatre étapes
- Cascade de la Beaume dans le Massif central à Solignac-sur-Loire, département de la Haute-Loire, hauteur de 27 m
- Cascades du Hérisson dans le Jura, Hauteur : 220 m en sept étapes sur une distance d'au moins 3 km

#### Grèce
- Wasserfälle von Edessa
- Mavroneri sur le Styx

#### Hongrie
- Lillafüred
- Fátyol-vízesés
- Ilona-völgyi-vízesés
- Ördögmalom-vízesés

#### Irlande

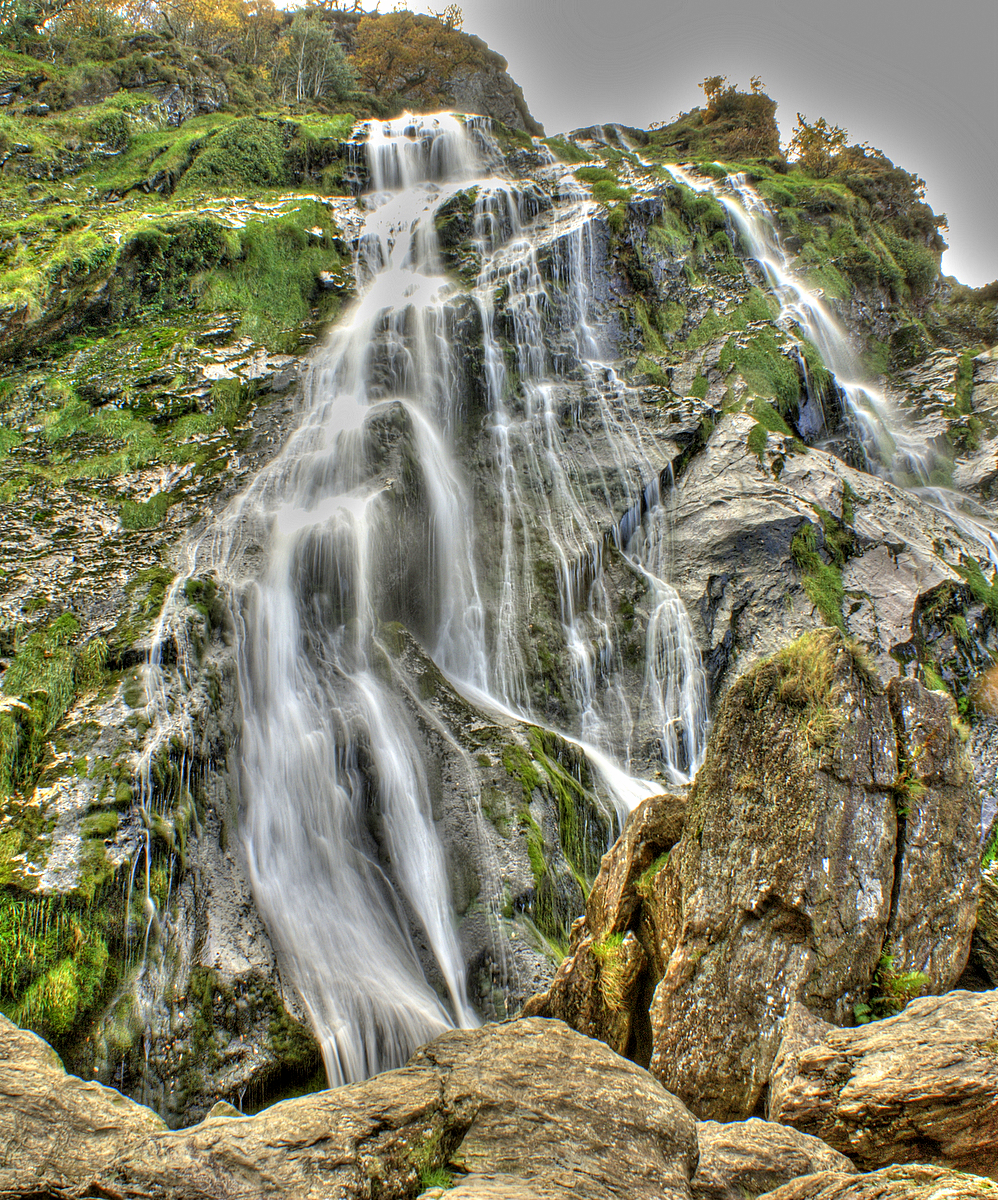
Powerscourt watterfall, Enniskerry, comté de Wicklow, Irlande

- Aasleaghfalls sur la rivière Eriff dans le comté de Mayo
- Assarnacaly dans le comté de Donegal
- Cathleen oder Assaroe Falls sur l'Erne à Ballyshannon dans le comté de Donegal
- Col Conor dans le comté de Kerry
- Essaranka sur le Col Glengesh dans le comté de Donegal
- Glenbarrow dans les montagnes de Slieve Bloom, dans le comté de Laois
- Glencar dans le comté de Leitrim
- Kylemore Falls près de l'Abbaye, dans le comté de Galway
- Maghera dans le comté de Donegal
- Mahon falls, dans les Comeragh Mountains dans le comté de Waterford
- Poulaphuca Falls dans le comté de Wicklow
- Cascade Powerscourt dans le comté de Wicklow, c'est la plus haute chute du pays avec ses 121 m
- Torc Waterfall sur la rivière Owengarriff dans le comté de Kerry
- Toormackeady Falls dans le comté de Mayo
- Upper sheen falls, à Kenmare, dans le comté de Kerry

#### Islande
- Aldeyjarfoss
- Barnafoss

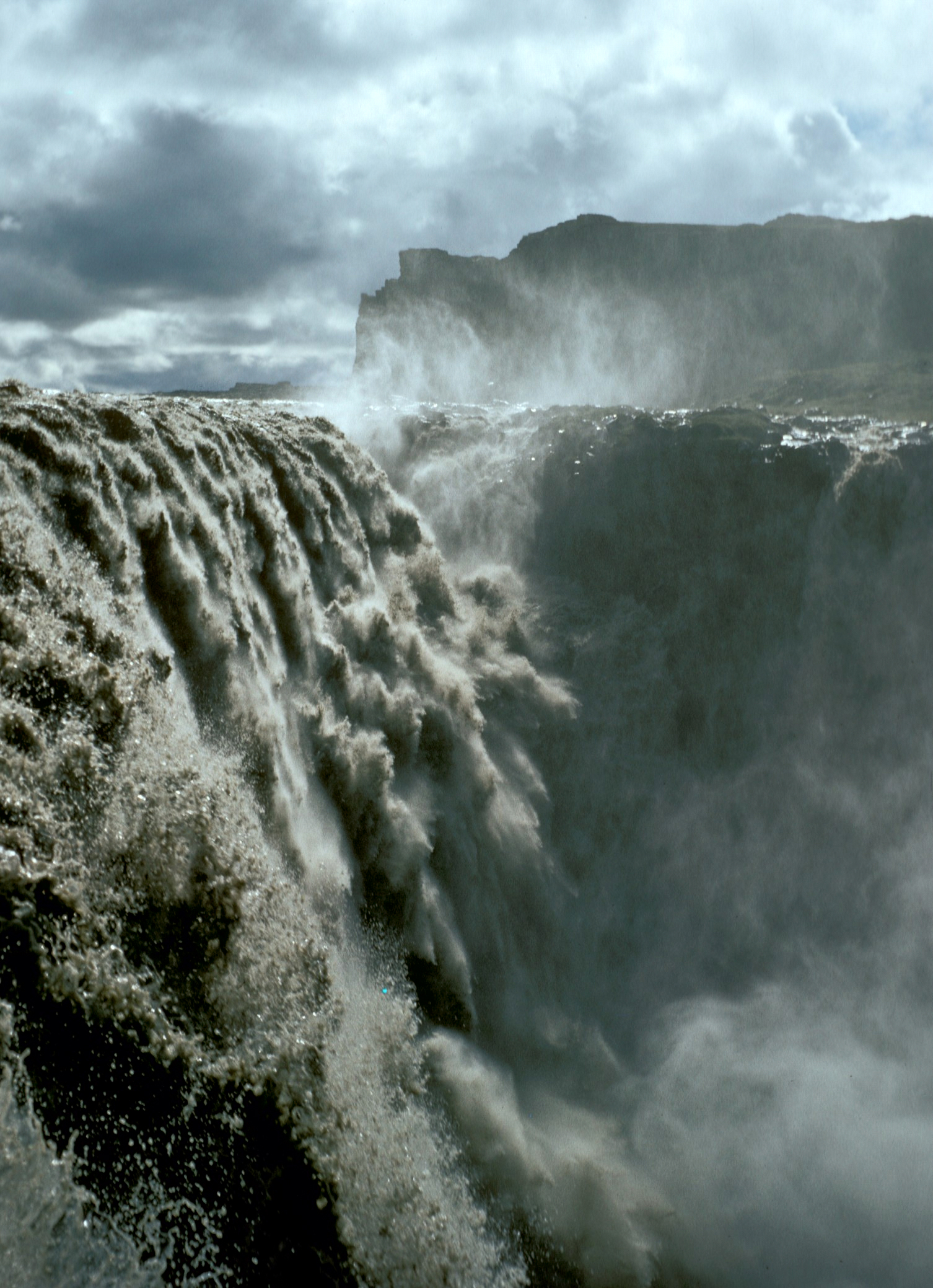
Dettifoss, dans le Nord de l'Islande. Considérée comme la plus puissante chute d'Europe.

- Dettifoss - la plus puissante d'Europe
- Fjallfoss - également Dynjandi
- Gjáin
- Glymur - la plus haute d'Islande avec 198 m
- Goðafoss
- Gullfoss
- Hafragilsfoss
- Háifoss
- Hengifoss
- Hjálparfoss
- Hraunfossar
- Ófærufoss
- Öxarárfoss
- Selfoss
- Seljalandsfoss
- Skógafoss
- Svartifoss

#### Italie
- Cascate del Dardagna
- Chutes de Cenghen, Lac de Côme
- Cascades de Fiumelatte, Lac de Côme
- Cascade de Troggia, Lac de Côme
- Cascade Piscina Irgas (province de Sud-Sardaigne)
- Cascate del Rio Verde
- Cascate del Serio
- Cascade des Marmore - la plus haute chute d'eau fabriquée par l'homme au monde
- Cascades de Nardis

#### Lettonie
- Abavas rumba
- Ventas rumba la chute la deuxième plus large d'Europe (120 m), mais pas la plus haute (2,3 m)

#### Macédoine du Nord
- Cascade de Bogomila
- Cascade de Kolechino
- Cascade de Korprisnica
- Cascade du Korab (Parc national de Mavrovo)
- Cascade de Smolari

#### République tchèque

La plus haute chute d'eau de République tchèque - Pančava waterfall.

- Pančavský vodopád (Pančava waterfall) - la plus haute chute d'eau de République tchèque, Krkonoše (monts des Géants), 148 m
- Horní Úpský vodopád (Horni Upa waterfall) - la plus haute chute d'eau en altitude de toute la République tchèque, Krkonoše (monts des Géants), 129 m
- Pudlavský vodopád (Pudlava waterfall) - Krkonoše, Monts des Géants, 122 m
- Rudické propadání (Rudice sink) - souterrain, dans une grotte karstique, Moravský kras (Karst de Moravie), 90 m
- Dvorský vodopád (Dvorsky waterfall)- Krkonoše (monts des Géants), 68 m
- Dolní Úpský vodopád (Dolni Upa waterfall) - Krkonoše (monts des Géants), 45 m
- Labský vodopád (Elbe waterfall)- Krkonoše (monts des Géants), 35 m
- Velký Štolpich - Jizerské hory (montagnes de Jizera), 30 m
- Vysoký vodopád (High waterfall) - Jeseníky (Jeseniky), 28 m
- Kýšovický vodopád (Kýšovice waterfall) - Krušné hory (monts Métallifères), 26 m

#### Royaume-Uni

##### Angleterre
- Cautley Spout - plus haute chute en Angleterre, située dans le Yorkshire Dales National Park
- Gaping Gill - plus haute cascade ininterrompue en Angleterre, avec les chutes d'eau à 110 m de la surface dans une grotte souterraine
- High Force - la chute la plus impressionnante et la plus visitée en Angleterre
- Low Force - en aval de High Force
- Hardraw Force - plus haute cascade ininterrompue au-dessus du sol, dans la vallée de Wensleydale, dans le Yorkshire Dales
- Cauldron Snout - en amont de High Force, avec 61 m de haut, c'est l'une des plus grandes d'Angleterre
- White Lady Waterfall - 30 m - dans Lydford Gorge, spectaculaires gorges étroites
- Canonteign Falls - artificielle - haute de 67 m, dans le Devon
- Aira Force - 20 m de chute dans le lac Ullswater dans le Lake District
- Kisdon Force - vallée de Swaledale dans le Yorkshire Dales
- East Gill Force - vallée de Swaledale dans le Yorkshire Dales
- Aysgarth Falls - vallée de Wensleydale dans le Yorkshire Dales
- Wain Wath Force - vallée de Swaledale dans le Yorkshire Dales
- Moss Force - dans la Newlands Valley dans le Lake District
- Roughting Linn Falls - dans le Northumberland

##### Écosse

Bruar Falls

- Eas a' Chual Aluinn - 200 m - plus haute chute du Royaume-Uni
- Steall Waterfall - 120 m - deuxième plus haute cascade du Royaume-Uni
- Bruar Falls
- Falls of Shin-River
- Falls of the Clyde
- Hog Gill Spout
- Penton Linns
- Robert's Linn

##### Pays de Galles
- Aber Falls
- Aberdulais Falls - alimente la plus grande roue hydro-électrique d'Europe
- Sgwd Henrhyd Waterfall
- Pistyll Rhaeadr

##### Irlande du Nord
- Cranny Falls dans le comté d'Antrim
- Ess na Laragh dans Parc forestier de Glenariff dans le comté d'Antrim
- Glenoe Falls dans le comté d'Antrim

#### Russie
- Chute de Kivatch - 10,7 m

#### Norvège
- Balåifossen
- Breimegåfossen
- Bringefossen
- Brufossen
- Døntefossen
- Espelandsfossen
- Hydnefossen
- Kjelfossen
- Kjeragfossen
- Krunefossen
- Kveåfossen
- Krokfossen
- Kyrfossen
- Langfoss
- Låtefossen
- Lægdafossen
- Mardalsfossen
- Mongefossen
- Månafossen
- Nordre Mardalsfossen

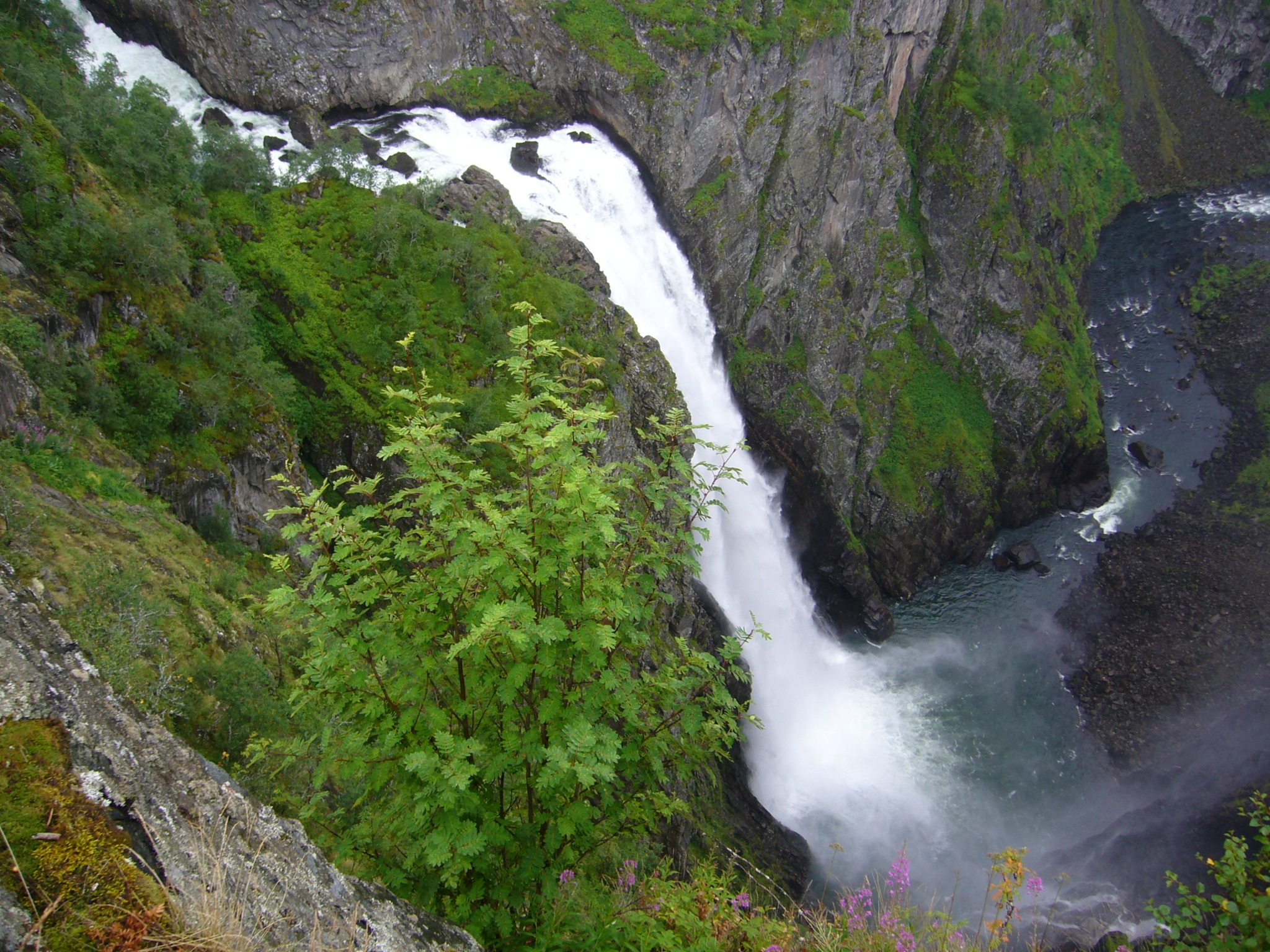
Vøringfossen, Norvège

- Ramnefjellsfossen - aussi connue sous le nom de Utigord Falls
- Rjukanfossen
- Ringedalsfossen
- Skrikjofossen
- Strupenfossen
- Spirefossen
- Søndre Mardalsfoss
- Steinsdalsfossen - avec un chemin derrière la cascade
- Sundefossen
- Sju Søstre
- Skålefossen
- Sagfossen
- Ølmäafossen
- Østre Tinjefjellfossen
- Ormelifossen
- Tyssestrengene
- Tjotafossen
- Tjornadalsfossen
- Tyssefossen
- Thorfossen
- Tunshellefossen
- Vettisfossen
- Vøringfossen
- Vinnufossen
- Voldefossen
- Veslegjuvfossen
- Ytste Tinjefjellfossen

#### Pologne
- Mickiewicz Falls - Hautes Tatras

#### Portugal
- Cascata da Ribeira Grande (Fajãzinha, Açores) - 300 m, la plus haute avec environ 20 chutes d'eau à cet endroit, certaines tombent dans la mer
- Cascata de Fisgas do Ermelo - 200 m
- Cascata do Poço do Bacalhau (Fajã Grande) - 90 m
- Frecha da Mizarela - 75 m
- Água Cai d'Alto - 60 m
- Faia da Água Alta - 35 m
- Pitões das Júnias - 30 m
- Peneda - 30 m
- Cascata das 25 Fontes (25 Fontes Falls) - (Madère) - 30 m
- Cabreia - 25 m
- Pulo do Lobo - 20 m
- Fraga da Pena - 20 m
- Açude de Valverde - 6 m
- Vale do Muro - S. Jorge da Beira - 4,23 m
- Cascade de Véu da Noiva, Madère.

#### Serbie (Kosovo)
- Drin Waterfall- 25 m

#### Slovaquie
- Batizovské Vodopád - Hautes Tatras
- Biely Potok Vodopád - Slovenský raj
- Hviezdoslav Vodopád (15 m) - Hautes Tatras
- Kmeť Vodopád (80 m) - Hautes Tatras
- Obrovský Vodopád (20 m) - Hautes Tatras
- Studený Potok Vodopád - Hautes Tatras
- Skok Vodopád - Hautes Tatras
- Vajanský Vodopád (30 m) - Hautes Tatras
- Šutovsky Vodopád- une des chutes les plus vues par les touristes

#### Slovénie

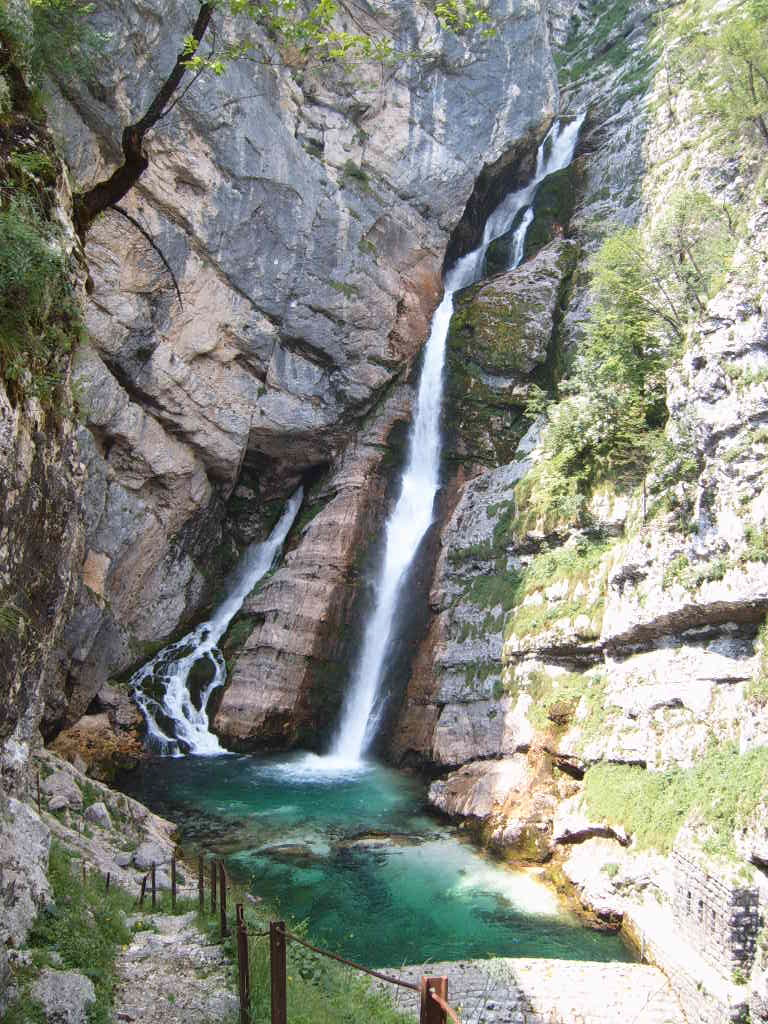
Savica Falls, Source de la Savus, Alpes juliennes, Slovénie

- Čedca (plus haute chute de Slovénie - 130 m)
- Klonte Falls
- Lehnjak Falls
- Rinka
- Waterfalls of Triglav national park
- Mostnice Falls
- Peričnik Falls
- Savica Falls

#### Suède
- Njupeskär (125 m)
- Västanåfallet (90 m)
- Fettjeåfallet (60 m)
- Hällingsåfallet (43 m)
- Tännforsen (38 m)
- Styggforsen (36 m)
- Trollhättefallen (32 m)
- Hallamölla (23 m)
- Ristafallet (14 m)

#### Suisse

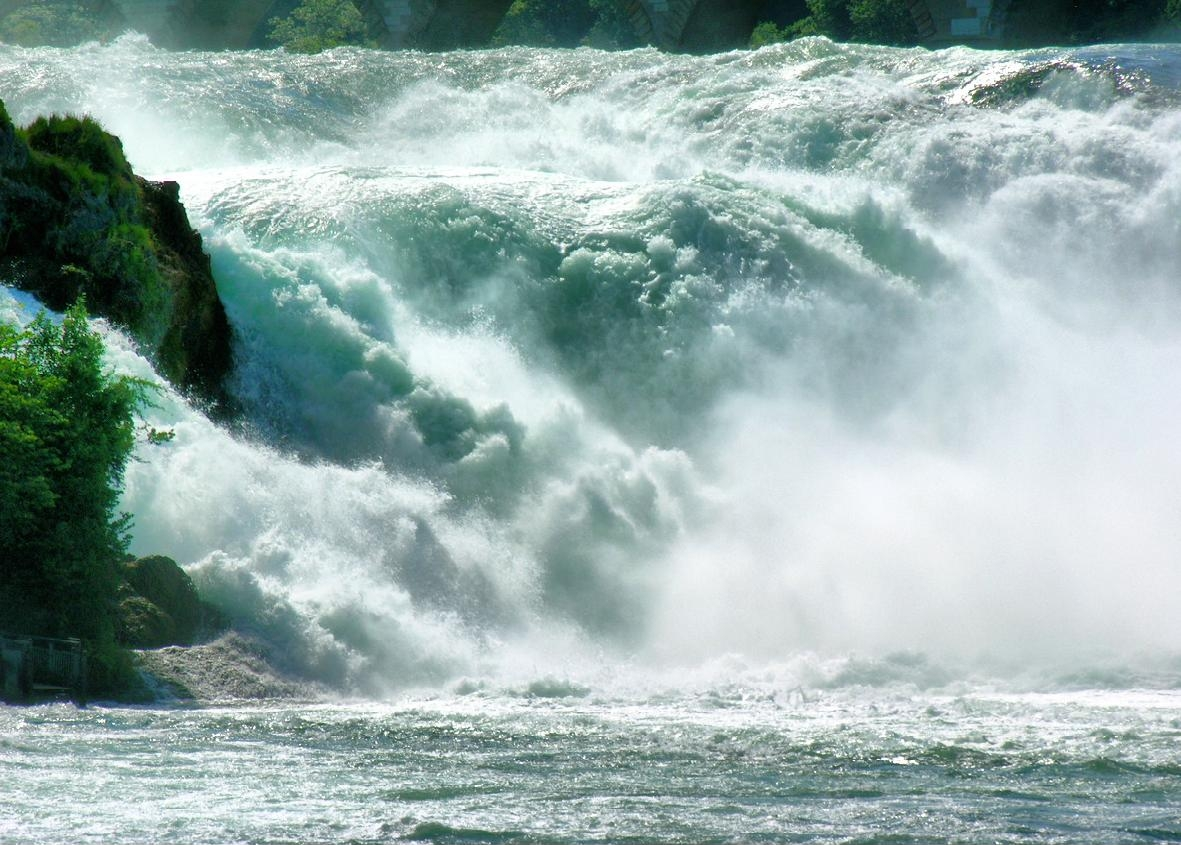
Les chutes du Rhin, les plus importantes en Europe

- chutes du Rhin - Schaffhouse (les plus larges d'Europe (150 m de large, 23 m de haut)
- Engstligen Falls - Adelboden
- Giessbach Falls - (500 m) Brienz
- Reichenbach Falls - (300 m) Meiringen
- Seerenbach Falls - (585 m) Amden
- Staubbach Falls - (297 m) Lauterbrunnen
- Trümmelbach Falls - Lauterbrunnen
- Murrenbach falls - (417 m) Lauterbrunnen

#### Turquie
- Düden Waterfall Karstic System - Antalya
- Göksu Waterfall - Sivas
- Gürlevik Waterfalls - Erzincan
- Harbiye Waterfall - Hatay
- Kapuzbaşı Waterfall - Kayseri
- Kursunlu Waterfall - Antalya
- Manavgat Waterfall - Antalya
- Muradiye Waterfall - Van
- Tarsus Waterfall - Tarsus dans le Mersin
- Tortum Waterfall - Erzurum

#### Ukraine
- Uchan-su - 98 m, la plus grande chute d'Ukraine

## Amérique

### Amérique du Nord et Centrale

#### Belize
- Big Rock Falls 46 m - dans le Mountain Pine Ridge, la réserve forestière de district de Cayo

#### Canada
- Athabasca Falls

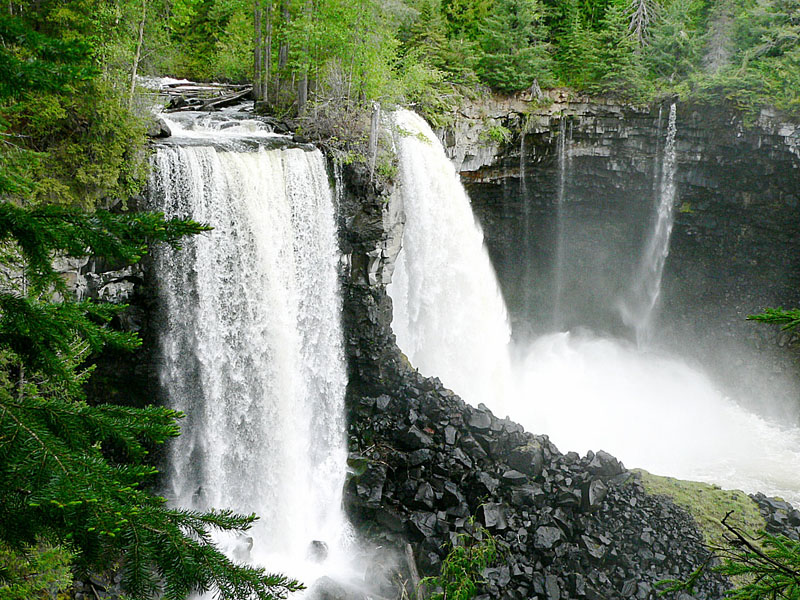
Canim Falls, Région de Cariboo, Canada

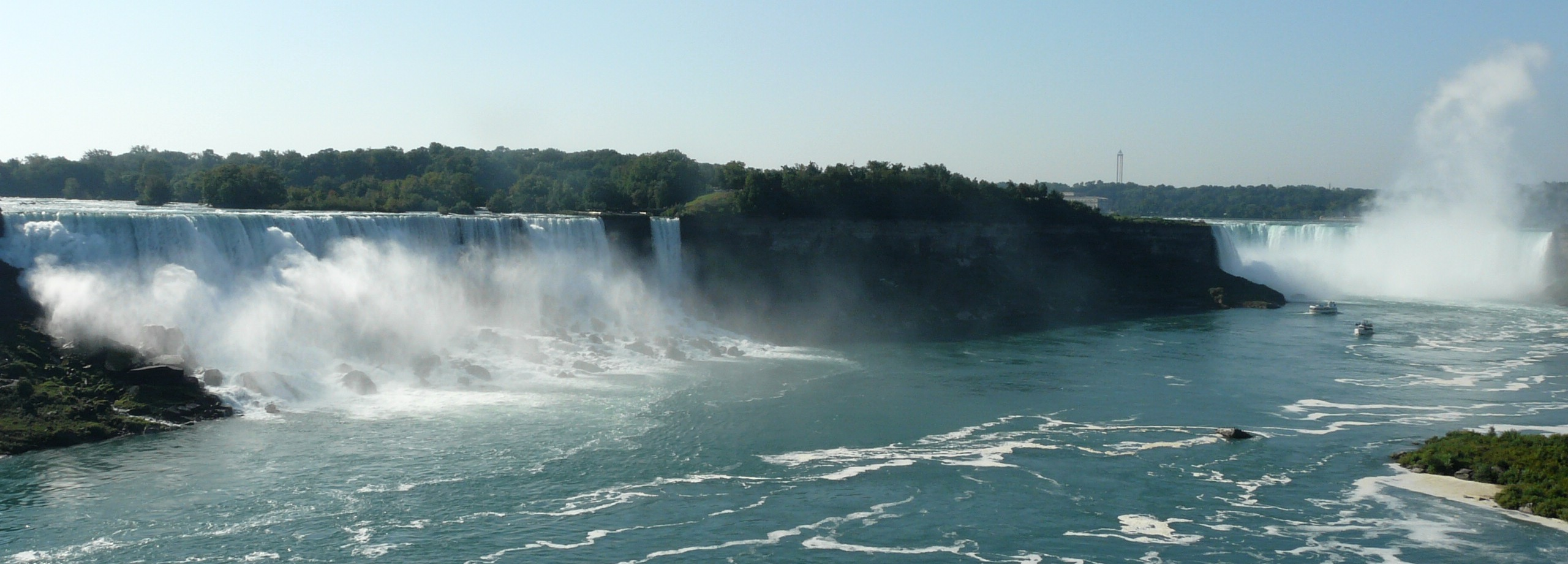
Vue panoramique des chutes du Niagara, Canada

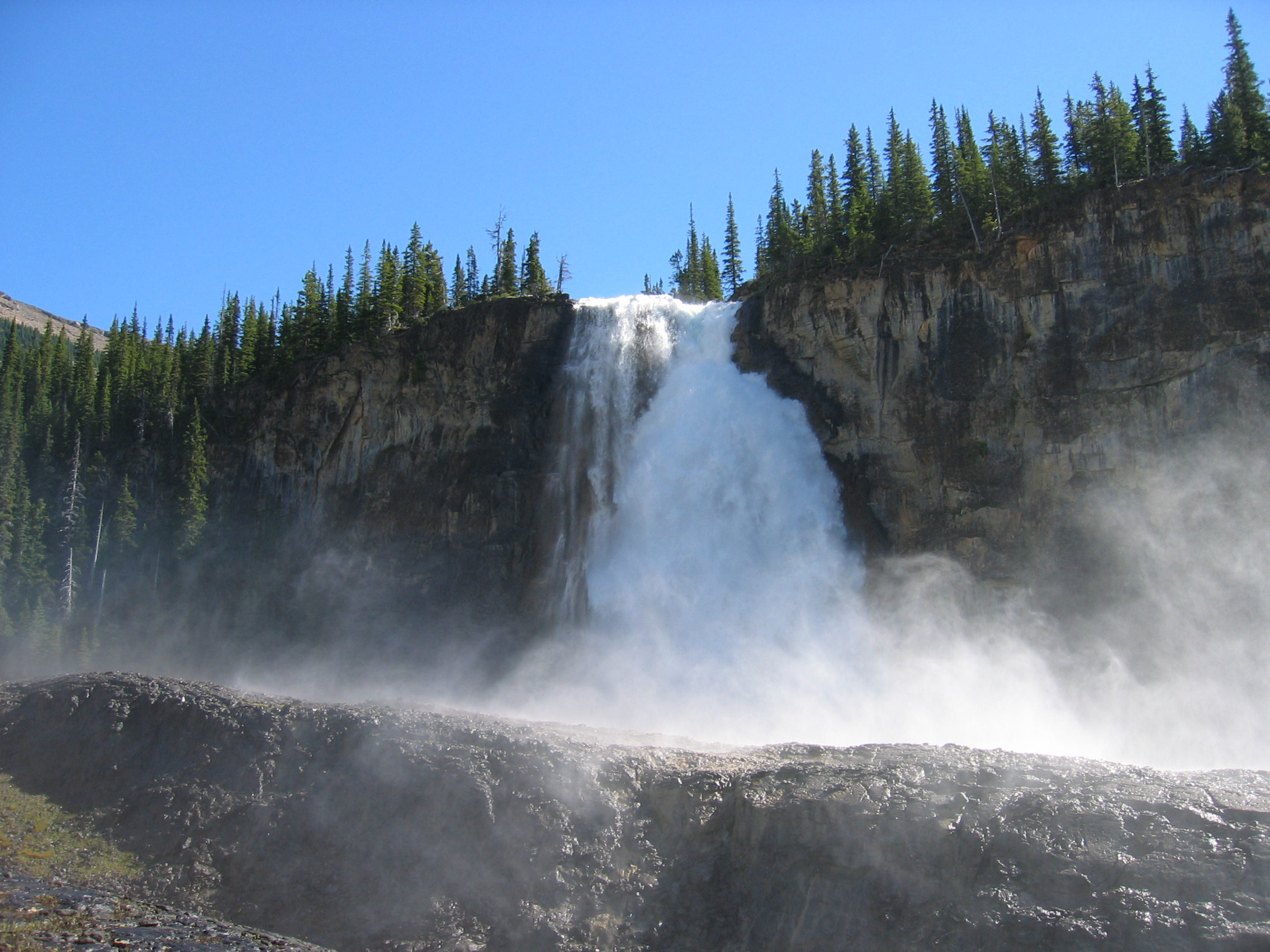
Emperor Falls, Parc provincial du Mont-Robson, Colombie-Britannique, Canada

Chute Montmorency, Parc de la Chute-Montmorency, Québec, Canada

- Alexander Falls - Callaghan Valley, près de Whistler, Colombie-Britannique
- Bow Glacier Falls - Parc national de Banff
- Brandywine Falls - près de Whistler, Colombie-Britannique
- Chute du Voile de la mariée - (aka Bridal Falls), près de Rosedale, Colombie-Britannique
- Canim Falls - South Cariboo, Colombie-Britannique
- Chutes Churchill - Labrador - 75 m
- Crescent Falls - Alberta, sur l'autoroute David Thompson - 25 m
- Crown Lake Falls - Marble Canyon (Colombie-Britannique) (en)
- Chutes Della - 440 m
- Elk Falls, près de Campbell River, Colombie-Britannique
- Emperor Falls - Colombie-Britannique, parc provincial du Mont-Robson
- Englishman River Falls, près de Nanaimo, Colombie-Britannique
- Helmcken Falls - Parc provincial Wells Gray
- Chutes Hunlen
- Keyhole Falls - La cascade la plus large, le long de la rivière Lillooet, en Colombie-Britannique
- Chute du Fer à cheval - Ontario - une partie des chutes du Niagara, avec 53 m
- Chutes Hunlen - Parc provincial de South Tweedsmuir, Colombie-Britannique
- Inglis Falls - Owen Sound, Ontario
- Kakabeka Falls - Thunder Bay, Ontario
- Little Qualicum Falls - près de Qualicum Beach, Colombie-Britannique
- Mahood Falls - South Cariboo/Wells Gray-Clearwater, Colombie-Britannique
- Chute Montmorency - Québec - 83 m
- Nairn Falls, près de Pemberton, Colombie-Britannique
- Chutes du Niagara
- Pissing Mare Falls, Parc national du Gros-Morne, Terre-Neuve, avec une chute de 350 m
- Ram Falls, Alberta, sur l'autoroute Alberta 734
- Shannon Falls, près de Squamish, Colombie-Britannique
- Sunwapta Falls- Parc national de Jasper, Alberta
- Spahats Falls - Parc provincial Wells Gray
- Chutes Takakkaw - Parc national de Yoho
- Tsusiat Falls, parc national de Pacific Rim, près de Clo-oose, Colombie-Britannique
- Twin Falls - Parc national de Yoho
- Chutes Virginia - Nahanni River, Territoires du Nord-Ouest
- Wilberforce Falls - Hood River, Territoires du Nord-Ouest
- Helen Falls - Lady Evelyn River, Ontario (plus hautes chutes de la Lady Evelyn River)

#### Costa Rica

Llanos del Cortes, Costa Rica.

- Cascade Llanos del Cortes
- Cascade de La Fortuna
- Cascade de La Paz

#### Équateur
- Cascade de San Rafael (plus grande chute d'eau d'Équateur avec 150m, disparue depuis le 2 février 2020)

#### États-Unis

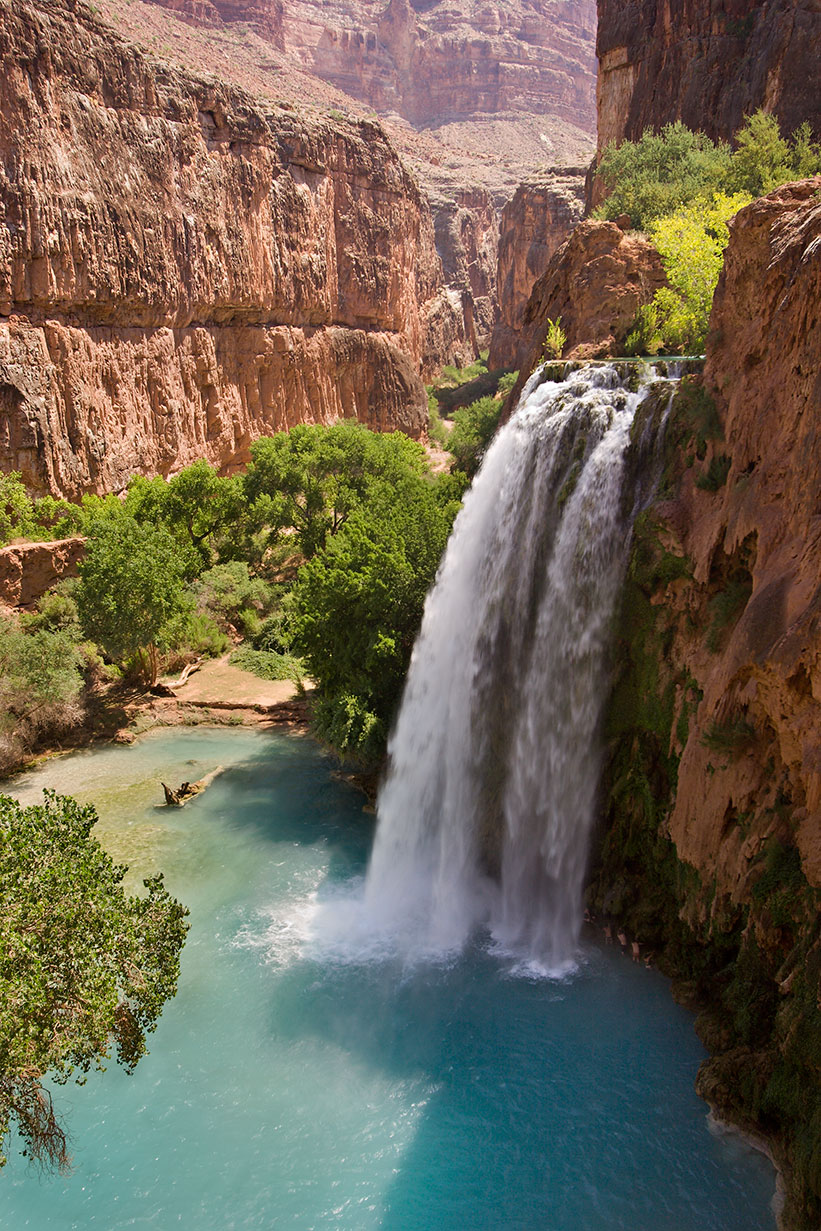
Havasu Falls (Arizona)

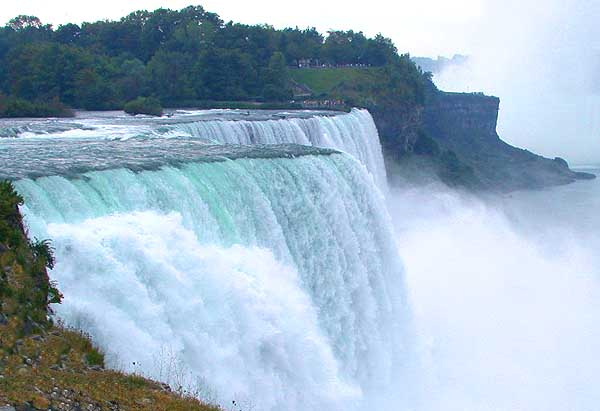
American Falls (État de New York)

##### Alabama
- DeSoto Falls – 31,7 m
- Noccalula Falls - 27 m Gadsden

##### Arizona
- Chutes d'Havasu – 37 m
- Mooney Falls – 60 m
- Grand Falls - 56 m

##### Arkansas
- Hemmed-In-Hollow Falls – 64 m
- Petit Jean Falls – 21,5 m dans le Petit Jean State Park
- Eden Falls[5] – 16 m - dans la Lost Valley
- Glory Hole[6] – 9,5 m

##### Californie
- Bonita Falls – 152 m
- Burney Falls – 39 m, alimenté par une source à débit constant de 4 m3/s
- Chilnualna Falls – 210 m
- Darwin Falls – 24 m, divisé en deux sections avec la plus haute chute d'eau dans le parc national de la vallée de la Mort
- Feather Falls – 125 m
- McWay Falls – 24 m, coule toute l'année
- Chute Nevada - Parc national de Yosemite – 181 m, suivie par Chute Vernal (97 m), toute l'année
- Ribbon Fall – 491 m
- Silver Strand Falls – 175 m
- Three Chute Falls - 24 m sur le canyon Tenaya, avec des flux très variables, mais pérennes
- Chute Vernal - 97 m, on Merced River juste en aval de Chute Nevada
- Voile de la Mariée – 189 m, pure lors de l'écoulement
- Chutes de Yosemite – généralement considérée comme la plus haute cascade en Amérique du Nord, avec 436 m

##### Caroline du Nord

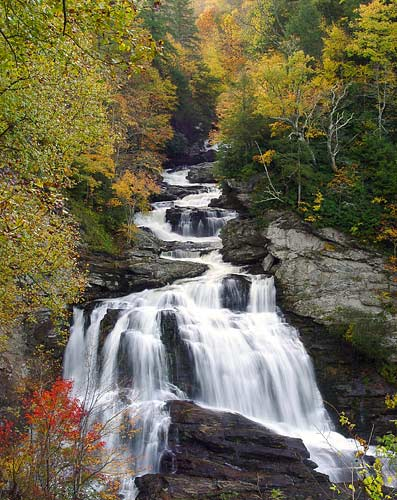
Cullasaja Falls, Forêt nationale de Nantahala, État de Caroline du Nord, États-Unis

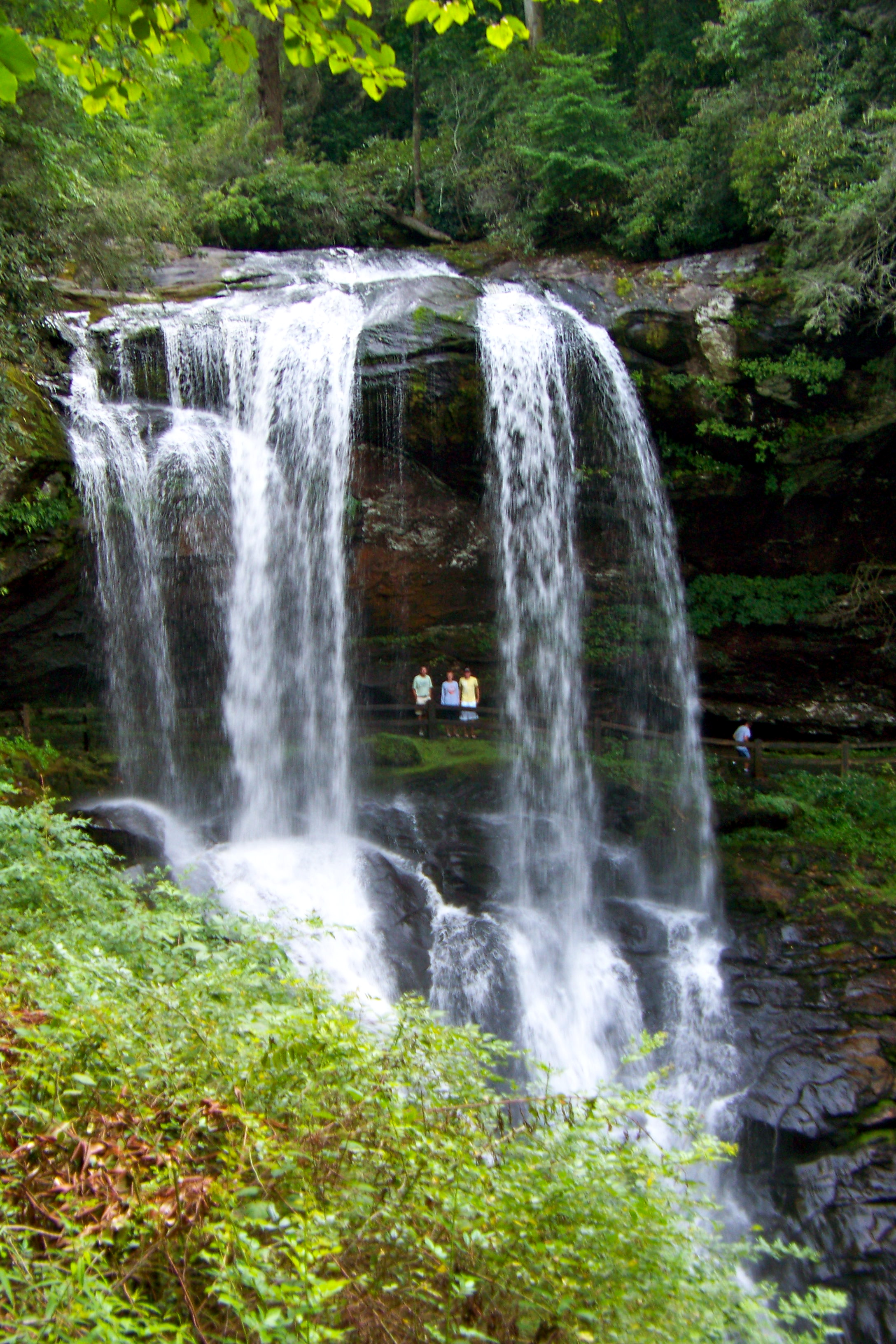
Dry Falls, Forêt nationale de Nantahala, État de Caroline du Nord, États-Unis

- Batson Creek Falls - 34 m - cette cascade rencontre ensuite la Connestee Falls dans le comté de Transylvania.
- Bridal Veil Falls - 37 m - située dans la forêt d'État DuPont en Caroline du Nord.
- Bridal Veil Falls - 13,9 m - tombe juste à côté de U.S. Highway 64 dans le comté de Macon.
- Buttermilk Falls - glisse sur une paroi rocheuse près de Rosman
- Cascade Falls - 15 m - glisse sur une paroi rocheuse. Aussi appelées « The Cascades ».
- Connestee Falls - 26 m - rencontre la Batson Creek Falls dans le comté de Transylvania.
- Corbin Creek Falls - 183 m - série de cascades
- Courthouse Falls - 12 m - près de Devil's Courthouse Mountain.
- Cullasaja Falls - 61 m - dans le comté de Macon
- Douglas Falls - 21,6 m
- Dry Falls - 20 m - tombent du pic d'une falaise en surplomb, permettant aux visiteurs de marcher derrière les chutes.
- Eastatoe Falls - 18 m - cascade située dans une propriété privée près de Rosman.
- Glassmine Falls - 271 m - chute éphémère glissant sur une paroi rocheuse qui peut-être vue depuis le Blue Ridge Parkway dans le comté de Buncombe
- Hickory Nut Falls - 124 m - dans le Parc d'État de Chimney Rock
- Hidden Falls - 3,7 m - dans le parc d'État de Hanging Rock
- High Falls - 38 m
- High Shoals Falls - 24,3 m - dans le parc d'État des South Mountains
- Hooker Falls - 4 m - vu dans Le Dernier des Mohicans
- Key Falls - 15 m - près Brevard dans le comté de Transylvania.
- Linville Falls - 46 m - tombe en plusieurs étapes, aboutissant à une large chute de 14 m.
- Looking Glass Falls - 18 m - près de Brevard dans le comté de Transylvania.
- Lower Cascades - 11 m - dans le parc d'État de Hanging Rock
- McGalliard Falls - 12 m - cascade dans le parc de la ville de Valdese
- Mitchell Falls - 8 m - dans le comté de Yancey
- Moravian Falls - 13 m - dans le comté de Wilkes
- Moore Cove Falls - 15 m
- Quarry Falls - 4,3 m - sur la Cullasaja River
- Rainbow Falls - 38 m - sur la Horsepasture River.
- Rainbow Falls - 49 m - dans le comté de Rutherford.
- Roaring Fork Falls - 13,9 m - coule dans la Forêt nationale de Pisgah - hauteur discutée.
- Setrock Creek Falls - 17 m - dans la forêt nationale de Pisgah - hauteur discutée.
- Slick Rock Falls - 9 m - près de Brevard dans le comté de Transylvania
- Sliding Rock - 18 m - utilisé comme un toboggan naturel, près de Brevard dans le comté de Transylvania
- Tory's Falls - 30,5 m
- Triple Falls - 38 m - tombe en trois sauts.
- Turtleback Falls - 6,1 m - se déverse dans la Horsepasture River
- Upper Cascades - 8 m - dans le parc d'État de Hanging Rock
- Upper Whitewater Falls - 126 m
- Walker Falls - 13,9 m - près de Forest Road 74 dans le comté de Buncombe. L'aire de stationnement pour Douglas Falls est plus loin sur cette route.
- Window Falls - 8,3 m - dans le parc d'État de Hanging Rock

##### Caroline du Sud
- Isaqueena Falls
- Kings Creek Falls - ~20 m - près de Chatooga River
- Raven Cliff Falls - 121 m - dans le parc d'État de Caesars Head
- Lower Whitewater Falls

##### Colorado
- Bridal Veil Falls (Telluride) - 111 m
- Fish Creek Falls – 85 m
- Chutes de Hayes Creek
- Seven Falls – 55 m
- Zapata Falls – 12 m

##### Dakota du Sud
- Bridal Veil Falls - près de Spearfish, dans le Spearfish Canyon.
- Sioux Falls - située à Sioux Falls.
- Roughlock Falls - située à Savoy.
- Spearfish Falls - située à Savoy.
- Cascade Falls - située à Hot Springs.

##### Floride
- Falling Waters Falls - 22,3 m, la plus haute chute de Floride. Une cascade insolite qui tombe d'un affleurement de calcaire dans une doline.

##### Géorgie
- Amicalola Falls - 222 m
- Anna Ruby Falls – 47 m, à côté de Curtis Creek

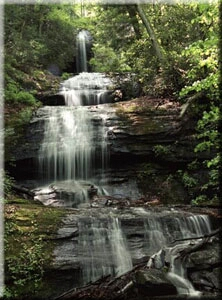
DeSoto Falls, État de Géorgie, États-Unis

- Cascade Falls - 183 m, cascades avec 3 sauts, le plus grand fait environ 80 m.
- Cochrans Falls - 183 m.
- DeSoto Falls - la partie supérieure tombe d'environ 60 m, le milieu de la chute tombe d'environ 24 m et la partie inférieure tombe d'environ 6 m.
- Dick's Creek Falls - 18 m coule sur un monticule de granit dans la Chattooga
- Dukes Creek Falls – 46 m
- Estatoah Falls - environ une centaine de mètres, la hauteur exacte n'est pas connue
- Holcomb Creek Falls - 37 m
- Minnehaha Falls – 30,5 m
- Toccoa Falls – 56 m

##### Idaho
- Chutes de Shoshone – 65 m
- Chutes Upper Mesa - 35 m
- Chutes Lower Mesa - 20 m
- Twin Falls
- Idaho Falls
- Moyie Falls

##### Kentucky
- Cumberland Falls - 21 m - possibilité de voir des arcs-en-ciel lunaires quand c'est la pleine Lune, coule toute l'année.

##### Maryland
- Cunningham Falls – 26 m
- Great Falls of the Potomac - 16 m
- Kilgore Falls - 5 m - en un saut
- Muddy Creek Falls – 17 m - la plus haute chute du Maryland en un saut.
- Swallow Falls - 5 m

##### Michigan

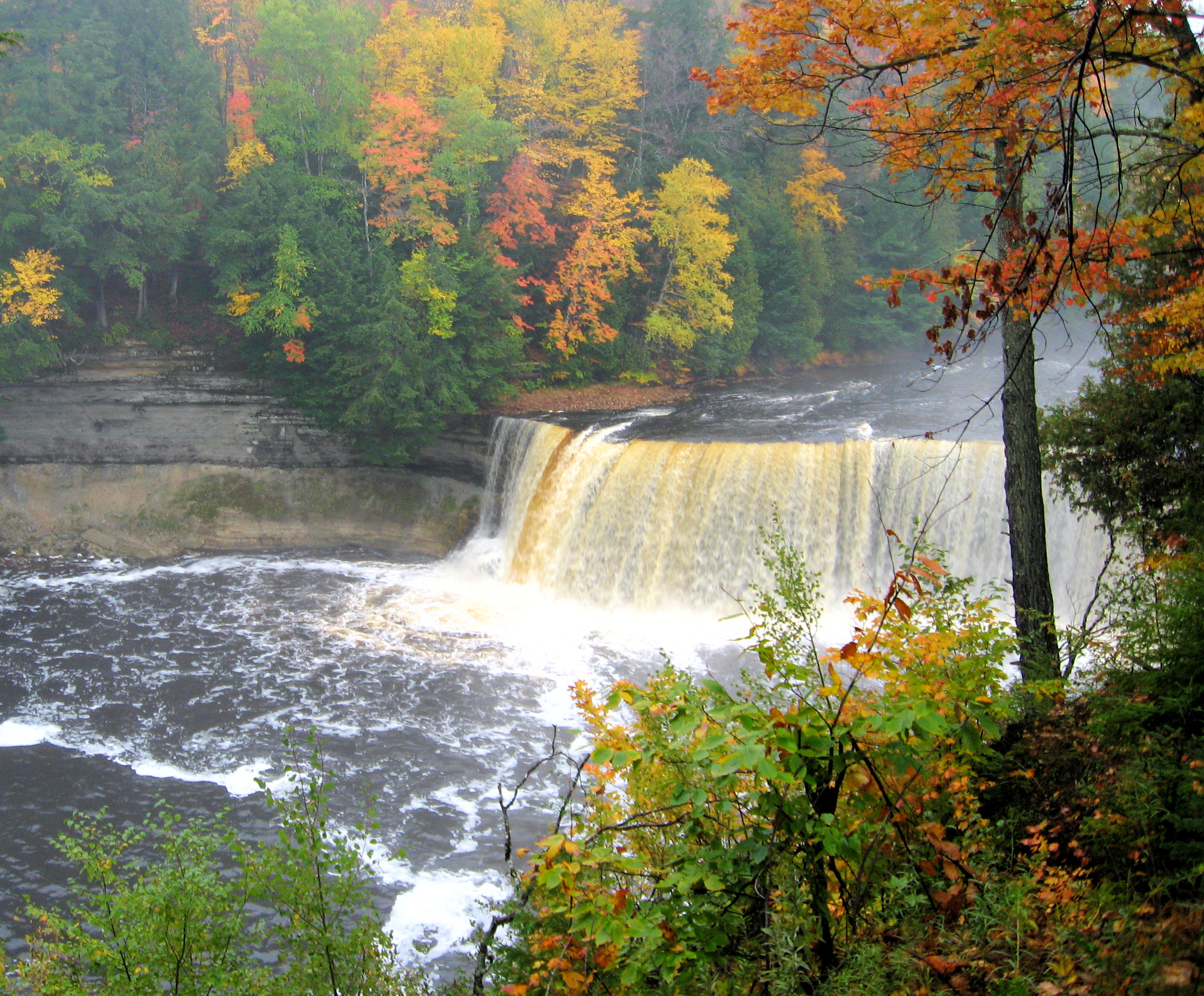
Upper Tahquamenon falls à l'automne, État du Michigan, États-Unis

- Agate Falls – 12 m - sur l'Ontonagon River
- Alger Falls - sur l'Anna River
- Algonquin Falls (en) - sur la Black River
- Bond Falls – 15 m - sur l'Ontonagon River
- Bridal Veil Falls – 30 m - tombe dans le Lac Supérieur, dans le Pictured Rocks National Lakeshore
- Chapel Falls – 9 m - dans le Pictured Rocks National Lakeshore
- Chippewa Falls (en) - 3 m - sur la Black River
- Douglass Houghton Falls - 30 m
- Eagle River Falls – 18 m - sur un barrage.
- Gorge Falls (en) – 6,1 m - sur la Black River
- Great Conglomerate Falls – 9 m - sur la Black River
- Horseshoe Falls - 3 m - sur l'Anna River
- Hungarian Falls – 15 m - plusieurs petites chutes sur l'Hungarian River
- Laughing Whitefish Falls – 30 m
- Mackinac Falls - 30 m - tombe à l'est de Arch Rock
- Manabezho Falls – 8 m - sur la Presque Isle River dans les Montagnes du Porc-Épic
- Manido Falls – 4,3 m - sur la Presque Isle River dans les Montagnes du Porc-Épic
- Miners Falls – 12 m - dans le Pictured Rocks National Lakeshore
- Mosquito Falls – 3,0 m - dans le Pictured Rocks National Lakeshore
- Munising Falls – 15 m - dans le Pictured Rocks National Lakeshore
- Narrow Falls (en) - sur la Black River
- Nawadaha Falls – 4,3 m - sur la Presque Isle River dans les Montagnes du Porc-Épic
- Ocqueoc Falls – 3,0 m - chute d'eau qui n'a de l'importance que dans la Péninsule inférieure du Michigan
- O-kun-de-Kun Falls – 9 m
- Potawatomi Falls (en) – 12 m - sur la Black River
- Rainbow Falls (Michigan) (en) – 13,9 m - sur la Black River
- Sable Falls – 4,3 m - dans le Pictured Rocks National Lakeshore
- Sandstone Falls (en) – 8 m - sur la Black River
- Spray Falls – 21,6 m - tombe dans le Lac Supérieur, dans le Pictured Rocks National Lakeshore
- Tahquamenon Falls, Lower - sur la Tahquamenon River
- Tahquamenon Falls, Upper – 15 m, 61 m de large - sur la Tahquamenon River
- Wagner Falls

##### Minnesota
- Gooseberry Falls sur la côte Nord du lac Supérieur.
- High Falls de la Pigeon River - 37 m - dans le parc d'État de Grand Portage (Minnesota) et le parc provincial de Pigeon River (Ontario) sur la frontière entre le Canada et les États-Unis
- Minnehaha Falls – 16 m - avec un flux très variable et qui peut même geler en hiver.
- Chutes de Saint Anthony - les seules chutes d'eau sur le Mississippi jusqu'à leur remplacement par des barrages au XIXe siècle.
- Hidden Falls - dans le parc d'État de Nerstrand Big Woods.
- Pickwick Falls - à Pickwick Village.
- Vermillion Falls - à Hastings.
- Cannon Falls - à Cannon Falls.
- Minneopa Falls - à Mankato.

##### Montana
- Rainbow Falls – 13 m, 400 m de large - le débit est contrôlé par le barrage de Rainbow

##### New Jersey
- Great Falls - 23 m

##### New York

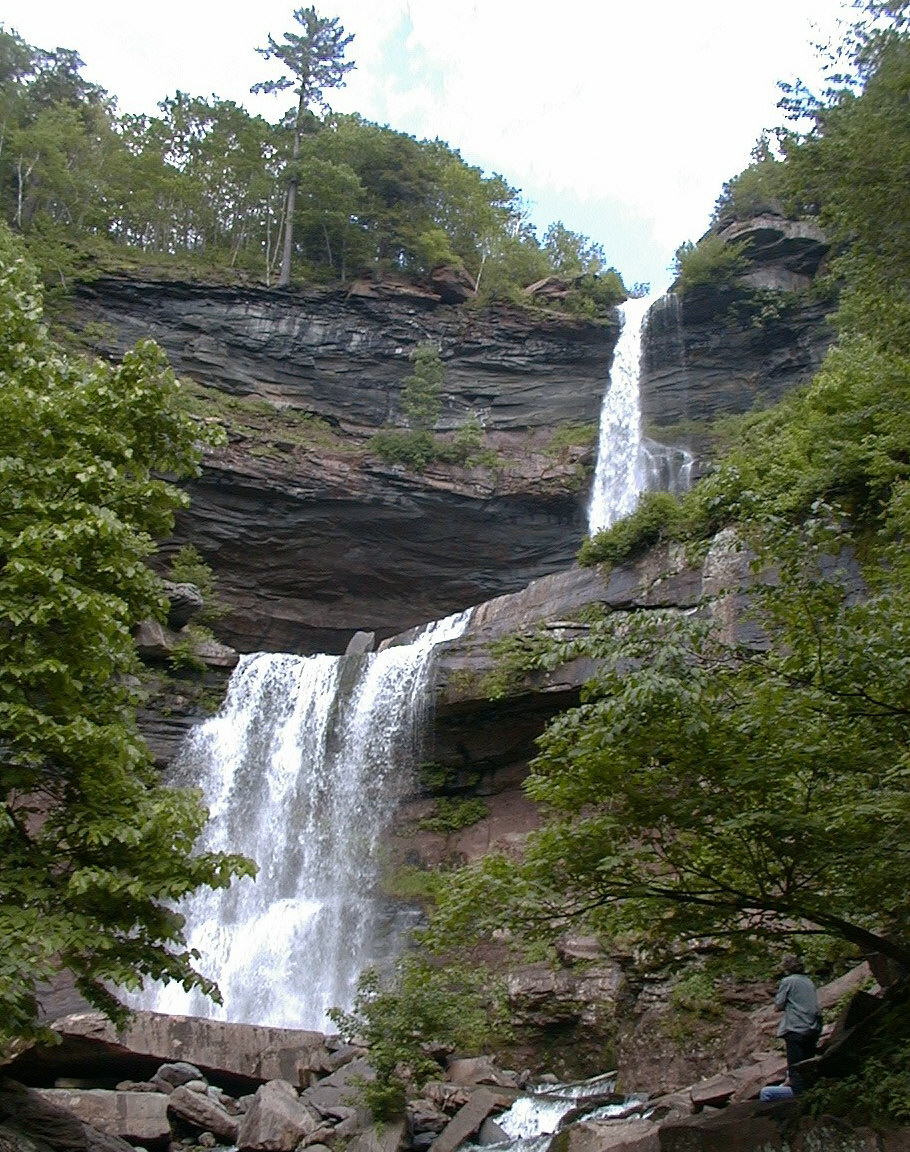
Kaaterskill Falls dans les montagnes Catskill, État de New York, États-Unis

- American Falls - une partie des Chutes du Niagara avec un saut de 52 m, coule toute l'année.
- Cohoes Falls - 20 m
- High Falls - 29 m - située dans le centre-ville de Rochester
- Indian Chimney Falls - 18 m - dans la ferme de Indian Chimney
- Kaaterskill Falls - 53 m - chute pour les cascades supérieures, la hauteur totale des deux sauts est de 79 m
- Lucifer Falls - 35 m - cascade située dans le parc d'État de Robert H. Treman
- Taughannock Falls - 66 m
- VerKeerderkill Falls - 54,6 m
- Buttermilk Falls - située dans le parc d'État de Buttermilk Falls

##### Oklahoma
- Turner Falls – 23 m - en plusieurs sauts, dans les montagnes Arbuckle

##### Oregon
- Chutes de Multnomah – 189 m - en deux sauts, un de 165 m et l'autre de 21 m, coulent toute l'année.
- Toketee Falls – 36 m - en deux sauts, la dernière est entourée de colonnes de basalte.
- Watson Falls – 83 m
- Chutes Annie – 16 m
- Willamette Falls – 12 m, 460 m de large - coule toute l'année.

##### Pennsylvanie

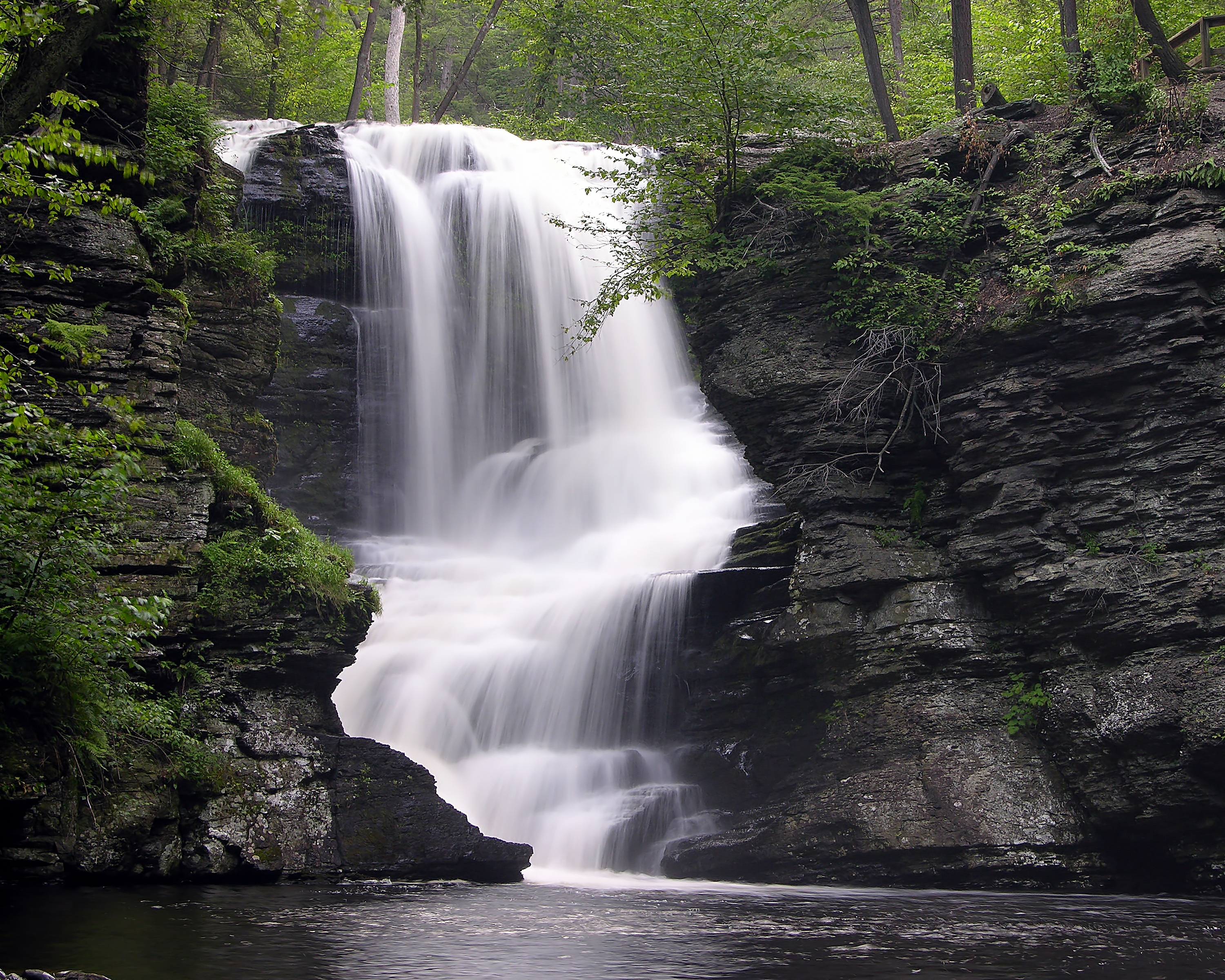
Fulmer Falls, dans le parc récréatif pour enfants George Washington, État de Pennsylvanie, États-Unis

- Dingmans Falls - 39,6 m - au parc récréatif pour enfants George Washington
- Chutes Fulmer - 17 m - au parc récréatif pour enfants George Washington
- Raymondskill Falls 32 m - dans le Delaware Water Gap National Recreation Area
- Silverthread Falls - 24,3 m - au parc récréatif pour enfants George Washington
- Bushkill Falls - série de huit cascades dans les Monts Pocono

##### Tennessee
- Fall Creek Falls - 78 m
- Burgess Falls - 41 m - elle est située dans le parc d'État de Burgess Falls

##### Utah
- Bridal Veil Falls – 185 m - grande chute d'eau en double cataracte
- Calf Creek Falls
- Stewart Falls

##### Virginie
- Crabtree Falls - 366 m - cette cascade dispose d'une chute de 122 m, elle est la plus haute cascade à l'est du Mississippi et a la plus haute chute en une étape à l'est du Mississippi.

##### Virginie-Occidentale
- Chutes Elakala - 19 m - Vallée de Canaan dans le canyon de Blackwater

##### Washington
- Angeline Falls - 137 m
- Berdeen Falls – 259 m
- Blum Basin Falls - 512 m
- Boston Creek Falls- 496 m
- Bridal Veil Falls – 404 m
- Chutes Comet - 97 m
- Depot Creek Falls- 295 m
- Green Lake Falls – 298 m
- Mazama Falls - 152 m
- Morning Star Falls- 402 m
- Palouse Falls - 60 m
- Pearl Falls - 122 m

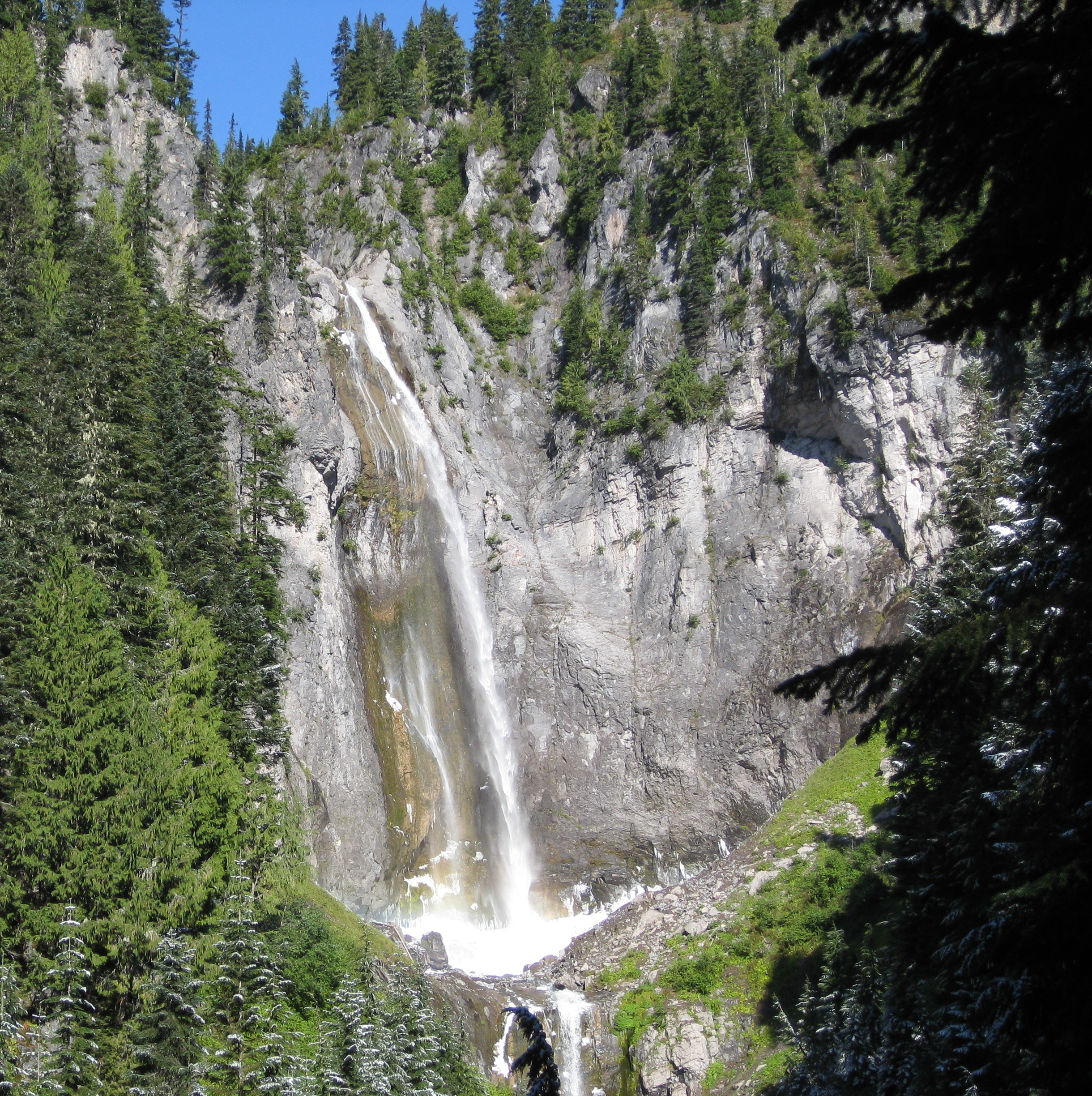
Comet Falls, État de Washington, États-Unis

- Chutes d'Aniwaniwa - 95 m - Stehekin, parc national des North Cascades – coule toute l'année
- Rainy Lake Falls - 244 m
- Seahpo Peak Falls- environ 670 m
- Silver Lake Falls - 648 m
- Snoqualmie Falls – 82 m
- Sulphide Creek Falls – 665 m

##### Wisconsin
- Big Manitou Falls - 50 m - dans le comté de Douglas
- Brownstone Falls - 9,1 m - dans le comté d'Ashland
- Copper Falls - 12 m - dans le comté d'Ashland
- Foster Falls - 7,6 m - dans le comté d'Iron
- Little Manitou Falls - 9,1 m - dans le comté de Douglas
- Morgan Falls - 24–30 m - dans le comté d'Ashland
- Peterson Falls - 11 m - dans le comté d'Iron
- Potato Falls - 27 m - dans le comté d'Iron
- Saxon Falls - 27 m - dans le comté d'Iron
- Superior Falls - 27 m - sur la Montreal River sur le lac Supérieur

##### Wyoming

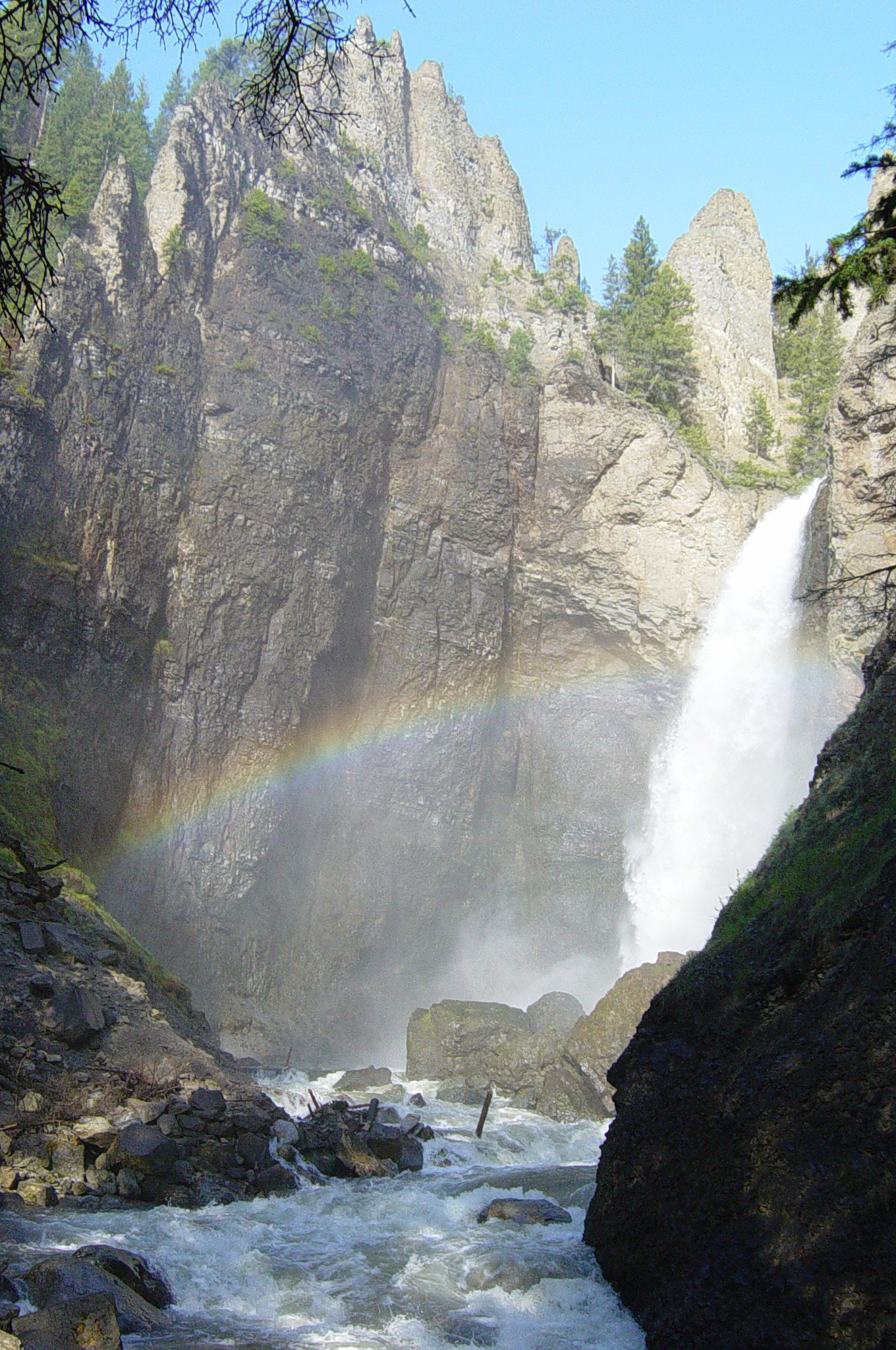
Tower Falls, État de Wyoming, États-Unis

- Firehole Falls - Parc national de Yellowstone
- Gibbon Falls - Parc national de Yellowstone
- Kepler Cascades - Parc national de Yellowstone
- Chute Tower - Parc national de Yellowstone
- Union Falls - Parc national de Yellowstone
- Yellowstone Falls – les plus larges chutes des États-Unis - Montagnes Rocheuses, les chutes inférieures mesure 94 m de haut et les chutes supérieures, 33 m.
- Chutes d'eau du parc national du Yellowstone

#### Groenland
- Qorlortorsuaq

#### Guatemala
- Salto de Chilascó Waterfall
- Tzuul Tak´a, Waterfall
- Pajaj Waterfall

#### Mexique

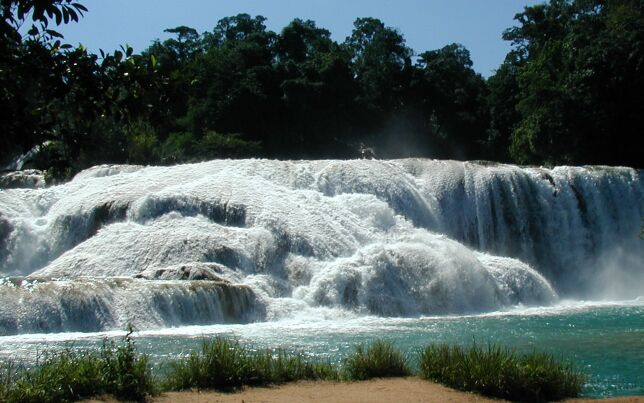
Cascades de Agua Azul, Mexique

- Piedra Volada
- Cola de Caballo
- Cascades de Agua Azul
- Basaseachic Falls
- Hierve el Agua
- Llano Grande
- Cascadas de Apoala
- Cola de Serpiente
- Misol-Ha

### Caraïbes

#### Cuba
- Salto Fino - 305 m - Plus haute cascade de Cuba
- Salto de Soroa - 22 m - Soroa
- El Nicho
- Guanayara, Topes de Collantes
- Vegas Grandes, Topes de Collantes

#### Dominique
- Cascades de La ravine Ouayanerie - 210 m
- Cascade de Bellevie River - 95 m
- Cascade de Middleham fall- 80 m
- Cascade de Cawecharie River - 70 m
- Cascade de White River - 70 m
- Cascade de Titou Gorge - 65 m
- Cascade de Sarisari River - 55 m
- Cascade Cyrique - 30 m
- Victoria Fall
- Trafagar Falls
- Cascade d'Emerald Pool

#### Guadeloupe
- Chutes du Carbet - 245 m - plus hautes cascades de Guadeloupe, constituée de trois sauts de 115, 110 et 20 m.
- Chutes Moreau - 100 m
- Cascades de la rivière La Rose - 70 m - constituée de deux sauts de 30 et 40 m.
- Cascade de la Palmiste - 45 m
- Cascade de la ravine aux Foins - 45 m
- Chute du Galion - 40 m
- Cascade de la ravine Beaulieu - 30 m
- Cascade Naca - 30 m
- Cascade de la rivière Carmichaël - 30 m
- Saut Trois Cornes - 15 m
- Cascade aux Écrevisses - 10 m
- Saut de la Lézarde - 10 m

#### Jamaïque
- Chutes de la Dunn

#### Martinique
- La cicatrice d'Alice (canyon) - 515 m - Plus hautes cascades de Martinique.
- Cascades de la ravine Morne Sainte Croix - 404 m
- Cascade de la ravine Lagrange - 145 m - Plus haute cascade en un seul saut de Martinique.
- Cascade de la Grande Sophie - 135 m
- Cascade Couleuvre - 130 m
- Cascades de la rivière Trois Bras - 100 m
- Saut d'eau du Carbet - 95 m
- Fontaine Didier - 38 m
- Saut du Gendarme - 15 m
- Cascade de bô la riviè - Avec ses 15 m de large, c'est la cascade la plus large de la Martinique.

#### Sainte-Lucie
- Sault Falls

#### Saint-Vincent-et-les-Grenadines
- Dark View Falls

### Amérique du Sud

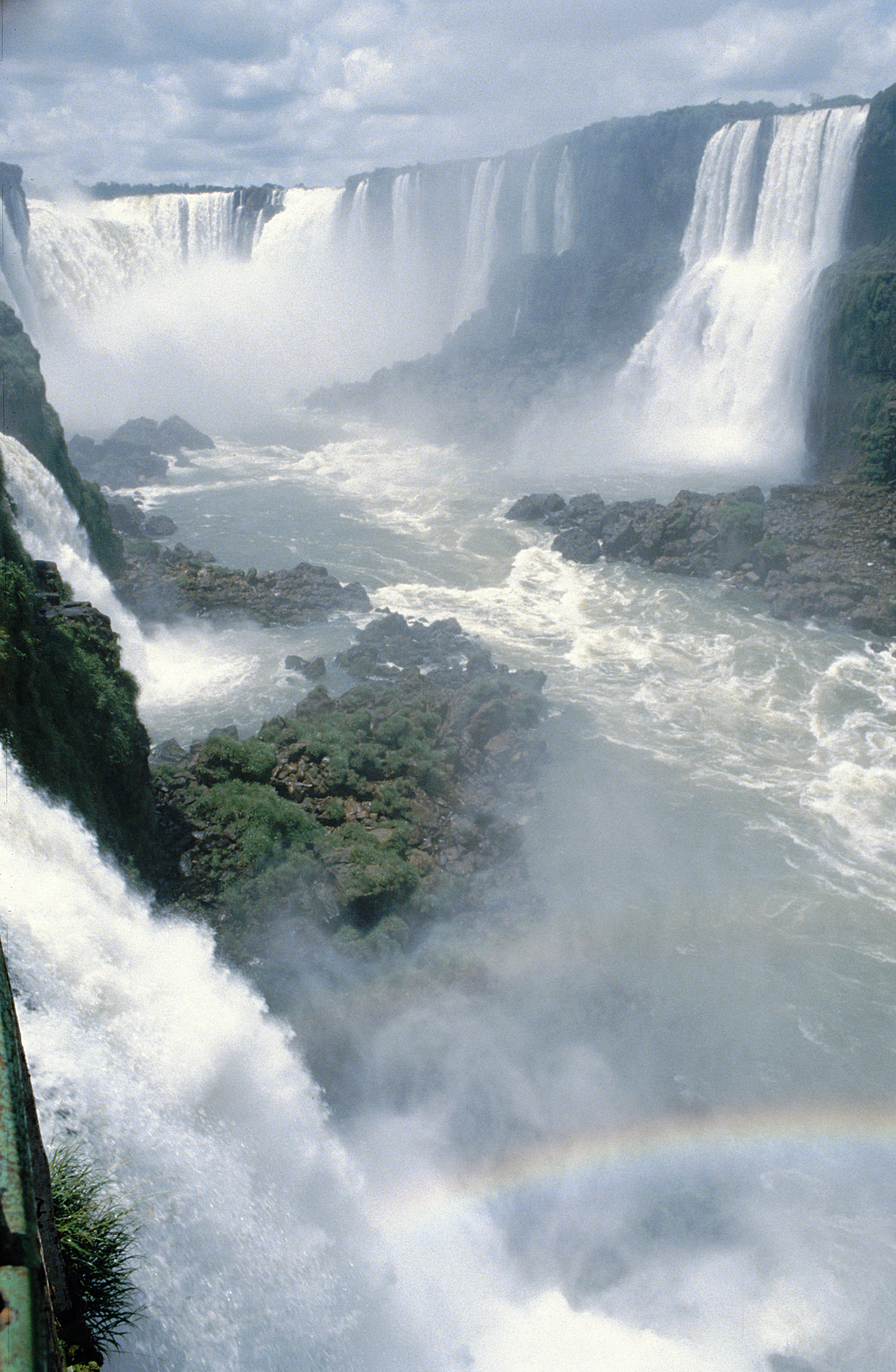
Chutes d'Iguazú en Argentine et au Brésil.

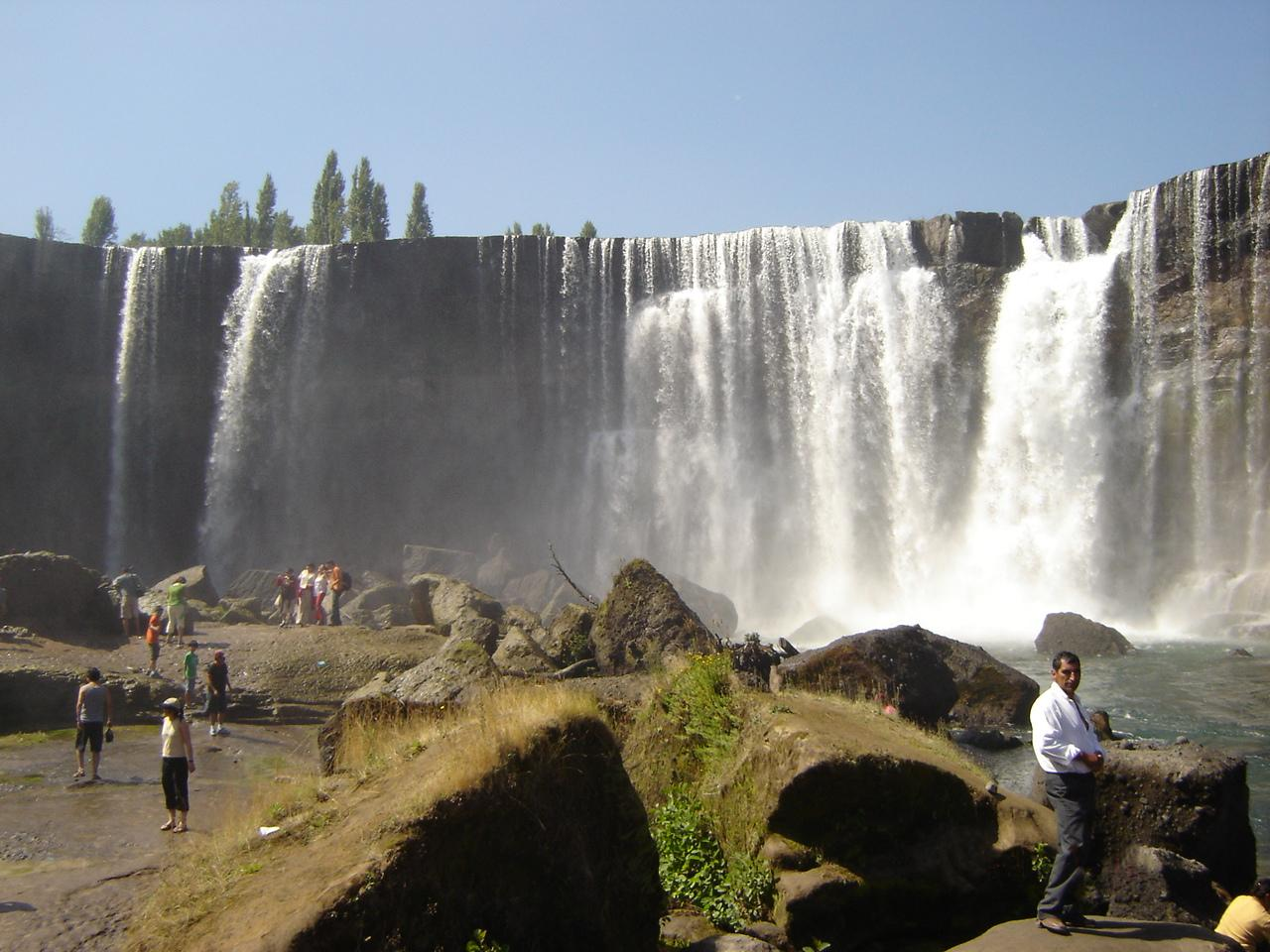
Laja Falls, Chili.

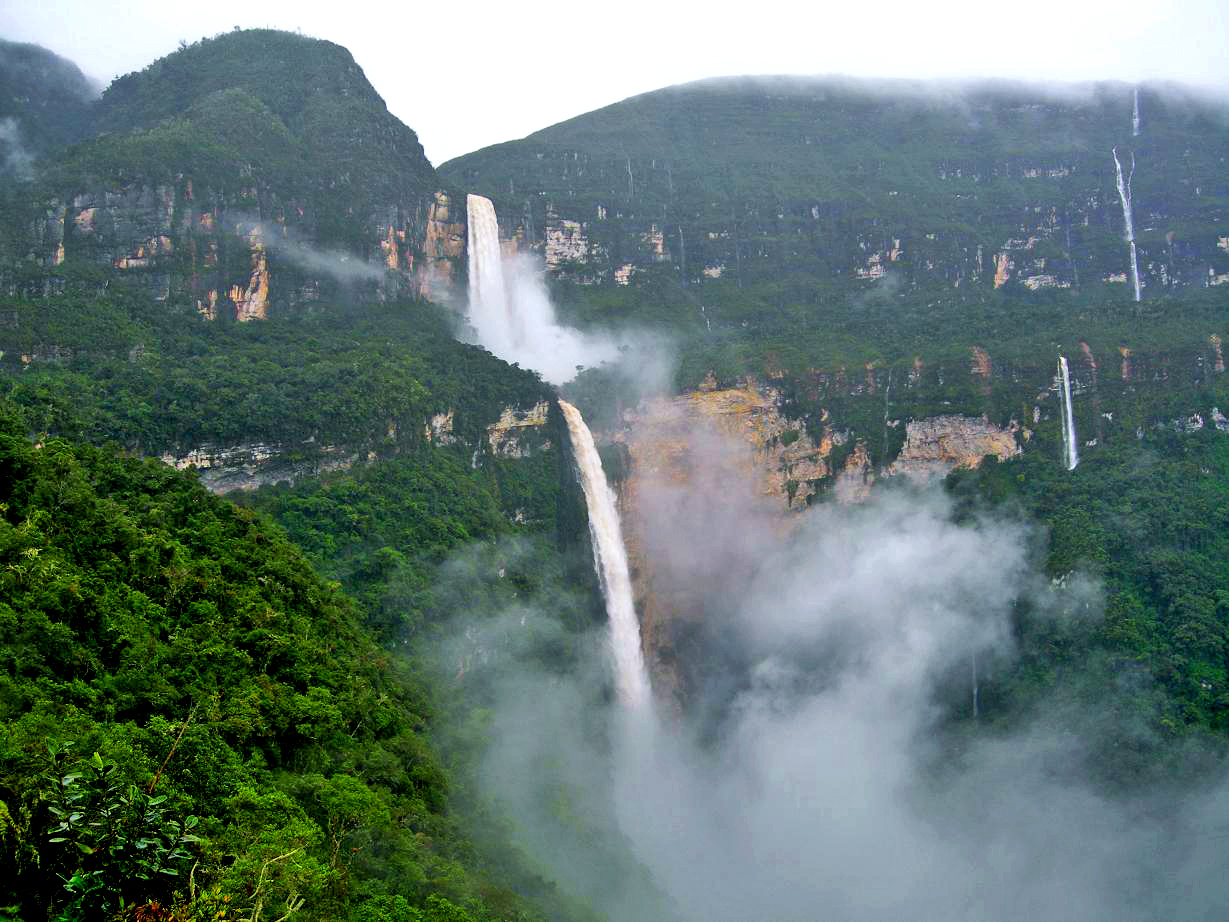
Catarata Gocta, au Pérou.

#### Argentine
- Chutes d'Iguazú

#### Brésil
- Cascata do Caracol - 131 m - Rio Grande do Sul, Serra Gaúcha
- Cachoeira da Fumaça (Chapada Diamantina, Bahia) 400 m
- Cascade des Sept Chutes (Salto de Sete Quedas) - sur la frontière entre le Brésil et le Paraguay, plus importantes chutes du monde en volume jusqu'en 1982, année de leur inondation par le réservoir du barrage d'Itaipu.
- Cachoeira do Itiquira - 168 m - État de Goiás
- Chutes d'Iguazú
- Cascata de Sete Lagoas (Sete Lagoas, Minas Gerais)
- Cachoeira do Tabuleiro - 274 m

#### Chili
- El Saltillo
- Huilo-Huilo Falls
- Salto del Itata
- Los Saltos
- Salto del Laja
- Saltos del Petrohué
- Rahue Falls

#### Colombie
- Salto del Tequendama - 132 m - Cundinamarca
- Salto de Bordones - Huila
- Salto de Mortiño - Huila

#### Guyana
- Chutes de Kaieteur
- King Edward VIII Falls

#### Guyane

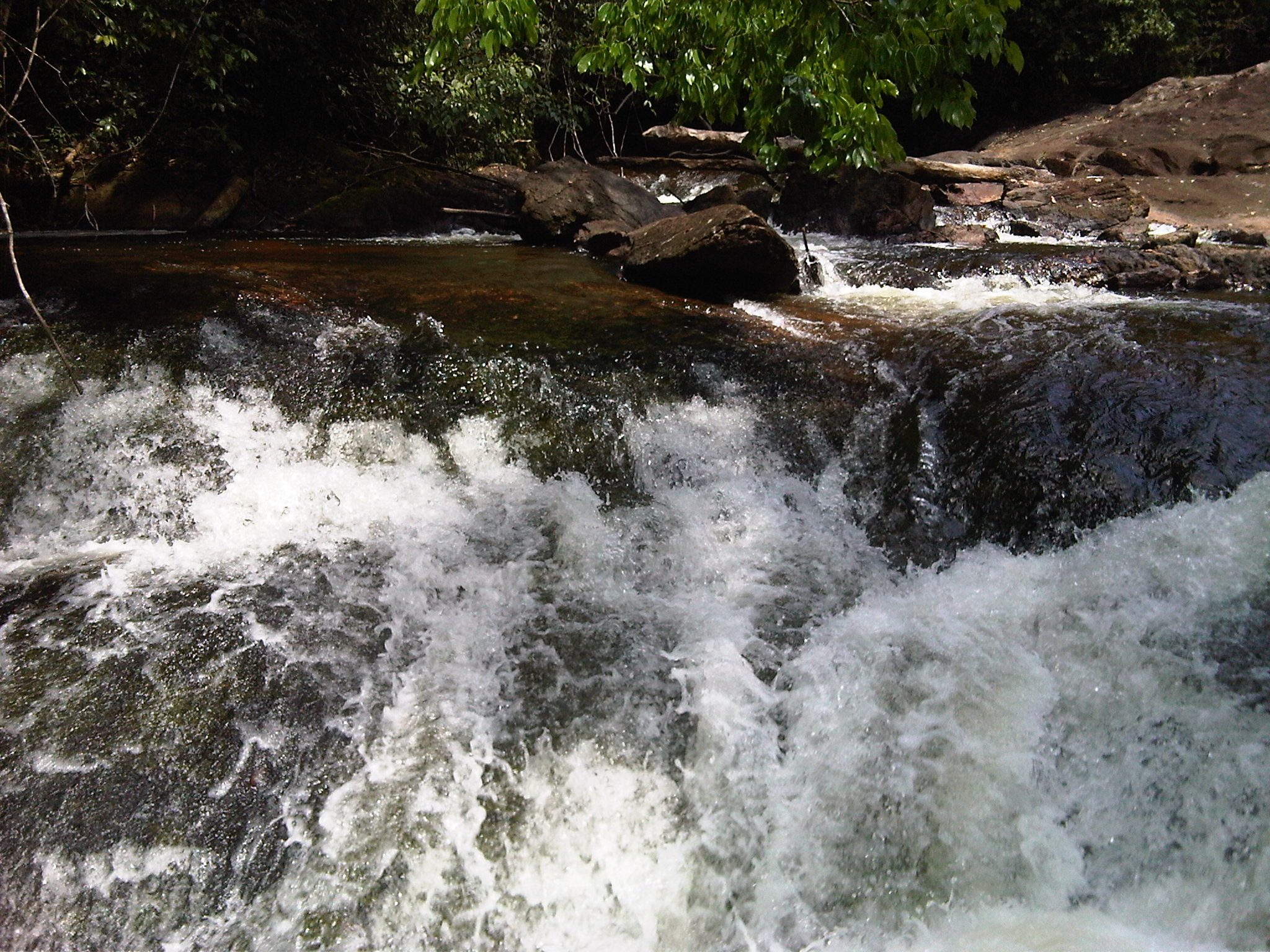
Chutes Voltaire

- Chutes Voltaire

#### Paraguay
- Cascade des Sept Chutes (Salto de Sete Quedas) - sur la frontière entre le Brésil et le Paraguay. Il s'agissait d'une des majeures activités touristiques du Paraguay jusqu'à leur inondation en 1982 par le réservoir du barrage d'Itaipu qui produit aujourd'hui plus de la moitié de la consommation d'énergie du pays.

#### Pérou
- Catarata Gocta
- Cataratas las Tres Hermanas
- Yumbilla

#### Venezuela
- Salto Ángel - la plus haute chute du monde avec 979 m.
- Llovizna Falls
- Para Falls
- Yutaje Falls
- Salto Cuquenán

## Océanie

### Australie

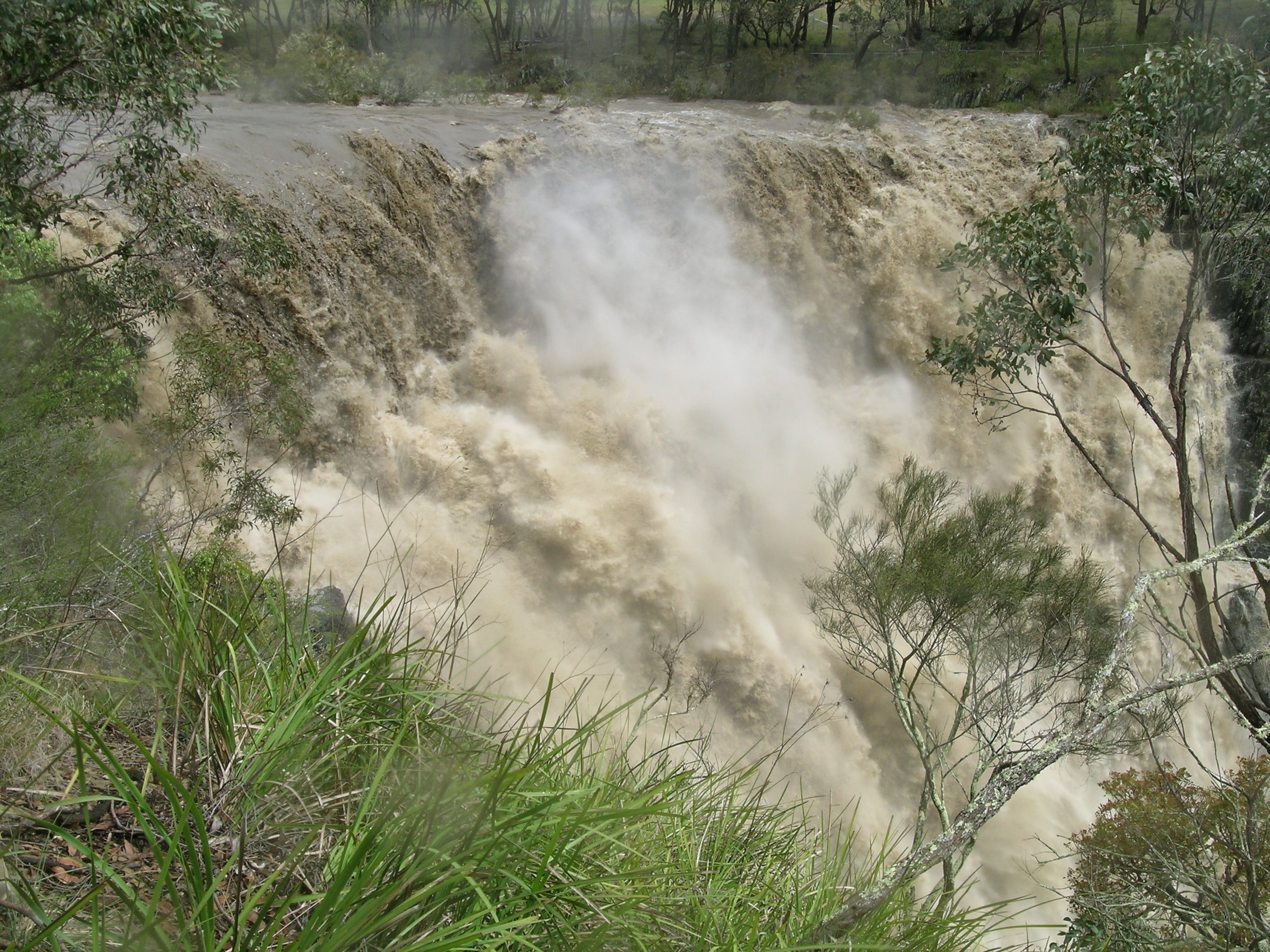
Apsley Falls, Walcha, Nouvelle-Galles du Sud

#### Nouvelle-Galles du Sud
- Apsley Falls
- Carrington Falls
- Ebor Falls
- Ellenborough Falls - 160 m - La troisième plus haute chute en Australie.
- Fitzroy Falls
- Wentworth Falls
- Wollomombi Falls - 220 m - La seconde plus haute chute en Australie.

#### Territoire du Nord

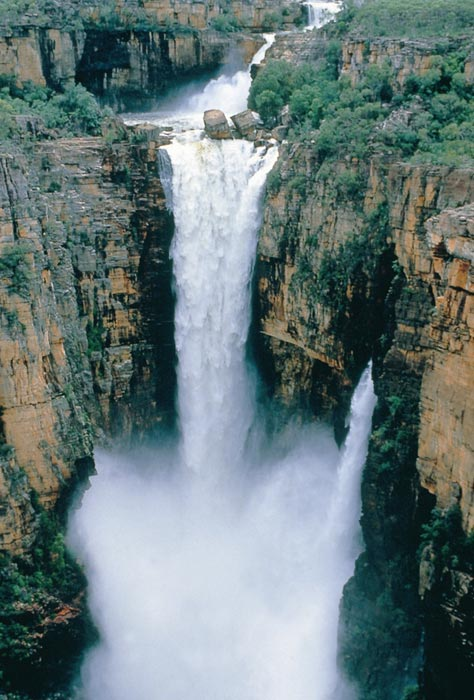
Jim Jim Falls pendant la saison humide, parc national de Kakadu, Territoire du Nord

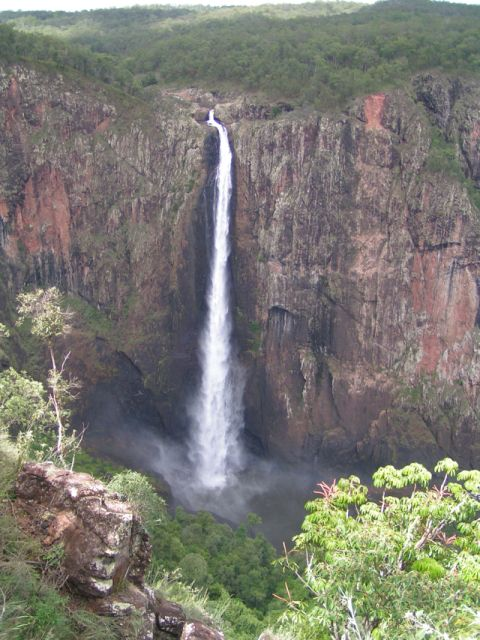
Wallaman Falls, Queensland

- Florence Falls
- Gunlom Falls
- Jim Jim Falls
- Tjaynera Falls
- Tolmer Falls
- Twin Falls
- Wangi Falls

#### Queensland
- Barron Falls
- Blencoe Falls
- Bloomfield Falls
- Browns Falls
- Clamshell Falls
- Coomera Falls
- Daggs Falls
- Davies Creek Falls
- Goomoolahra Falls
- Herbert River Falls
- Josephine Falls
- Jourama Falls
- Kearneys Falls
- Leichhardt Falls
- Milla Milla Falls
- Millstream Falls
- Milmilgee Falls
- Morans Falls
- Murray Falls
- Purlingbrook Falls
- Queen Mary Falls
- Simpson Falls
- Stoney Creek Falls
- Teviot Falls
- Tinaroo Falls
- Tully Falls
- Twin Falls
- Wallaman Falls plus haute cascade de l'Australie, près de 300 m
- Whites Falls
- Wongalee Falls
- Yarrbilgong Falls

#### Tasmanie
- Delaneys Falls
- Dip Falls
- Chutes Horseshoe
- Chutes Lady Barron
- Chutes Marriott
- Montezuma Falls
- Chutes Russell

#### Victoria
- Chutes Hopetoun
- Nigretta Falls

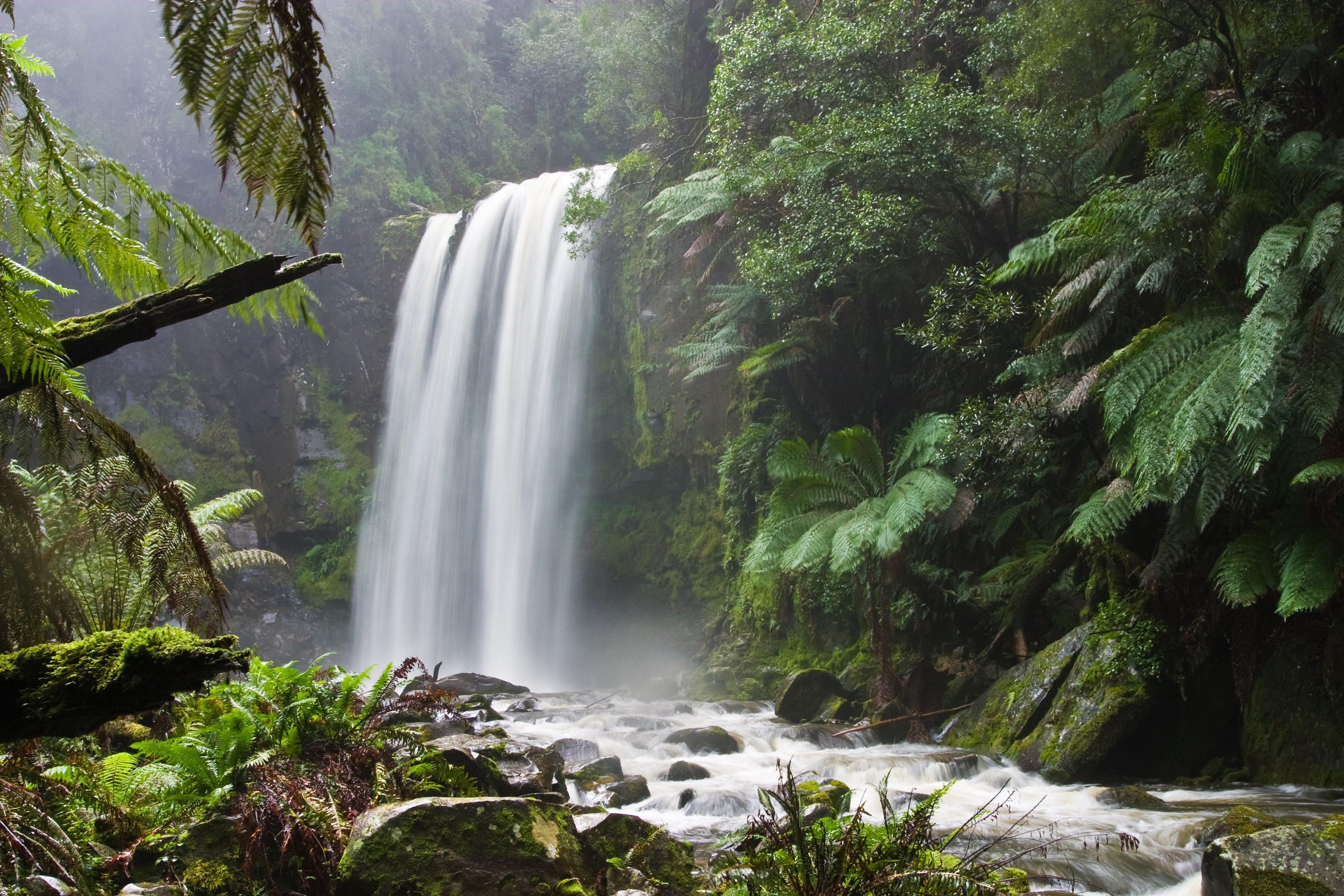
Chutes Hopetoun, Victoria, Australie

- Silverband Falls, parc national Grampians, Victoria
- Steavenson Falls
- Chutes Triplet, parc national Great Otway, Victoria
- Wannon Falls
- Mason Falls
- Turpins Falls

### Îles hawaïennes
- ‘Akaka Falls, Hawaï - 135 m
- Hiilawe Waterfall, Vallée de Waipiʻo, Hawaï - 396 m

- Kahiwa Falls - 530 m
- Kahuna Falls
- Makahiku Falls - 61 m
- Makamaka'ole Falls

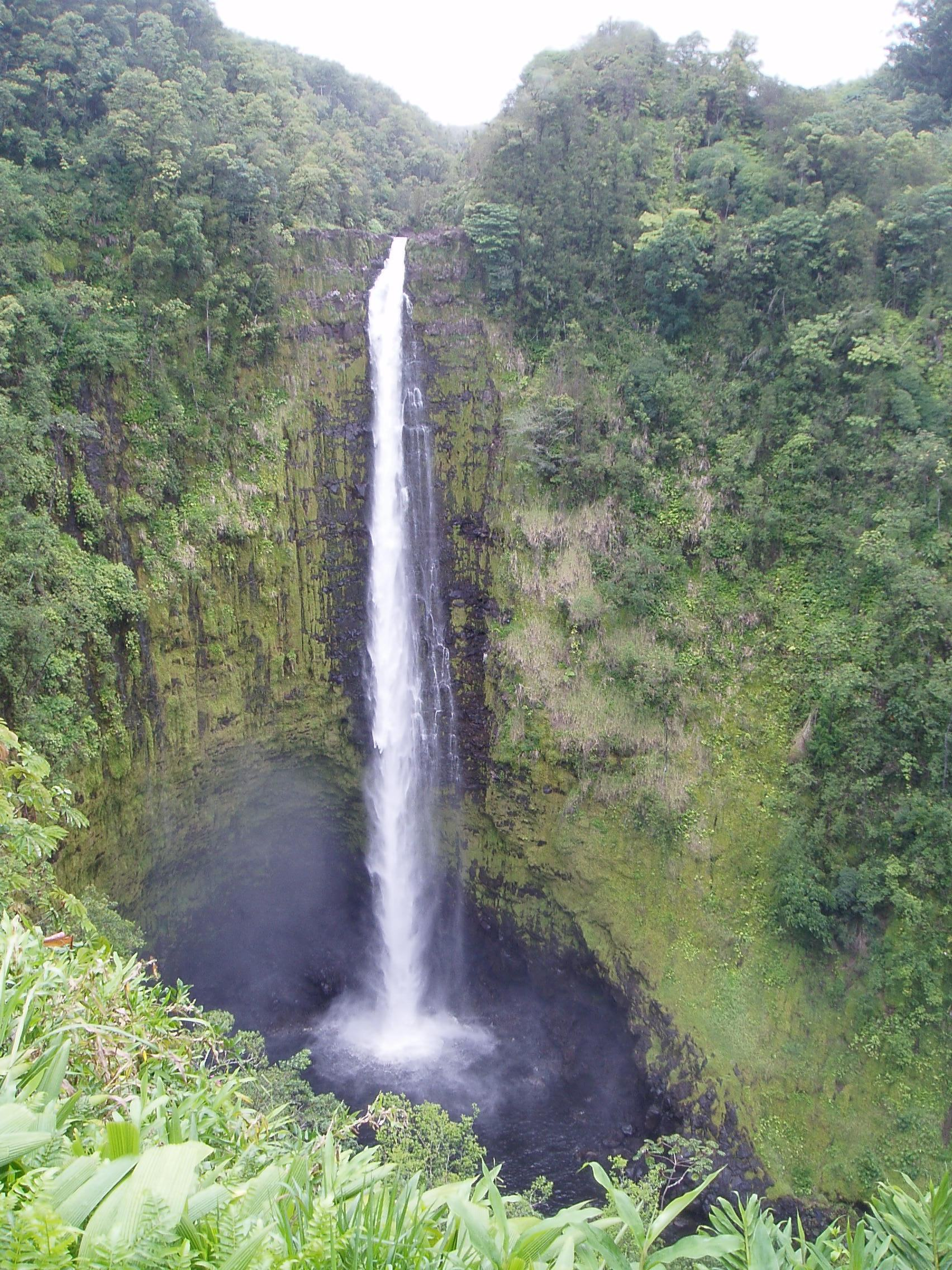
‘Akaka Falls, Hawaï

- Chutes Olo'upena - 900 m - Molokai, sur la côte Nord.
- 'Opaeka'a Falls - 46 m. sur la côte Est de Kauai.
- Papalaua Falls
- Rainbow Falls
- Chutes de Wailua - 53 m - sur la côte-est de Kauai.
- Chutes Waimoku - 330 m
- Waipoo Falls

### Îles Samoa
- Togitogiga Falls - dans le district de Falealili

### Nouvelle-Zélande

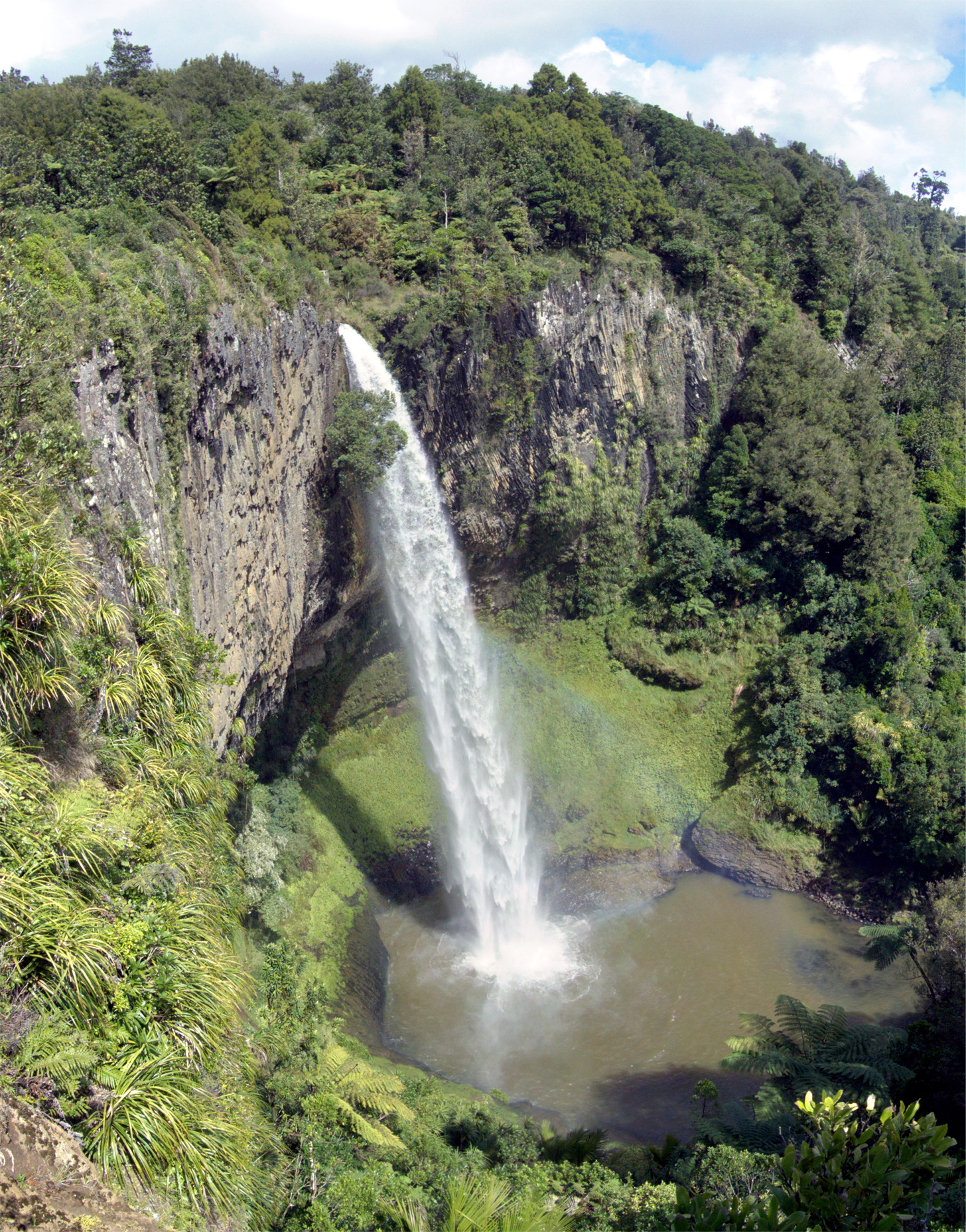
Bridal Veil Falls, Waikato, Nouvelle-Zélande

- Lady Alice Falls - 200 m, avec des prêles dans le Doubtful Sound
- Bridal Veil Falls - 55 m de haut, le long de Pakoka River, Waikato
- Chutes d'Aniwaniwa
- Chutes Browne - Cascades de 619 m ou de 836 m (selon la source)
- Chutes Huka
- Humboldt Falls
- Madonna Falls
- Mauku Falls
- Mokau Falls
- Mt. Damper Falls
- Palisade Falls
- Purakaunui Falls
- Rainbow Falls
- Chutes Stirling
- Sutherland Falls - le plus souvent considérée comme la plus haute chute en Nouvelle-Zélande avec ses 580 m
- Tarawera Falls
- Wairere Falls - la plus haute de l'île du Nord avec ses 153 m

### Polynésie française
- Cascade de Vaipo - 350 m - plus haute cascade de Polynésie française.
- Cascade de Fachoda - 135 m
- Les Trois Cascades - 100 m
- Cascade de Tehuatevai - 80 m